# Animelo Summer Live

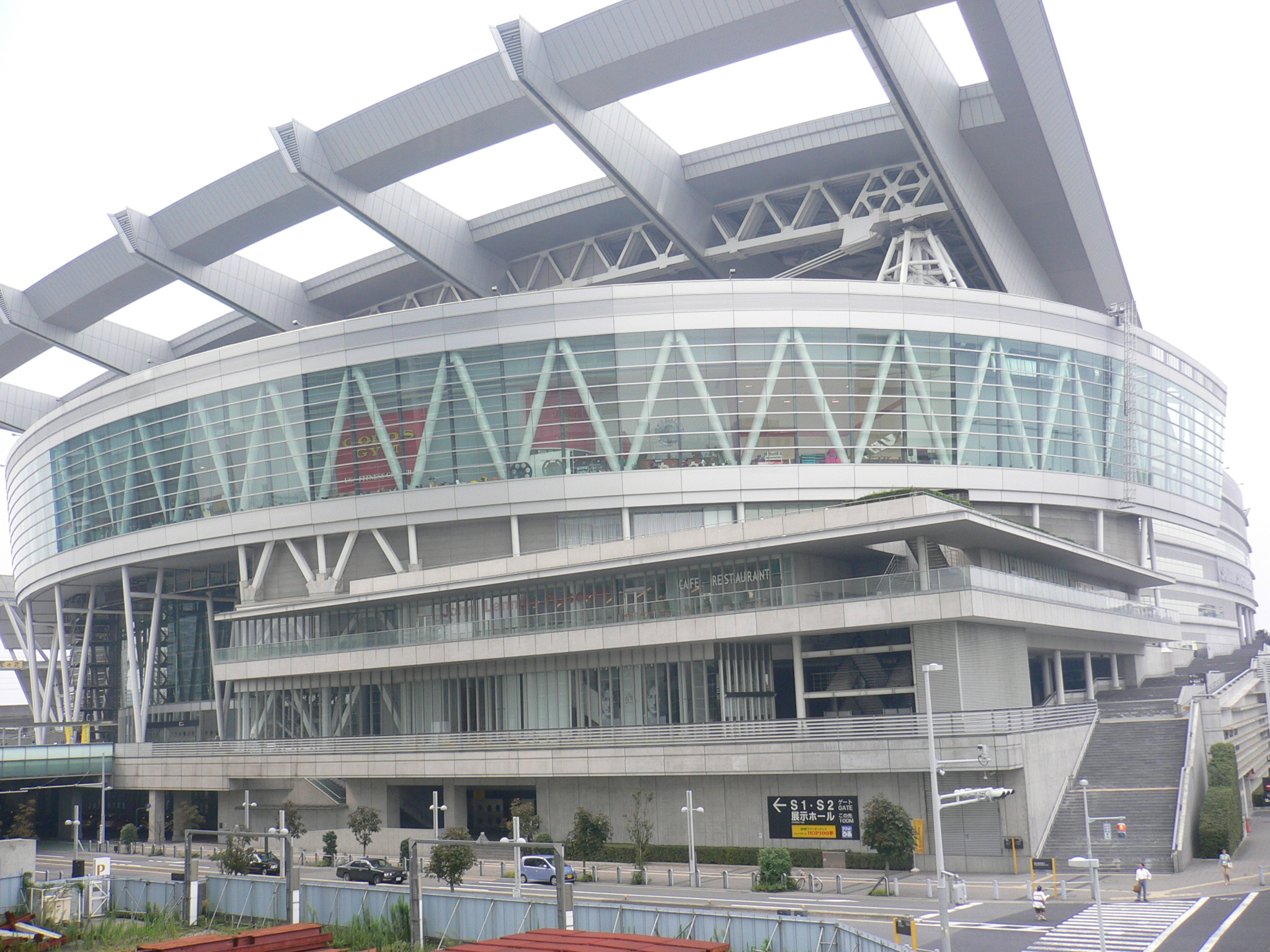
Animelo Summer Live的舉辦場所埼玉超級競技場

Animelo Summer Live（日語：アニメロサマーライブ，直譯為「動畫旋律的夏季演唱會」），簡稱「Ani Summer」，是由開設動畫歌曲專門的手機來電答鈴網站「Animelomix」的DWANGO公司，以及文化放送主辦的日本國內最大的動畫歌曲音樂節，自2005年起每年舉辦一次（2020年因新冠肺炎取消，將與2021年結合）。出席的歌手雖然限為動畫歌手，但是演唱會的歌手不只唱動畫的主題曲，電玩、特攝的主題曲，以及原創歌曲也有包含在內。每年在演唱會舉辦前夕，官方都會分批宣佈參加演出歌手名單，並會邀請一些神秘或特別嘉賓參與演出。
自2013年起，NHK BS Premium每年都会播出Animelo Summer Live的精选影像（僅2018年為BS富士播出）。

## 2005年
- 名稱：Animelo Summer Live 2005 -THE BRIDGE-
- 舉辦日：2005年7月10日
- 會場：國立代代木競技場第一體育館

主題曲
「 ONENESS」
作詞、作曲：奧井雅美
主唱：全體演出者
演出者
- 奧井雅美
- 影山浩宣
- JAM Project
- 水樹奈奈
- 高橋直純
- 栗林美奈實
- 米倉千尋

- 石田燿子
- can/goo
- 下川美娜
- unicorn table
- 鈴木達央
- 近江知永
- 愛內里菜

演唱歌曲一覽
1. TRANSMIGRATION ／ 水樹奈奈、奧井雅美（ESアワーラジヲのおじかん 印象歌曲）
2. 輪舞-revolution ／ 奧井雅美（少女革命歐蒂娜 主題曲）
3. A confession of TOKIO ／ 奧井雅美（Animelomix CM曲）
4. TRUST ／ 奧井雅美（我的主人愛作怪 主題曲）
5. OPEN YOUR MIND～小さな羽根ひろげて ／ 石田燿子（幸運女神 電視版系列（第一期）主題曲）
6. 情熱の女神 ／ 石田燿子（Anime TV 片尾曲）
7. 残酷な天使のテーゼ ／ 石田燿子、奧井雅美（新世紀福音戰士 主題曲）
8. ウィーアー! ／ 北谷洋、遠藤正明、高橋直純（ONE PIECE 主題曲）
9. KUJIKENAIKARA! ／ 栗林美奈實、下川美娜（秀逗魔導士無印 片尾曲）
10. CHA-LA HEAD CHA-LA ／ 影山浩宣（七龍珠Z 主題曲）
11. 夢光年 ／ 影山浩宣（宇宙船サジタリウス 片尾曲）
12. Just a Survivor ／ 鈴木達央（喜歡所以喜歡 主題曲）
13. tomorrow ／ 下川美娜（驚爆危機 主題曲）
14. 南風 ／ 下川美娜（驚爆危機 The Second Raid 主題曲）
15. 遙か、君のもとへ… ／ 高橋直純（遙久時空 主題曲）
16. glorydays ／ 高橋直純（S.S.D.S.～刹那の英雄～ 印象曲）
17. 君に会えてよかった（iromelo-mix）／ 高橋直純（RADIO Animelomix 主題曲）
18. FLY AWAY ／ unicorn table（Jinki:EXTEND 主題曲）
19. 嵐の中で輝いて ／ 米倉千尋（機動戰士鋼彈 第08MS小隊 主題曲）
20. 永遠の扉／ 米倉千尋（機動戰士鋼彈 第08MS小隊劇場版 Miller's Report 主題曲）
21. Ani Summer Special Medley ／ 米倉千尋
  1. WILL（仙界傳 封神演義 主題曲）
  2. Little Soldier（遊戲實況野球8 主題曲）
  3. 僕のスピードで（我們的仙境 片尾曲）
22. ウタカタ ／ 近江知永（電視節目Dream Factory 片尾曲）
23. まぼろし ／ can/goo（妹妹公主Repure 主題曲）
24. 教えてあげる ／ can/goo（老師的時間 主題曲）
25. Precious Memories ／ 栗林美奈實（電視動畫你所期望的永遠 主題曲）
26. Blue Treasure ／ 栗林美奈實（Tide-Line Blue 主題曲）
27. マブラヴ ／ 栗林美奈實（Muv-Luv 主題曲）
28. SKILL ／ JAM Project（第2次超級機器人大戰α 主題曲）
29. 限界バトル ／ JAM Project（遊戲王GX 片尾曲）
30. 迷宮のプリズナー ／ JAM Project（超級機器人大戰ORIGINAL GENERATION THE ANIMATION 主題曲）
31. VICTORY ／ JAM Project、石田燿子、米倉千尋（超級機器人大戰MX 主題曲）
32. I can't stop my love for you♥／ 愛內里菜（名偵探柯南 主題曲）
33. 恋はスリル、ショック、サスペンス ／ 愛內里菜（名偵探柯南 主題曲）
34. Still in the groove ／ 水樹奈奈（いろメロミックス CM曲）
35. Take a shot ／ 水樹奈奈（魔法少女奈葉 插入曲）
36. WILD EYES ／ 水樹奈奈（BASILISK甲賀忍法帖 片尾曲）
37. POWER GATE ／ 女性出演者（タイアップ無し）
38. ONENESS ／ Ani Summer Friends
-安可曲-
39. ACCESS! ／ 高橋直純、石田燿子、遠藤正明、奧井雅美、栗林美奈實、下川美娜、鈴木達央、水樹奈奈、米倉千尋（Radio Animemix 主題曲）
40. ONENESS ／ 所有表演歌手

## 2006年
- 名稱：Animelo Summer Live 2006 -OUTRIDE-
- 會場：2006年7月8日
- 會場：日本武道館

主題曲
「OUTRIDE」
作詞：奥井雅美
作曲：影山浩宣（JAM Project）
主唱：除特別嘉賓外全體演出者
演出者
- 奧井雅美
- JAM Project
- 水樹奈奈
- 高橋直純
- 栗林美奈實
- 米倉千尋
- 石田燿子
- 愛內里菜

- ALI PROJECT
- 三枝夕夏IN db
- 石川智晶
- savage genius
- KENN with The NaB's
- 嘉陽愛子
- 平野綾、茅原實里、後藤邑子（特別來賓）

演唱歌曲一覽
1. MASK ／ 奧井雅美、栗林美奈實（魔幻獵人 片尾曲）
2. Rumbling hearts ／ 栗林美奈實（遊戲你所期望的永遠 主題曲）
3. Crystal Energy ／ 栗林美奈實（舞-乙HiME 主題曲）
4. 幸せのいろ ／ 石田燿子（幸運女神 それぞれの翼 主題曲）
5. 紅の静寂 ／ 石田燿子（灼眼的夏娜 片尾曲）
6. 電光石火の恋 ／ 高橋直純（遙久時空3 印象歌曲）
7. 無敵なsmile ／ 高橋直純（無敵看板娘 片尾曲）
8. OK! ／ 高橋直純（タイアップ無し）
9. 女子アニソンメドレー
  1. 嵐の中で輝いて ／ 米倉千尋（機動戰士鋼彈 第08MS小隊 主題曲）
  2. 乙女のポリシー ／ 石田燿子（美少女戰士R 主題曲）
  3. Shining☆Days ／ 栗林美奈實（舞-HiME 主題曲）
  4. めざせポケモンマスター ／ 松本梨香（神奇寶貝 主題曲）
10. ハレ晴レユカイ ／ 平野綾、茅原實里、後藤邑子（涼宮春日的憂鬱 片尾曲）
11. Wake Up Your Heart ／ KENN with The NaB's（遊戲王GX 片尾曲）
12. Forever... ／ savage genius（武器種族傳說 主題曲）
13. 祈りの詩 ／ savage genius（SIMOUN 片尾曲）
14. 愛してね♥もっと ／ 嘉陽愛子（天上天下 片尾曲）
15. 瞳の中の迷宮 ／ 嘉陽愛子（闇與帽子與書的旅人 主題曲）
16. WILL ／ 米倉千尋（封神演義 主題曲）
17. 青空とキミへ ／ 米倉千尋（タイアップ無し）
18. 男子アニソンメドレー
  1. CHA-LA HEAD CHA-LA ／ 影山浩宣（七龍珠Z 主題曲）
  2. PLANET DANCE ／ 福山芳樹（超時空要塞7 插入曲）
  3. ウィーアー！ ／ 北谷洋（ONE PIECE 主题曲）
  4. 勇者王誕生！ ／ 遠藤正明（勇者王 主題曲）
  5. SOLDIER DREAM～聖闘士神話～ ／ 影山浩宣、福山芳樹、北谷洋、遠藤正明（聖闘士星矢 主題曲）
19. Candy Lie ／ r.o.r/s（奧井雅美、米倉千尋）（タイアップ無し）
20. SECOND IMPACT ／ 奧井雅美（Animelomix CM曲）
21. WILD SPICE ／ 奧井雅美（無敵看板娘 主題曲）
22. zero-G- ／ 奧井雅美（RAY THE ANIMATION 主題曲）
23. 君と約束した優しいあの場所まで ／ 三枝夕夏 IN db（名偵探柯南 主題曲）
24. Everybody Jump ／ 三枝夕夏 IN db（格闘美神 武龍 REBIRTH 主題曲）
25. 100もの扉／愛內里菜&三枝夕夏（コーラス：スパークリング☆ポイント）（名偵探柯南 主題曲）
26. GLORIOUS ／ 愛內里菜（Another Century's Episode 2 印象歌曲）
27. MIRACLE -Allegro. vivacemix- ／ 愛內里菜（MÄR -メルヘヴン- 片尾曲）
28. 聖少女領域 ／ ALI PROJECT（薔薇少女第2期 主題曲）
29. 亡國覚醒カタルシス ／ ALI PROJECT（.hack//Roots 片尾曲）
30. GONG（Album version）／ JAM Project（第3次超級機器人大戰α 終焉的銀河 主題曲）
31. 牙狼～SAVIOR IN THE DARK～ ／ JAM Project（GARO-牙狼- 主題曲）
32. SKILL ／ JAM Project、米倉千尋、栗林美奈實、石田燿子（第2次超級機器人大戰α 主題曲）
33. 美しければそれでいい ／ 石川智晶（SIMOUN 主題曲）
34. あんなに一緒だったのに ／ 石川智晶（機動戰士GUNDAM SEED 片尾曲）
35. SUPER GENERATION ／ 水樹奈奈（やぐちひとり 片尾曲）
36. innocent starter ／ 水樹奈奈（魔法少女奈葉 主題曲）
37. ヒメムラサキ ／ 水樹奈奈（BASILISK甲賀忍法帖 片尾曲）
38. ETERNAL BLAZE ／ 水樹奈奈（魔法少女奈葉A's 主題曲）
39. OUTRIDE ／ Ani Summer Friends（2006年主題曲）
-安可曲-
40. ONENESS ／ Ani Summer Friends（2005年主題曲）
41. OUTRIDE ／ 出演者全員（2006年主題曲）

廣播
2006 年4月8日より9月30日まで、『A&G 超RADIO SHOW～アニスパ!～』（文化放送）內にて、Animelo Summer Live 2006と連動したミニ番組『アニサマSTATION』が放送されていた。パーソナリティは奧井雅美と栗林美奈實。
CD
- OUTRIDE（作詞：奧井雅美／作曲：影山浩宣／編曲：河野陽吾）

Animelo Summer 2006-OUTRIDE-主題曲
2006年6月9日發售／Geneon Entertainment
DVD
- Animelo Summer Live 2006 -OUTRIDE- I

2006年12月21日發售／Kingrecords
- Animelo Summer Live 2006 -OUTRIDE- II

2006年12月21日發售／Victor音樂
※註：若購買DVD 以上表演曲目並沒有完全收錄其中 請參考官方網站商品項目查詢 考慮是否購買。

## 2007年
- 名稱：Animelo Summer Live 2007 -Generation-A-
- 舉辦日：2007年7月7日
- 會場：日本武道館

主題曲
「Generation-A」
作詞、作曲：奥井雅美
主唱：除特嘉賓外全體演出者
演出者
- 奧井雅美
- JAM Project
- 水樹奈奈
- 高橋直純
- 栗林美奈實
- ALI PROJECT
- 桃井晴子
- 樹海

- m.o.v.e
- 近江知永
- PSYCHIC LOVER
- Suara
- Cy-Rim rev.
- 茅原實里
- （特別來賓）
- 平野綾（特別來賓）

演唱歌曲一覽
1. 輪舞-revolution／奥井雅美、水樹奈奈（少女革命片頭曲）
2. -w-／奥井雅美
3. 空にかける橋／奥井雅美（Tales Of Eternia THE ANIMATION 主題曲）
4. Romantic summer／桃井晴子（瀨戶的新娘 片頭曲）
5. WONDER MOMO-i／桃井晴子（太鼓の達人系列）
6. 純白サンクチュアリィ／茅原實里（キディ、グレイド2 パイロットDVD テーマソング）
7. 君がくれたあの日／茅原實里
8. 恋のDice☆教えて／Cy-Rim rev.（CircusLand I 主題歌）
9. 聖少女領域／宝野アリカ、水樹奈奈（薔薇少女 主題曲）
10. てのひら／高橋直純
11. 君に会えてよかった／高橋直純（RADIO AnimeloMix 片尾曲）
12. Yell！／栗林美奈實（超級機器人大戰OG 片尾曲）
13. 翼はPleasure Line／栗林美奈實（聖槍修女 片頭曲）
14. 夢想歌／Suara（傳頌之物 片頭曲）
15. キミガタメ／Suara（傳頌之物 片尾曲）
16. Float～空の彼方で～／近江知永（SoltyRei 片尾曲）
17. ロックリバーへ／近江知永（あらいぐまラスカル OPカバー）
18. うしろゆびさされ組／栗林美奈實、桃井晴子（ハイスクール!奇面組 OPカバー）
19. Systematic Fantasy／m.o.v.e（激走!GT 片尾曲）
20. Gamble Rumble／m.o.v.e（頭文字D 主題曲）
21. レッツゴー！陰陽師／矢部野彦麿＆琴姫 With 坊主ダンサーズ
22. 特捜戦隊デカレンジャー／サイキックラバー（特捜戦隊デカレンジャー 主題曲）
23. XTC／サイキックラバー（ウィッチブレイド 主題曲）
24. あなたがいた森／樹海（Fate/Stay Night 片尾曲）
25. 咲かせてはいけない花／樹海
26. 勇侠青春謳／ALI PROJECT（Code Geass 反叛的魯路修 片尾曲）
27. 暗黒天国／ALI PROJECT（花鈴的魔法戒 片頭曲）
28. 跪いて足をお嘗め／ALI PROJECT（怪物王女 ED）
29. 魂のルフラン、残酷な天使のテーゼ／高橋洋子（新世紀福音戰士）
30. 冒険でしょでしょ？／平野綾（涼宮春日的憂鬱 主題曲）
31. Break Out／JAM Project（超級機器人大戰OG 主題曲）
32. VICTORY／JAM Project（超級機器人大戰MX 主題曲）
33. SKILL／JAM Project（第二次超級機器人大戰alpha 片頭曲）
34. Justice to Believe／水樹奈奈（狂野歷險 the Vth Vanguard 主題曲）
35. SECRET AMBITION／水樹奈奈（魔法少女奈葉StrikerS 片頭曲）
36. Heart-shaped chant／水樹奈奈（光明之風 OP）
37. Generation-A／Ani Summer Friends（2007年主題曲）
-安可曲-
38. OUTRIDE／Ani Summer Friends（2006年主題曲）
39. Generation-A／出演アーティスト＋バンドメンバー（2007年主題曲）

CD/DVD產品
- Generation-A（作詞：奧井雅美／作曲：奧井雅美／編曲：MACARONI☆、Monta）

Animelo Summer Live 2007 -Generation-A- 主題曲
2007年6月20日發售／DWANGO AG Entertainment
- Animelo Summer Live 2007 -GENERATION A-

2007年11月28日發售／Lantis
※共三片DVD。含彩排過程畫面。
※註：若購買DVD 以上表演曲目並沒有完全收錄其中 請參考官方網站商品項目查詢 考慮是否購買。
電視
2007 年4月19日，在奧井雅美主持的音樂節目『@Tunes.』（神奈川電視台）之中，每週約播放10分鐘左右的活動及之後的歌曲排 行榜單元『Ani Summer STATION』。主持人同樣與2006年「Ani Summer STATION」為奧井雅美與栗林美奈實。
另外在官方網站中也有播放網路串流的節目。
CM
2007年4月2日－2007年7月7日間在以下的節目中以廣告播放。
電視
- 音樂節目「@Tunes.」（神奈川電視台、毎週四 25:15～）
電視動畫「魔法少女奈葉StrikerS」（神奈川電視台及其他6電視台、毎週三 27:15～）
- 電視動畫「英雄時代」（東京電視台系其他5電視台、毎週日 25:30～）

廣播
- 文化放送各個A&G Zone節目中，有各個藝人的說明播放及告知

## 2008年
- 名稱：Animelo Summer Live 2008 -CHALLENGE-
- 舉辦日：2008年8月30日、8月31日
- 會場：埼玉超級競技場

### 演出者

#### 8月30日
- AKINO from bless4
- ALI PROJECT
- 石田燿子
- 奥井雅美
- 可憐Girl's
- GRANRODEO
- CooRie
- 栗林美奈實
- Suara
- savage genius

- 田村由香里
- 茅原實里
- AAA
- 水樹奈奈
- m.o.v.e
- yozuca*

#### 8月31日
- ave;new feat.佐倉紗織
- 石川智晶
- ELISA
- 黑薔薇保存會
- PSYCHIC LOVER
- Sound Horizon
- JAM Project
- 中村繪里子、今井麻美、高橋智秋、下田麻美 from THE IDOLM@STER
- 平野綾

- 福山芳樹
- miko
- 美郷あき
- May'n
- 桃井晴子
- MOSAIC.WAV
- 米倉千尋
- Lia
- 妖精帝國

### 主題曲
「Yells 〜It's a beautiful life〜」
作詞：奧井雅美，作曲：影山浩宣，編曲：鈴木Daichi秀行

### 演唱歌曲一覽
8月30日
1. 「恋せよ女の子」～「アノネ～まみむめ☆もがちょ」／水樹奈奈＋田村由香里 （極上生徒會 片頭曲、 片頭曲）
2. 童話迷宮／田村由香里 （童話槍手小紅帽 前期片頭曲）
3. バンビーノ・バンビーナ／田村由香里
4. ／田村由香里
5. STRIKE WITCHES～わたしにできること～／石田燿子（Strike Witches 片頭曲）
6. 永遠の花/石田燿子 （青出於藍（12話）片尾曲）
7. サクラサクミライコイユメ／yozuca* （初音島 片頭曲）
8. Morning - sugar rays／yozuca* （同名专辑）
9. センチメンタル／CooRie （美鳥伴身邊 片頭曲）
10. 存在／CooRie （初音島 片尾曲）
11. DIVE INTO STREAM／m.o.v.e （PlayStation 3"頭文字D Extreme Stage"使用曲）
12. Gamble Rumble／m.o.v.e（頭文字D）
13. ZERØ／AAA （毀滅世界的六人 片頭曲）
14. Climax Jump／AAA（假面騎士電王 片頭曲）
15. Over The Future／可憐Gir'ls （楚楚可憐超能少女組 片頭曲）
16. nowhere／savage genius/茅原実里/yozuca* （異域天使 插曲）
17. JUST TUNE／savage genius （夜櫻四重奏 片頭曲）
18. 想いを奏でて／savage genius （詩片 片頭曲）
19. 創聖のアクエリオン／AKINO from bless4（創聖的亞庫艾里翁 片頭曲）
20. Go Tight！／AKINO from bless4（創聖的亞庫艾里翁 片頭曲）
21. 慟哭ノ雨／GRANRODEO（恋する天使アンジェリーク～かがやきの明日～ 片頭曲）
22. ケンゼンな本能／GRANRODEO
23. Love Jump／栗林美奈實（紅 片頭曲）
24. Next Season／栗林美奈實（你所期待的永遠～Next Season～ 片頭曲）
25. Shining☆Days／栗林美奈實（舞-HiME OP）
26. haunting Melody／Suara（PS3ソフト「ティアーズ、トゥ、ティアラ」）
27. 星座／Suara （鎖 -クサリ- 片尾曲）
28. Contact / 茅原実里（Contact IN）
29. 诗人之旅 / 茅原実里（Contact IN）
30. 雨上がりの花よ咲け / 茅原実里（Contact IN）
31. 雪、無音、窓辺にて。／茅原実里（涼宮春日的憂鬱 角色歌曲）
32. 輪舞-revolution／奥井雅美+茅原実里（少女革命 片頭曲）
33. INSANITY／奥井雅美（Muv-Luv Alternative 片頭曲）
34. コトダマ／ALI PROJECT（死後文 OP）
35. 愛と誠／ALI PROJECT
36. わが臈たし悪の華／ALI PROJECT（Code Geass 反叛的魯路修R2 片尾曲）
37. 残光のガイア／水樹奈奈（セレクションX 片尾曲）
38. Dancing in the velvet moon／水樹奈奈（十字架與吸血鬼 片尾曲）
39. Pray／水樹奈奈（魔法少女奈葉StrikerS 插曲）
40. ETERNAL BLAZE／水樹奈奈＋寶野亞莉華（魔法少女奈葉A's 片頭曲）
41. Yells ～It's a beautiful life～ （2008年主題曲）
-安可曲-
42. EN-1 Generation-A （2007年主題曲）
43. EN-2 Yells ～It's a beautiful life～ （2008年主題曲）
44. 終演後BGM　ONENESS

8月31日
1. 思いではおっくせんまん!／JAM Project+美郷あき
2. BLOOD QUEEN／美郷あき （怪物王女 OP）
3. 君が空だった／美郷あき （舞-HiME ED）
4. euphoric field／ELISA （ef-a tale of memories OP）
5. HIKARI／ELISA （隱王 ED）
6. ハッピー☆マテリアル[ドメラバstyle]／ドメスティック、ラヴバンド （魔法老師 OP）
7. Shangri-La[ドメラバstyle]／ドメスティック、ラヴバンド
8. 朝と夜の物語／Sound Horizon
9. 奴隷市場／Sound Horizon
10. 聖戦のイベリアメドレー／Sound Horizon
11. 「花火」～「満天プラネタリウム」（メドレー）／黑薔薇保存會
12. ヒカリ（黒薔薇ver.）／黑薔薇保存會 （犬神！ OP）
13. Feel so Easy!／桃井晴子 （Mission-E ED）
14. LOVE.EXE／桃井晴子
15. 天罰！エンジェルラビィ／UNDER17（桃井晴子+小池雅也）+MOSAIC.WAV
16. 最強○×計画／MOSAIC.WAV （地上最強新娘 OP）
17. ガチャガチャきゅ～と、ふぃぎゅ@メイト／MOSAIC.WAV
18. 「true my heart」～「Iris」～「ラブリー☆えんじぇる！！」（メドレー）／ave;new feat.佐倉紗織
19. 魔理沙は大変なものを盗んでいきました／miko（IOSYS）
20. 鳥の詩／Lia （AIR OP）
21. IDOLM@STERメドレー／中村繪里子、今井麻美、高橋智秋、下田麻美 from THE IDOLM@STER
  1. 「GO MY WAY!!」
  2. 「キラメキラリ」
  3. ｢relations｣
  4. 「エージェント夜を往く」
  5. 「Do-Dai」
  6. 「蒼い鳥」
  7. 「GO MY WAY!!」
22. THE IDOLM@STER／中村繪里子、今井麻美、高橋智秋、下田麻美 from THE IDOLM@STER
23. 真赤な誓い／福山芳樹 （武裝鍊金 OP）
24. ノーザンクロス／May'n （超時空要塞 Frontier ED）
25. 射手座☆午後九時Don't be late／May'n （超時空要塞 Frontier IN）
26. Precious Time,Glory Days／サイキックラバー （遊戲王GX OP）
27. 鼓動～get closer～／サイキックラバー （魔女之刃 ED）
28. LOVE★GUN／平野綾
29. Unnamed world／平野綾 （二十面相少女 OP）
30. アンインストール／石川智晶 （地球防衛少年 OP）
31. Prototype／石川智晶 （機動戰士鋼彈 00 第二季 ED）
32. 「あんなに一緒だったのに」～「嵐の中で輝いて」／米倉千尋＋石川智晶 （機動戰士鋼彈SEED ED ～ 機動戦士ガンダム第08小隊OP）
33. 永遠の扉／米倉千尋（機動戦士ガンダム第08MS小隊 ミラーズ・リポート THEME）
34. FRIENDS／米倉千尋 （封神演義 ED）
35. No Border／JAM Project
36. Rocks／JAM Project
37. SKILL／JAM Project （第二次超級機器人大戰α OP）
38. Yells ～It's a beautiful life～ （2008年主題曲）
-安可曲-
39. EN-1 OUTRIDE （2006年主題曲）
40. EN-2 Yells ～It's a beautiful life～ （2008年主題曲）
41. 終演後BGM　ONENESS

## 2009年
- 名稱：Animelo Summer Live 2009 -RE:BRIDGE-
- 舉辦日：2009年8月22日、8月23日
- 會場：埼玉超級競技場

### 演出者
8月22日
- 彩音
- ALI PROJECT
- angela
- 石川智晶
- 伊藤香奈子
- ELISA
- 栗林美奈實
- 下田麻美
- GRANRODEO
- JAM Project

- 茅原實里
- 中川翔子（特別出演）
- 初音未來
- ビートまりお(COOL&CREATE)
- 堀江由衣
- manzo
- 宮野真守
- May'n
- 桃井晴子

8月23日
- 近江知永
- 大槻ケンヂ與絕望少女們（野中藍、新谷良子、小林優、澤城美雪）
- 奧井雅美
- GACKT
- 影山浩宣
- PSYCHIC LOVER
- 榊原由依
- savage genius
- Suara
- 田村由香里

- 中村繪里子、今井麻美、仁後真耶子 from THE IDOLM@STER
- 平野綾
- FictionJunction
- 飛蘭
- 水樹奈奈
- m.o.v.e
- 妖精帝國
- 米倉千尋

### 主題曲
REBRIDGE〜Return to oneself〜
作詞：奧井雅美，作曲：栗林美奈實，編曲：鈴木Daichi秀行

### 演唱歌曲一覽
- 以下未有特別注明之作品，發佈媒體均為動畫。

8月22日
1. 残酷な天使のテーゼ / angela + 石川智晶 （新世紀福音戰士 主題曲）
2. Spiral / angela （機巧魔神 主題曲）
3. Shangri-La / angela （蒼穹之戰神 主題曲）
4. F.D.D. / 伊藤香奈子 （CHAOS;HEAD 主題曲）
5. 追想のディスペア / 伊藤香奈子 （暮蟬悲鳴時絆 第一卷、祟 主題曲）
6. 愛のメディスン～アニサマバージョン～ / 桃井晴子 （魔法護士小麥 主題曲）
7. WONDER MOMO-i ～World tour version～ / 桃井晴子 （太鼓之達人系列）
8. マイペース大王 / 桃井晴子 + manzo （現視研 主題曲）
9. 溝ノ口太陽族 / manzo （天體戰士 第一季主題曲）
10. 続・溝ノ口太陽族 / manzo （天體戰士 第二季主題曲）
11. Endless Tears... / 彩音 （11eyes Xbox360版主題曲）
12. コンプレックス・イマージュ / 彩音 （暮蟬悲鳴時祭 澪盡篇 主題曲）
13. Wonder Wind / ELISA （旋風管家 第二期 主題曲）
14. ebullient future-アニサマVer- / ELISA （ef - a tale of melodies 主題曲）
15. ココロ / 下田麻美
16. みくみくにしてあげる♪【してやんよ】 / 初音未來
17. ブラック★ロックシューター / 初音未來
18. Help me,ERINNNNNN!! / ビートまりお(COOL&CREATE)
19. tRANCE / GRANRODEO （黑神 主題曲）
20. modern strange cowboy / GRANRODEO （超能力大戰 主題曲）
21. メドレー／堀江由衣
  1. JET!!
  2. バニラソルト（TIGER×DRAGON！ 片尾曲）
22. YAHHO!! / 堀江由衣 （加奈日記 片尾曲）
23. ハッピー☆マテリアル / 堀江由衣 + 茅原實里 （魔法老師 主題曲）
24. First Pain / 石川智晶 （元素猎人 主題曲）
25. Prototype / 石川智晶 （機動戰士鋼彈00 片尾曲）
26. J☆S / 宮野真守
27. Discovery / 宮野真守 （夢幻遊戲 朱雀異聞 主題曲）
28. キミシニタモウコトナカレ / May'n （香格里拉 主題曲）
29. ダイヤモンドクレバス / May'n （超时空要塞 Frontier 片尾曲）
30. ミラクル・アッパーWL / May'n + 奥井雅美 （ONTAMA! 主題曲）
31. 空色デイズ / 中川翔子 （天元突破紅蓮螺岩 主題曲）
32. 涙の種、笑顔の花 / 中川翔子 （劇場版 天元突破紅蓮螺岩 紅蓮篇 主題曲）
33. What's Up Guys? / 栗林美奈實 + 谷山紀章 （爆走獵人 主題曲）
34. 鬼帝の剣 / ALI PROJECT （武裝機甲 主題曲）
35. 戦慄の子供たち / ALI PROJECT （Phantom ～Requiem for the Phantom～ 主題曲）
36. 地獄の門 / ALI PROJECT （Phantom ～Requiem for the Phantom～ 片尾曲）
37. Voyager train / 茅原實里
38. Tomorrow's chance / 茅原實里
39. Paradise Lost/ 茅原實里 （食靈 主題曲）
40. Precious Memories / 栗林美奈實 （你所期望的永遠 主題曲）
41. 涙の理由 / 栗林美奈實 （School Days 主題曲）
42. sympathizer / 栗林美奈實 （黑神 主題曲）
43. Crest of "Z's" / JAM Project （超級機器人大戰Z 主題曲）
44. 守護神-The guardian / JAM Project （真無敵鐵金剛 衝擊！Z篇 TV 主題曲）
45. レスキューファイアー / JAM Project （Tomica Hero: Rescue Fire 主題曲）
46. SKILL / JAM Project （第二次超級機器人大戰α 主題曲）
47. RE:BRIDGE～Return to oneself～ （2009年主題曲）
-安可曲-
48. EN-1 OUTRIDE （2006年主題曲）
49. EN-2 RE:BRIDGE～Return to oneself～ （2009年主題曲）
50. 終演後BGM　Yells ～It's a beautiful life～ （2008年主題曲）

8月23日
1. メドレー / 水樹奈奈+平野綾
  1. DISCOTHEQUE （十字架与吸血鬼 CAPU2 片头曲）
  2. MonStAR
2. Super Driver / 平野綾 （凉宫春日的忧郁09年版 片头曲）
3. Set me free / 平野綾
4. 約束の場所へ / 米倉千尋 （百變之星 主題曲）
5. 10 YEARS AFTER / 米倉千尋 （機動戰士GUNDAM第08MS小隊 片尾曲）
6. そして僕は… / 榊原由依 （PRISM ARK 片头曲）
7. 恋の炎 / 榊原由依 （我的狐仙女友 片尾曲）
8. 霊喰い / 妖精帝國 （喰霊-零- 印象曲）
9. last Moment / 妖精帝國 （舞-HiME 運命の系統樹 插入曲）
10. 人として軸がぶれている / 大槻ケンヂ+絶望少女達（野中藍、新谷良子、小林優、澤城美雪） （絕望先生 片头曲）
11. 空想ルンバ / 大槻ケンヂ+絶望少女達（野中藍、新谷良子、小林優、澤城美雪） （俗·绝望先生 片头曲）
12. 林檎もぎれビーム! / 大槻ケンヂ+絶望少女達（野中藍、新谷良子、小林優、澤城美雪） （忏·绝望先生 片头曲）
13. CHA-LA HEAD-CHA-LA / 影山浩宣 （龍珠Z 片头曲）
14. 聖闘士神話-SOLDIER DREAM- / 影山浩宣 （聖鬥士星矢 片头曲）
15. Parallel Hearts / FictionJunction （潘朵拉之心 片头曲）
16. 暁の車 / FictionJunction （機動戰士GUNDAM SEED 插入曲）
17. nowhere / FictionJunction （MADLAX 插入曲）
18. Return to Love / 近江知永 （SoltyRei 片尾曲）
19. Maze / savage genius feat.近江知永 （潘朵拉之心 片尾曲）
20. 私をみつけて。 / savage genius （潘朵拉之心 片尾曲）
21. Dark Side of the Light / 飛蘭 （喰霊-零- 插入曲）
22. mind as Judgment / 飛蘭 （CANAAN 片头曲）
23. 魂のルフラン / 飛蘭+奥井雅美 （新世紀福音戰士劇場版：死與新生 主题曲）
24. LOVE SHIELD / 奥井雅美 （戀愛少女與守護之盾〜The shield of AIGIS〜(PS2) 主题曲）
25. 舞い落ちる雪のように / Suara （WHITE ALBUM 片尾曲）
26. Free and Dream / Suara （花冠之淚 片头曲）
27. DANZEN!ふたりはプリキュア （ver.Max Heart） / 田村由香里+新谷良子 （光之美少女 Max Heart 片头曲）
28. LOST IN SPACE / PSYCHIC LOVER （泰坦尼亞 片尾曲）
29. THE IDOLM@STER / 中村繪里子・今井麻美・仁後真耶子 from THE IDOLM@STER
30. キラメキラリ / 中村繪里子・今井麻美・仁後真耶子 from THE IDOLM@STER
31. my song / 中村繪里子・今井麻美・仁後真耶子 from THE IDOLM@STER
32. メドレー / m.o.v.e
  1. DOGFIGHT（頭文字D Fourth Stage OP）
  2. Blazin' Beat（頭文字D Second Stage OP）
33. Gravity / m.o.v.e （幸運☆星 插入曲）
34. チェルシーガール / 田村由香里
35. Tomorrow / 田村由香里
36. Little Wish ～first step～ / 田村由香里 （魔法少女奈葉 片尾曲）
37. 哀 戦士 / GACKT （机动战士高达 高达VS.高达NEXT 主题曲）
38. The Next Decade / GACKT （劇場版 假面騎士Decade 全騎士 VS 大修卡 主题曲）
39. REDEMPTION / GACKT （地狱犬的挽歌：最终幻想VII 主题曲）
40. Gimmick Game / 水樹奈奈+motsu（m.o.v.e）
41. 深愛 / 水樹奈奈+Suara （WHITE ALBUM 片头曲）
42. 悦楽カメリア / 水樹奈奈
43. Orchestral Fantasia / 水樹奈奈
44. RE:BRIDGE～Return to oneself～（2009年主題曲）
-安可曲-
45. EN-1 ONENESS （2005年主題曲）
46. EN-2 RE:BRIDGE～Return to oneself～ （2009年主題曲）
47. 終演後BGM　Yells ～It's a beautiful life～ （2008年主題曲）

## 2010年

### Animelo Summer Live 2010 -evolution-
- 舉辦日：2010年8月28日、8月29日
- 會場：埼玉超級競技場

#### 演出者
8月28日
- angela
- 石川智晶
- 伊藤香奈子
- ELISA
- Girls Dead Monster（LiSA、marina）
- 栗林美奈實
- GRANRODEO
- THE GOMBAND
- JAM Project
- sphere

- 高橋直純
- 南里侑香
- nomico + Masayoshi Minoshima（日语：Masayoshi Minoshima）
- fripSide
- 米倉千尋
- Lia

8月29日
- 彩音
- ALI PROJECT
- 遠藤正明
- 奧井雅美
- Crush Tears（日语：Crush Tears）
- PSYCHIC LOVER
- 田村由香里
- 茅原實里
- 水樹奈奈
- 飛蘭

- Milky Holmes
- milktub
- May'n
- 桃井晴子

#### 主題曲
「evolution ～for beloved one～」
作詞：奧井雅美，作曲：栗林美奈實，編曲：飯塚昌明

#### 演唱歌曲一覽
- 以下未有特別注明之作品，發佈媒體均為動畫。

8月28日
1. 『レスキューファイアー』/JAM Project×栗林美奈实
2. 『only my railgun』/fripSide（科學超電磁砲）主題曲
3. 『LEVEL5-judgelight-』/fripSide（科學超電磁砲）主題曲2
4. 『オルタナティヴ』/angela（魔神相剋者主題曲）
5. 『Separation』/angela（蒼穹之戰神片尾曲）
6. 『蒼い春』/angela（妄想學生會片尾曲）
7. 『遠くまで～infinity～』/高橋直純
8. 『クローバー』/高橋直純
9. 『月導-Tsukishirube-』/南里侑香（神隱之狼片尾曲）
10. 『雫』/南里侑香（.hack//Quantum 主題曲）
11. 『Dear My Friend-まだ見ぬ未来へ-』/ELISA（科學超電磁砲）片尾曲
12. 『Real Force』/ELISA（科學超電磁砲）片尾曲2
13. 『逆光』/石川智晶（戰國BASARA3片尾曲）
14. 『涙腺』/石川智晶（戰國BASARA貳插入曲）
15. 『Find the blue』/伊藤香奈子＋志倉千代丸（CHAOS;HEAD主題曲）
16. 『スカイクラッドの観測者』/伊藤香奈子＋志倉千代丸（Steins;Gate主題曲）
17. 『Bad Apple!!』/nomico+Masayoshi Minoshima（日语：Masayoshi Minoshima）
18. 『Braveheart』/THE GOMBAND（BLACK★ROCK SHOOTER片尾曲）
19. 『ブラック★ロックシューター』/THE GOMBAND（BLACK★ROCK SHOOTER插入曲）
20. 『鸟之诗』/Lia（AIR主題曲）
21. 『My Soul,Your Beats!』/Lia（Angel Beats!主題曲）
22. 『Alchemy【marina】』/Girls Dead Monster(LiSA,marina)（Angel Beats!插入曲）
23. 『Crow Song【Lisa】』/Girls Dead Monster(LiSA,marina)（Angel Beats!插入曲）
24. 『Brave Song』/Lia×Girls Dead Monster(LiSA,marina)（Angel Beats!片尾曲）
25. 『Butterfly Kiss』/米倉千尋（聖石小子主題曲）
26. 『WILL』/米倉千尋（封神演義主題曲）
27. 『ゆずれない願い』/米倉千尋×田村直美（魔法騎士主題曲）
28. 『Crystal Energy』/栗林美奈实（舞-乙HiME主題曲2）
29. 『冥夜花伝廊』/栗林美奈实（刀語片頭曲）
30. 『あんりある♥パラダイス』/栗林美奈实（肯普法主題曲）
31. 『Now loading...SKY!!』/Sphere-スフィア-（玩伴貓耳娘主題曲）
32. 『Super Noisy Nova』/Sphere-スフィア-（星空情緣主題曲）
33. 『Future Stream』/Sphere-スフィア-（初戀限定。主題曲）
34. 『欲望∞』/GRANRODEO（大和彼氏 主題曲）
35. 『ROSEHIP‐BULLET』/GRANRODEO（咎狗之血主題曲）
36. 『Once＆Foever』/GRANRODEO（Muv-Luv Alternative主題曲）
37. 『MAXIMIZER』/JAM Project
38. 『TRANSFORMERS EVO. 』/JAM Project（變形金剛進化版主題曲）
39. 『HERO』/JAM Project
40. 『GONG～SKILL』JAM Project
'-安可曲-
41. EN-1 	『RE:BRIDGE～Return to oneself～』/アニサマ2009主题曲
42. EN-2 	『evolution ～for beloved one～』/アニサマ2010主题曲

8月29日
1. 『創聖のアクエリオン』/茅原实里×May'n
2. 『Paradise Lost』/茅原实里（食靈主題曲）
3. 『優しい忘却』/茅原实里（涼宮春日的消失主題曲）
4. 『Freedom Dreamer』/茅原实里
5. 『バカ・ゴー・ホーム』/milktub（笨蛋，測驗，召喚獸片尾曲）
6. 『Happy Go!!』/milktub
7. 『Get Wild』/PSYCHIC LOVER×milktub（城市獵人主題曲）
8. 『超!最強!ウォーリアーズ』/PSYCHIC LOVER（爆丸主題曲）
9. 『侍戦隊シンケンジャー』/PSYCHIC LOVER（侍戰隊真劍者主題曲）
10. 『Astro Rider』/Crush Tears（日语：Crush Tears）
11. 『Communication Breakdown』/Crush Tears（爆丸片尾曲）
12. 『SERIOUS-AGE』/飛蘭（劇場版破刃之劍片尾曲）
13. 『戦場に咲いた一輪の花』/飛蘭（PS3遊戲白騎士物語 光與闇的覺醒主題曲）
14. 『Errand』/飛蘭（聖痕鍊金士片頭曲）
15. 『雨上がりのミライ』/Milky Holmes (偵探歌劇 少女福爾摩斯PSP片頭曲)
16. 『恋華大乱』/奥井雅美（戀姬†無雙第三季真・戀姬†無雙〜少女大亂〜片頭曲）
17. 『Flower』/奥井雅美
18. 『Arrival of Tears』/彩音（11eyes -罪與罰與贖的少女-主題曲）
19. 『Angelic bright』/彩音
20. 『Northern lights』/彩音×飛蘭(通靈王的主題曲)
21. 『トンドルベイビー』/桃井晴子
22. 『21世紀』/桃井晴子
23. 『勝利の女ネ申』/桃井晴子
24. 『BELIEVE IN NEXUS』/遠藤正明
25. 『Carry On』/遠藤正明
26. 『薔薇獄乙女』/ALI PROJECT（薔薇少女 ～序曲～片頭曲）
27. 『刀と鞘』/ALI PROJECT（刀語片頭曲2）
28. 『亂世エロイカ』/ALI PROJECT
29. 『ユニバーサル・バニー』/May'n（剧场版 Macross F 虚空歌姬（日语：劇場版 マクロスF）劇中曲）
30. 『愛は降る星のごとく』/May'n（最强武将传・三国演義片尾曲）
31. 『Ready Go!』/May'n（大神與七位夥伴片頭曲）
32. 『教えてA to Z』/田村由香里（B型H系片頭曲）
33. 『Tiny Rainbow』/田村由香里〈魔法少女奈葉A'S PORTABLE -THE BATTLE OF ACES- ED〉
34. 『fancy baby doll』/田村由香里
35. 『You ＆ Me feat.motsu』/田村由香里 feat. motsu
36. 『Shooting Star』/KOTOKO（拜托了老师片头曲）
37. 『Loop-the-Loop』/KOTOKO（出包王女 第二季片头曲）
38. 『Re-sublimity』/KOTOKO（神无月的巫女片头曲）
39. 『Don't be long.』/水樹奈奈（魔法少女奈葉 The MOVIE 1st劇場版插入曲）
40. 『NEXT ARCADIA』/水樹奈奈
41. 『PHANTOM MINDS』/水樹奈奈（魔法少女奈葉 The MOVIE 1st劇場版片頭曲）
42. 『UNCHAIN∞WORLD』/水樹奈奈×奥井雅美（無限邊界:機戰OG傳說 超越NDS版片頭曲）

1. '-安可曲-
2. EN-1 	『Generation-A』/アニサマ2007主题曲
3. EN-2 	『evolution ～for beloved one～』/アニサマ2010主题曲

### Ani Summer GIRLS NIGHT
- 舉辦日：2010年10月31日（大阪）、11月3日（東京）
- 會場：Zepp Osaka（大阪）、Zepp Tokyo（東京）

## 2011年

### Anisama in Shanghai -Only One-
- 舉辦日：2011年2月19日
- 會場：上海大舞台

#### 演出者
- ALI PROJECT
- 石田燿子
- 遠藤正明
- おれパラ（日语：Original Entertainment Paradise）（岩田光央・小野大輔・鈴村健一・森久保祥太郎）
- 影山浩宣
- 北谷洋
- Kimeru（日语：Kimeru）
- 栗林美奈实
- JAM Project
- 初音未来

- 飛蘭
- 福山芳樹
- May'n

#### 演唱曲目一覽
1. VICTORY／JAM Project（超級機器人大戰MX 主題曲）
2. 聖闘士星矢～ソルジャー・ドリーム～／影山浩宣
3. Errand／飛蘭（聖痕鍊金士片頭曲）
4. mind as judgment／飛蘭（CANAAN 片頭曲）
5. 乙女のポリシー／石田燿子（美少女戰士R 主題曲）
6. STRIKE WITCHES 2～笑顔の魔法～／石田燿子
7. ヴィーアー！／北谷洋（ONE PIECE 主題曲）
8. 真赤な誓い／福山芳樹（武裝鍊金 OP）
9. Make You Free／Kimeru（日语：Kimeru）
10. You got game？／Kimeru
11. みくみくにしてあげる【してやんよ】／初音未来
12. おれパラップ／おれパラ（日语：Original Entertainment Paradise）
13. Stand down／森久保祥太郎
14. mirror／森久保祥太郎
15. 熱烈ANSWER／小野大輔
16. だいすき／小野大輔
17. in my space／鈴村健一
18. 月とストーブ／鈴村健一
19. セルフ／岩田光央
20. フルーツマン／岩田光央
21. 眠るものたちへ／
22. わが﨟たし悪の華／ALI PROJECT
23. 亡国覚醒カタルシス／ALI PROJECT
24. 聖少女領域／ALI PROJECT（薔薇少女第2期 主題曲）
25. Precious Memories／栗林美奈实（你所期望的永遠 主題曲）
26. Shining☆Days／栗林美奈实（舞-HiME 主題曲）
27. 翼はPleasure Line／栗林美奈实＆奥井雅美（聖槍修女 片頭曲）
28. 残酷天使的行动纲领／石田燿子＆奥井雅美＆栗林美奈实＆飛蘭（新世紀福音戰士 主題曲）
29. 輪舞-revolution／奥井雅美（少女革命 主題曲）
30. 勇者王誕生／遠藤正明（勇者王 主題曲）
31. CHA-LA HEAD-CHA-LA／影山浩宣（龍珠Z 片頭曲）
32. 突撃ラブハート／May'n＆福山芳樹(超時空要塞 7 IN)
33. ダイヤモンドクレバス／May'n（超時空要塞 Frontier 片尾曲）
34. ReadyGo！／May'n
35. 射手座☆午後九時Don't be late／May'n（超時空要塞 Frontier IN）
36. TRANSFORMERS EVO.／JAM Project（變形金剛進化版主題曲）
37. レスキューファイヤー／JAM Project（多米英雄烈火拯救队主題曲）
38. Only One（中国語ヴァージョン）／JAM Project
39. GONG～SKILL／JAM Project
'-安可曲-
40. Only One（日本語ヴァージョン）／全員

### Animelo Summer Live 2011 -rainbow-
- 舉辦日：2011年8月27日、8月28日
- 會場：埼玉超级体育馆

#### 主題曲
rainbow
作詞、作曲：志倉千代丸，編曲：真下正樹

#### 出演者
8月27日
- 偶像大師（中村繪里子、今井麻美、長谷川明子、原由實）
- 麻生夏子
- ULTRA-PRISM（日语：ULTRA-PRISM）
- ELISA
- 佐咲紗花
- JAM Project
- 田村由香里
- 茅原實里
- 七森中☆娛樂部
- Hyadin

- 飛蘭
- fripSide
- BREAKERZ
- May'n
- 桃色幸運草Z

8月28日
- 石川智晶
- 伊藤香奈子＋志倉千代丸
- 艾莉歐をかまってちゃん
- Kalafina（特別出演）
- 栗林美奈實
- 黒崎真音
- GRANRODEO
- JAM Project
- Phantasm（FES cv.榊原由依）
- 堀江由衣

- 水樹奈奈
- 宮野真守
- Milky Holmes
- RO-KYU-BU!

#### 演唱歌曲一覽
- 以下未有特別注明之作品，發佈媒體均為動畫。

8月27日
1. 混合曲：「Freedom Dreamer」 ～ 「惑星のランデブー」 / 茅原实里＆田村由香里
2. 禁断のエリクシア / May'n(劇場版 Macross F 戀離飛翼插曲)
3. もしも君が願うのなら / May'n (PSP 遊戲 戦場女武神3 主題曲)
4. Scarlet Ballet / May'n(緋彈的亞莉亞主題曲)
5. 侵略ノススメ☆ / ULTRA-PRISM（日语：ULTRA-PRISM）(侵略！花枝娘主題曲)
6. ゆりゆららららゆるゆり大事件 / 七森中☆娱乐部(輕鬆百合主題曲)
7. GO MY WAY!! / THE IDOLM@STER(偶像大師Xbox360版登場曲)
8. READY!! / THE IDOLM@STER(偶像大師主題曲)
9. エウレカベイビー / 麻生夏子( 笨蛋，測驗，召喚獸第二季 片尾曲)
10. 混合曲：「ダイヤモンドスター☆」 ～ 「More-more LOVERS!!」 ～ 「Perfect-area complete!」 / 麻生夏子
11. 混合曲：「ヒャダインのカカカタ☆カタオモイ-C」 ～ 「ヒャダインのじょーじょーゆーじょー」(日常片头曲1&2) / Hyadin feat.佐咲紗花
12. Zzz / 佐咲紗花(日常片尾曲)
13. Last vision for last / 飛蘭(百花繚亂 SAMURAI GIRLS主題曲)
14. 螺旋、或いは聖なる欲望。 / 飛蘭(聖痕鍊金士II主題曲)
15. God only knows～集積回路の夢旅人 / ELISA (動畫 只有神知道的世界第一季 最終回片尾曲)
16. 熱帯夜Girls / 奥井雅美＆飛蘭＆麻生夏子(アニサマGirls Night主題曲)
17. CLIMBER×CLIMBER / BREAKERZ
18. Everlasting Luv / BREAKERZ(名偵探柯南主題曲)
19. メドレー：「LEVEL5 judgelight」 ～ 「only my railgun」 / fripSide
20. Heaven is a Place on Earth / fripSide(劇場版 爆笑管家工作日誌 HEAVEN IS A PLACE ON EARTH主題曲)
21. 宇宙戦艦ヤマト / 佐佐木功(宇宙戰艦大和號主題曲)
22. 銀河鉄道999 / 佐佐木功(银河铁道999主題曲)
23. マジンガーZ / 水木一郎(鐵甲萬能俠主題曲)
24. コン・バトラーVのテーマ / 水木一郎(超力電磁俠主題曲)
25. Z伝説 ～終わりなき革命～ / 桃色幸运草Z
26. 混合曲：「ミライボウル」 ～ 「ピンキージョーンズ」 / 桃色幸运草Z
27. Butter-Fly / 影山浩宣＆May'n
28. Defection / 茅原实里
29. Planet Patrol / 茅原实里
30. TERMINATED / 茅原实里(境界線上的地平線主題曲)
31. Beautiful Amulet / 田村由香里(魔法少女奈葉StrikerS片尾曲)
32. Endless Story / 田村由香里(C3 -魔幻三次方-主題曲)
33. LOVE ME NOW! / 田村由香里
34. MAXON / JAM Project(超級機械人大戰OG-The Inspector-主題曲)
35. VICTORY / JAM Project(超級機械人大戰MX主題曲)
36. Rocks / JAM Project
37. 混合曲：「GONG」 ～ 「SKILL」 / JAM Project＆水樹奈奈
'-安可曲-
38. EN 	「rainbow」 / アニサマ2011主题曲

8月28日
1. 混合曲：「ヒカリ」 ～ 「COSMIC LOVE」 / 堀江由衣＆水樹奈奈
2. Rumbling hearts / 栗林美奈实
3. 時すでに始まりを刻む / 栗林美奈实
4. STRAIGHT JET / 栗林美奈实(IS〈Infinite Stratos〉主題曲）
5. 翼はPleasure Line / 栗林美奈实＆黒崎真音 (聖槍修女主題曲)
6. Magic∞world / 黒崎真音
7. メモリーズ・ラスト / 黒崎真音
8. オルフェ / 宮野真守
9. BODY ROCK / 宮野真守
10. SHOOT! / RO-KYU-BU!
11. Party Love～おっきくなりたい～ / RO-KYU-BU!
12. 正解はひとつ!じゃない!! / Milky Holmes
13. 雨上がりのミライ / Milky Holmes
14. Hacking to the Gate / 伊藤香奈子＋志倉千代丸
15. 刻司ル十二ノ盟約 / Phantasm(FES cv.榊原由依)
16. 裏切りの夕焼け / 谷山紀章＆宮野真守
17. インモラリスト / 堀江由衣
18. 混合曲：「PRESENTER」 ～ 「YAHHO!!」 / 堀江由衣
19. もう何も怖くない、怖くはない / 石川智晶
20. 不完全燃焼 / 石川智晶 (神樣DOLLS 片头曲)
21. NOAH / JAM Project
22. Vanguard / JAM Project(卡片战斗先导者一期 片头曲1)
23. レスキューファイアー / JAM Project
24. Os-宇宙人 / Os-外星人
25. コタツから眺める世界地図 / Os-外星人
26. SUPERNOVA / GRANRODEO
27. アウトサイダー / GRANRODEO
28. Go For It! / GRANRODEO
29. Magia / Kalafina
30. sprinter / Kalafina
31. I'll believe / ALTIMA
32. FLAGS / T.M.Revolution
33. SWORD SUMMIT / T.M.Revolution
34. ignited-イグナイテッド- / T.M.Revolution
35. ETERNAL BLAZE / 水樹奈奈＆遠藤正明
36. UNBREAKABLE / 水樹奈奈
37. 純潔パラドックス / 水樹奈奈
38. SCARLET KNIGHT / 水樹奈奈
'-安可曲-
39. EN 	「rainbow」 / アニサマ2011主题曲

## 2012年

### SUPER GAMESONG LIVE 2012 -NEW GAME-
- 标题：SUPER GAMESONG LIVE 2012 -NEW GAME-
- 开始日期：2012年5月26日
- 会場：横濱國際平和會議場
- 主催：MAGES.、文化放送

#### 出演者
- AiRI
- Afilia Saga
- 彩音
- 伊藤香奈子
- 今井麻美
- CooRie
- 栗林美奈实
- 榊原由依
- 佐藤裕美
- Ceui
- NanosizeMir
- 飛蘭
- yozuca*
- Rita

### Animelo Summer Live 2012 -infinity∞-
- 舉辦日期：2012年8月25日、8月26日
- 会場、協力：埼玉超级竞技场
- 主辦：MAGES.、文化放送
- 協力賛助：鐵人化計劃、Good Smile Company、ブシロード
- 後援：King Records、Geneon Universal Entertainment Japan、Flying DOG、Lantis
- 企画：AniSummer Project實行委員会

#### 主題曲
（INFINITY～1000年的夢～）
主唱：AKINO from bless4、川田麻美、KISHOW（GRANRODEO）、喜多村英梨、栗林美奈實、田村由香里、茅原實里、May'n
作詞：影山浩宣、奥井雅美；作曲：織田哲郎

#### 出演者
8月25日
- AKINO with bless4
- 川田真美
- 田村由香里
- May'n
- ALI PROJECT
- 野水伊織
- 唯夏織
- StylipS
- PERSONA4 MUSIC BAND
- 南里侑香

- ALTIMA
- Afilia Saga
- 伊藤香奈子＋志倉千代丸（科學歷險隊）
- Zwei（日语：Zwei）
- 三澤紗千香
- 铃木木乃美
- 森口博子（特別嘉賓）

以下特別演出並不收錄於日後之影碟中。
- 蓝井艾露
- LiSA
- 春奈露娜

8月26日
- 喜多村英梨
- GRANRODEO
- 栗林美奈實
- 茅原實里
- 小野大輔
- Milky Holmes
- 七森中☆娛樂部
- 从后匍匐而来队G
- 堀江由衣
- 小松未可子

- Ray
- ST☆RISH
- 宮野真守
- 鈴村健一
- 石川智晶
- 黑崎真音
- μ's
- 初音未來

#### 演唱歌曲一覽
- 以下未有特別注明之作品，發佈媒體均為動畫。

8月25日
1. 混合曲： A to Z＋Ready Go!（《B型H系》片頭曲＋《野狼大神與七位夥伴》片頭曲）／May'n×田村由香里
2. JOINT（《灼眼的夏娜Ⅱ》片頭曲）／川田真美
3. Boderland（《軍火女王》片頭曲）／川田真美
4. No buts!（《魔法禁書目錄Ⅱ》片頭曲1）／川田真美
5. （遊戲版《命運石之門》片頭曲）／伊藤香奈子＋志倉千代丸
6. Hacking to the Gate（動畫版《命運石之門》片頭曲）／伊藤香奈子＋志倉千代丸
7. （遊戲版《ROBOTICS;NOTES》片頭曲）／Zwei
8. La*La*La（遊戲《命運石之門 比翼戀理的摯愛》片頭曲）／Afilia Saga
9. 混合曲：PUPPY LOVE＋Our Steady Boy （NICONICO直播《電波研究社》》2011年9月片尾曲、《Kiss×sis》片尾曲）／唯夏織
10. 混合曲：Choose me♡＋STUDY×STUDY＋MIRACLE RUSH （《其中1個是妹妹！》片頭曲、《惡魔高校D×D》片尾曲、《咲-Saki- 阿知賀篇 episode of side-A》片頭曲）／StylipS
11. Tonight（《這樣算是殭屍嗎？》片頭曲）／野水伊織
12. ***（《這樣算是殭屍嗎？ OF THE DEAD》片頭曲）／野水伊織
13. -kiseki-（《Sacred Seven》主題曲）／南里侑香
14. LIVE ON!（遊戲《ARK FRONTIER -時空漂流-》主題曲）／南里侑香
15. （《加速世界》片尾曲2）／三澤紗千香
16. MEMORIA（《Fate/Zero》第一季片尾曲）／蓝井艾露
17. （《Fate/Zero》第二季片尾曲）／春奈露娜
18. key plus words（《女神異聞錄4》後期主要片頭曲）／PERSONA4 MUSIC BAND
19. Beauty of Destiny（《女神異聞錄4》前期主要片尾曲）／PERSONA4 MUSIC BAND
20. CHOIR JAIL（《黃昏少女×遺失記憶》片頭曲）／铃木木乃美
21. （《冒險少女娜汀亞》片頭曲）／鈴木木乃美＋三澤紗千香＋野水伊織
22. （《機動戰士Z GUNDAM》片頭曲2）／森口博子
23. （《機動戰士Z GUNDAM》插曲）／森口博子
24. ETERNAL WIND（《機動戰士GUNDAM F91》主題曲） ／森口博子
25. oath sign（《Fate/Zero》第一季片頭曲）／LiSA
26. crossing field（《刀劍神域》片頭曲1）／LiSA
27. Burst The Gravity（《加速世界》片頭曲2）／ALTIMA
28. I'll believe（《灼眼的夏娜Ⅲ》片尾曲1）／ALTIMA
29. ONE（《灼眼的夏娜Ⅲ》片尾曲2）／ALTIMA
30. （《Another》片頭曲）／ALI PROJECT
31. （《AVENGER》片頭曲）／ALI PROJECT
32. （《CLAMP學園偵探團》片頭曲）／ALI PROJECT
33. （《創聖大天使EVOL》片頭曲2）／AKINO with bless4
34. （《創聖大天使EVOL》片頭曲1）／AKINO with bless4
35. （《創聖大天使》片頭曲1）／AKINO with bless4＋伊藤香奈子
36. Brain Diver（《天才黃金腦～神之謎》第一季片頭曲）／May'n
37. Mr. Super Future Star（遊戲《E.X.TROOPERS》主題曲）／May'n
38. （《超時空要塞Frontier》片尾曲）／May'n
39. Chase the world（《加速世界》片頭曲1）／May'n
40. （《魔法少女奈葉 The MOVIE 2nd A's》片尾曲）／田村由香里
41. （遊戲《魔法少女奈葉A's PORTABLE -THE GEARS OF DESTINY-》片尾曲）／田村由香里
42. Endless Story（《C³ -魔幻三次方-》片頭曲1）／田村由香里
43. You & me（TBS節目片頭曲）／田村由香里＋motsu

8月26日
1. LOVE1000％（《歌之王子殿下》片尾曲）／ST☆RISH
2. （《歌之王子殿下》插曲）／ST☆RISH
3. YAHHO!!（《加奈日記》片尾曲）／堀江由衣
4. （《DOG DAYS'》片尾曲）／堀江由衣
5. CHILDSH♡LOVE♡WORLD／堀江由衣
6. Happiness!!（《偵探歌劇 少女福爾摩斯 第二幕》片頭曲）／Milky Holmes
7. （《偵探歌劇 少女福爾摩斯》片頭曲）／Milky Holmes
8. （《輕鬆百合》片尾曲）／七森中☆娛樂部
9. （《輕鬆百合♪♪》片頭曲）／七森中☆娛樂部
10. 混合曲：＋（《輕鬆百合》片頭曲＋遊戲《偵探歌劇 少女福爾摩斯》片頭曲）／Milky Holmes＋七森中☆娛樂部
11. Happy Girl（《要聽爸爸的話！》片頭曲）／喜多村英梨
12. re;story／喜多村英梨
13. DELIGHT／小野大輔
14. ANSWER（《Battle Spirits Brave》片尾曲）／小野大輔
15. （《神的記事本》片尾曲）／鈴村健一
16. messenger／鈴村健一
17. （《地球防衛少年》片頭曲）／石川智晶&茅原實里
18. signs～～（《Muv-Luv Alternative Total Eclipse》片尾曲）／栗林美奈實
19. （《機動戰士鋼彈AGE》片尾曲1）／栗林美奈實
20. HAPPY CRAZY BOX（《最強學生會長》第一季片頭曲）／栗林美奈實
21. Sign（《在盛夏等待》片頭曲）／Ray
22. Black Holy（《迷你裙宇宙海賊》插曲）／小松未可子
23. DAN DAN （《七龙珠 最强之道》片頭曲）／織田哲郎＋黑崎真音＋Ray＋小松未可子
24. （《裝甲騎兵》片頭曲）／TETSU
25. （《灌籃高手》片尾曲2）／織田哲郎＋上杉昇
26. ／初音未來
27. Tell Your World／初音未來
28. （《襲來！美少女邪神》片頭曲）／从后匍匐而来队G
29. 1,2,Jump!／μ's from Love Live!
30. YOU GET TO BURNING（《機動戰艦》片頭曲）／栗林美奈實＆喜多村英梨
31. -reimei-（《薄櫻鬼 黎明錄》片頭曲）／黑崎真音
32. Magic ∞ World（《魔法禁書目錄Ⅱ》片尾曲1）／黑崎真音
33. Dream Fighter（《奥特曼列傳》片頭曲）／宮野真守
34. （《歌之王子殿下》片頭曲）／宮野真守
35. The Giving Tree（遊戲《幻想水滸傳》主題曲）／石川智晶
36. （《機動戰士GUNDAM SEED》片尾曲1）／石川智晶
37. Can Do（《黑子的籃球》片頭曲1）／GRANRODEO
38. RIMFIRE（《黑子的籃球》片頭曲2）／GRANRODEO
39. ／GRANRODEO
40. ZONE//ALONE（《境界線上的地平線Ⅱ》片頭曲）／茅原實里
41. TERMINATED（《境界線上的地平線》片頭曲）／茅原實里
42. SELF PRODUCER（《就算是哥哥，有愛就沒問題了，對吧》片頭曲）／茅原實里
43. Paradise Lost（《食靈-零-》片頭曲）／茅原實里

#### 其他
- 2012年3月23日发表记者见面会。会议主持是鷲崎健和石田絵里奈（文化放送アナウンサー）。

### Anisama in Shanghai 2012 ~ Next Stage ~
因中日關係事宜而宣佈取消。
- 原定日期：2012年10月27日
- 原定会場：上海奔驰文化中心

#### 原定出演者
- JAM Project(影山浩宣、遠藤正明、北谷洋、奥井雅美、福山芳樹)
- 水樹奈奈
- √5(蛇足、ぽこた、みーちゃん、けったろ、koma'n)
- 岩田光央
- CONNECT(岩田光央、鈴村健一)
- 鈴村健一
- 田村由香里
- 茅原实里

## 2013年

### Animelo Summer Live 2013 -FLAG NINE-
本年度為大會首度將活動擴展至三天舉行。
- 舉辦日期：2013年8月23日－8月25日
- 會場：埼玉超級競技場
- 主辦：MAGES.、文化放送
- 協力贊助：鐵人化計劃、Good Smile Company、ブシロード
- 後援：Avex Entertainment、King Records、Geneon Universal Entertainment Japan、Flying DOG、Lantis、Warner Home Video
- 企劃：AniSummer Project實行委員會

#### 主題曲
The Galaxy Express 999
作詞：奈良橋陽子、山川啓介；作曲：武川行秀；編曲：佐久間正英

#### 出演者
8月23日
- ALI PROJECT
- ZAQ
- 茅原實里
- ChouCho
- nano.RIPE
- May'n
- 串田晃
- 桃色幸運草Z
- Ray
- 三澤紗千香

- μ′s
- THE IDOLM@STER CINDERELLA GIRLS
- 藤田麻衣子
- 铃木木乃美
- Milky Holmes
- earthmind
- FLOW
- 中川翔子
- NoB（特別嘉賓）

8月24日
- angela
- 上坂菫
- 栗林美奈實
- GRANRODEO
- T-Pistonz+KMC
- 中島愛
- OLDCODEX
- Zwei（日语：Zwei）
- fripSide
- PSYCHIC LOVER

- 七森中☆娛樂部
- THE IDOLM@STER MILLION STARS
- Afilia Saga
- 藍井艾露
- 春奈露娜
- Aiu♥Love
- Gero（日语：Gero）
- LiSA
- 山本正之（日语：山本正之）

8月25日
- 黑崎真音
- 田村由香里
- 富永TOMMY弘明
- 水樹奈奈
- 宮野真守
- 小倉唯
- sphere
- 唯夏織
- 小松未可子
- 鈴村健一

- ST☆RISH(寺島拓篤+鈴村健一+谷山紀章+諏訪部順一+宮野真守+下野紘+鳥海浩輔)
- 伊藤香奈子
- 野水伊織
- 從後匍匐而來隊G
- 喜多村英梨
- 竹達彩奈
- 日笠陽子
- petit milady
- i☆Ris
- 南里侑香

#### 演唱歌曲一覽
- 以下未有特別注明之作品，發佈媒體均為動畫。

8月23日
1. Celestial Diva（遊戲《Chaos Rings Ⅱ》主題曲）／茅原實里＆寶野亞莉華
2. （《美少女戰士》片頭曲）／桃色幸運草Z
3. （劇集《惡夢小姐》主題曲）／桃色幸運草Z
4. （《猛烈宇宙海賊》片頭曲）／桃色幸運草Z
5. ／THE IDOLM@STER CINDERELLA GIRLS
6. ／THE IDOLM@STER CINDERELLA GIRLS
7. Recall（《失憶症》片尾曲）／Ray
8. （《出包王女DARKNESS》片頭曲）／Ray
9. DreamRiser（《少女與戰車》片頭曲）／ChouCho
10. telepath～～（《劇場版魔法禁書目錄：恩底彌翁的奇蹟》插曲）／三澤紗千香
11. （《科學超電磁砲S》片尾曲1）／三澤紗千香
12. （《惡魔高校D×D New》片頭曲2）／ZAQ
13. Sparkling Daydream（《中二病也想談戀愛！》片頭曲）／ZAQ
14. ENERGY（《Vividred Operation》片頭曲）／earthmind
15. （《天元突破紅蓮螺巖》片頭曲）／中川翔子
16. （《聖鬥士星矢Ω》片頭曲1）／中川翔子＆NoB
17. （特攝片《轟轟戰隊冒險者》片頭曲）／NoB　
18. 混合曲： ＆ （《美食獵人TORIKO》片頭曲;1＆2）／串田晃
19. （特攝片《宇宙刑事Gavan》片頭曲）／串田晃
20.  Go Fight!（《筋肉人》片頭曲1）／串田晃＆桃色幸運草Z
21. Days（《交響詩篇》片頭曲1）／FLOW
22. CHA-LA HEAD-CHA-LA（《龍珠Z劇場版神與神片頭曲》）／FLOW
23. GO!!!（《火影忍者》片頭曲4）／FLOW
24. （《Love Live!》片頭曲）／μ′s
25. START：DASH!!（《Love Live!》插曲）／μ′s
26. （《劇場版 花開物語 HOME SWEET HOME》主題曲）／nano.RIPE
27. （《人類衰退之後》片頭曲）／nano.RIPE
28. (《緋色的碎片》片頭曲)／藤田麻衣子
29. DAYS of DASH（《櫻花莊的寵物女孩》片尾曲1）／铃木木乃美
30. （《我不受歡迎，怎麼想都是你們的錯！》片頭曲）／鈴木木乃美 n' ＆ZAQ
31. （《二人是少女福爾摩斯》片頭曲）／Milky Holmes
32. （《偵探歌劇 少女福爾摩斯》片頭曲）／Milky Holmes
33. （《薔薇少女》片頭曲）／ALI PROJECT
34. （《薔薇少女 彷如夢境》片頭曲）／ALI PROJECT
35. （《新薔薇少女》片頭曲）／ALI PROJECT
36. ViViD（《BLOOD LAD 血意少年》片頭曲）／May'n
37. （《BTOOOM!》片尾曲）／May'n
38. Don't be late（《超時空要塞Frontier》插曲）／May'n
39. （《翠星上的加爾岡緹亞》片頭曲）／茅原實里
40. CRADLE OVER（遊戲《 D2》片頭曲）／茅原實里
41. （《境界的彼方》片頭曲）／茅原實里
42. TERMINATED（《境界線上的地平線》片頭曲）／茅原實里

8月24日
1. （《地獄老師》片頭曲）／angela＆Zwei
2. sister's noise（《科學超電磁砲S》片頭曲1）／fripSide
3. 混合曲：LEVEL5-judgelight- ＆ only my railgun（《科學超電磁砲》片頭曲1＆2）／fripSide feat. motsu
4. （《人魚又上鉤》片頭曲）／上坂菫
5. （《Aiura》片頭曲）／Aiu♥Love
6. （《超次元戰記 戰機少女》片尾曲）／Afilia Saga
7. BELOVED×SURVIVAL（《BROTHERS CONFLICT》片頭曲）／Gero
8. （《ROBOTICS;NOTES》片頭曲1）／Zwei
9. （《琴浦小姐》片頭曲）／中島愛
10. （《玉響〜More Aggressive〜》片尾曲）／中島愛
11. Overfly（《刀劍神域》片尾曲2）／春奈露娜
12. （《物語系列 第二季》片尾曲1）／春奈露娜
13. （《逆轉王》片頭曲）／山本正之＆七森中☆娛樂部
14. （《小雙俠》片頭曲）／山本正之＆七森中☆娛樂部＆Afilia Saga
15. 混合曲： ＆ （《閃電十一人GO 第三季》／《閃電十一人》片頭曲）／T-Pistonz＋KMC
16. （《黑子的籃球》片尾曲2）／OLDCODEX
17. Rage on（《Free!》片頭曲）／OLDCODEX
18. 混合曲：THE IDOLM@STER ＆ READY!!（ - ／《偶像大師》片頭曲1）／THE IDOLM@STER MILLION STARS
19. Thank You!／THE IDOLM@STER MILLION STARS
20. STRAIGHT JET（《IS〈Infinite Stratos〉》片頭曲）／栗林美奈實
21. Doubt the World（《Muv-Luv Alternative Total Eclipse》片尾曲1）／栗林美奈實
22. ZERO!!（《打工吧！魔王大人》片頭曲）／栗林美奈實
23. （《革命機Valvrave》片尾曲）／angela
24. 混合曲：明日へのbrilliant road ＆ Beautiful fighter ＆ gravitation ＆  ＆ Shangri-La（《宇宙星路》片頭曲 & 《尸姬》片头曲 & 《英雄時代》片頭曲 & 《妄想学生会》片尾曲 ＆ 《苍穹之战神》片头曲）／angela
25. KINGS（《K》片頭曲）／angela
26. ／七森中☆娛樂部
27. （《彩虹小馬：友情就是魔法》片頭曲2）／七森中☆娛樂部
28. Vanguard Fight（《卡片戰鬥先導者 聯合王牌篇》片頭曲1）／PSYCHIC LOVER
29. （特攝片《侍戰隊真劍者》片頭曲）／PSYCHIC LOVER
30. （特攝片《特搜戰隊刑事連者》片頭曲）／PSYCHIC LOVER & T-Pistonz＋KMC
31. AURORA（《機動戰士GUNDAM AGE》片頭曲4）／藍井艾露
32. INNOCENCE（《刀劍神域》片頭曲2）／藍井艾露
33. rose（《NANA》片頭曲1）／土屋安娜
34. Switch On!（特攝片《假面騎士Fourze》片頭曲）／土屋安娜
35. crossing field（《刀劍神域》片頭曲1）／LiSA
36. träumerei（《穿透幻影的太陽》片頭曲）／LiSA
37. Crow Song（《Angel Beats!》插曲）／LiSA
38. （《黑色嘉年華》片頭曲）／GRANRODEO
39. DARK SHAME（《CØDE:BREAKER 法外制裁者》片頭曲）／GRANRODEO
40. Can Do（《黑子的籃球》片頭曲1）／GRANRODEO
41. Go For It!（《IGPX》片頭曲）／GRANRODEO

8月25日
1. 混合曲： ＆ SCARLET KNIGHT（《歌之王子殿下 真爱1000%》片頭曲／《DOG DAYS》片頭曲）／水樹奈奈 & 宮野真守
2. （《襲來！美少女邪神》片頭曲）／從後匍匐而來隊G
3. （《襲來！美少女邪神W》片頭曲）／從後匍匐而來隊G
4. ／竹達彩奈
5. SAVE THE WORLD（《約會大作戰》片尾曲2）／野水伊織
6. Black † White（《問題兒童都來自異世界？》片頭曲）／野水伊織
7. Get along（《秀逗魔導士》片頭曲）／野水伊織 ＆ 黑崎真音
8. §Rainbow（《星光少女 Rainbow Live》片尾曲2）／i☆Ris
9. 混合曲：Baby Sweet Berry Love ＆ Raise（《變態王子與不笑貓》片尾曲／《Campione 弒神者！》片尾曲）／小倉唯
10. 混合曲： ＆ Shiny Blue／唯夏織
11. （《CØDE:BREAKER 法外制裁者》片尾曲）／鈴村健一
12. （音樂節目《Anison Plus》片尾曲38）／鈴村健一
13. （《神不在的星期天》片尾曲）／小松未可子
14. ／小松未可子
15. 混合曲： ＆ （《遊戲王ZEXALⅡ》片頭曲／文化放送《碧和彩奈的Peti-Mila廣播》片頭曲）／petit milady（悠木碧＆竹達彩奈）
16. （《ROBOTICS;NOTES》片尾曲2）／伊藤香奈子
17. （《劇場版 命運石之門 負荷領域的既視感》片頭曲）／伊藤香奈子
18. （《進擊的巨人》片尾曲1）／日笠陽子
19. （《JoJo的奇妙冒險》片頭曲1）／富永TOMMY弘明
20. BLOODY STREAM（《JoJo的奇妙冒險》片頭曲2）／Coda
21. （《歌之王子殿下 真爱2000%》片尾曲）／ST☆RISH
22. （《歌之王子殿下 真爱2000%》插曲）／ST☆RISH
23. Birth（《神不在的星期天》片頭曲）／喜多村英梨
24. Sha-le-la（OVA動畫《Arve Rezzle─機器化的妖精們─》片頭曲）／喜多村英梨
25. 混合曲：Black Holy ＆ Happy Girl（《猛烈宇宙海賊》片尾曲／《要聽爸爸的話！》片頭曲）／小松未可子 & 喜多村英梨
26. UNDER/SHAFT（《軍火女王 PERFECT ORDER》片頭曲）／黑崎真音
27. （《學園默示錄》片尾曲）／黑崎真音
28. （《機動戰士GUNDAM SEED》插曲）／南里侑香 & 伊藤香奈子
29. Mother land（《革命機Valvrave》插曲）／南里侑香
30. BLOODY HOLIC（《BLOOD LAD 血意少年》片尾曲）／南里侑香
31. （《歌之王子殿下 真爱2000%》片頭曲）／宮野真守
32. ULTRA FLY（特攝片《超人力霸王列傳》片頭曲7）／宮野真守
33. GENESIS ARIA（《革神語》片頭曲）／sphere
34. Pride on Everyday（《爆漫王。3》片尾曲）／sphere
35. LET・ME・DO!!（日劇《Sphere Club》片頭曲）／sphere
36. （《我的妹妹哪有這麼可愛！》插曲）／田村由香里
37. W：Wonder tale（《我女友與青梅竹馬的慘烈修羅場》片尾曲）／田村由香里
38. Fantastic future（《變態王子與不笑貓》片頭曲）／田村由香里
39. （《宇宙戰艦大和號2199 OVA》片尾曲7）／水樹奈奈
40. BRAVE PHOENIX（《魔法少女奈葉A's》插曲）／水樹奈奈
41. Vitalization（《戰姬絕唱SYMPHOGEAR G》片頭曲）／水樹奈奈
42. Synchrogazer（《戰姬絕唱SYMPHOGEAR》片頭曲）／水樹奈奈

## 2014年

### Animelo Summer Live 2014 -ONENESS-
- 舉辦日期：2014年8月29日－8月31日
- 會場：埼玉超級競技場
- 主辦：MAGES.、文化放送
- 協力贊助：Good Smile Company、武士道
- 後援：NBC環球娛樂、King Records、日本索尼音樂娛樂、日本哥倫比亞、Flying DOG、波麗佳音、Media Factory、Lantis、Warner Home Video
- 企劃：AniSummer Project實行委員會
- 協力：埼玉超級競技場、7-Eleven、淘兒唱片
- 製作協力：Grand Slam

#### 主題曲
ONENESS
作詞、作曲：奧井雅美，編曲：服部隆之

#### 出演者
8月29日
- ALTIMA
- ZAQ
- JAM Project
- sweet ARMS（野水伊織、富樫美鈴、佐土原香織、味里）
- 茅原實里
- fripSide
- Wake Up, Girls!
- STAR☆ANIS
- 藍井艾露
- T.M.Revolution

- 小野賢章
- 艦隊收藏（藤田咲、野水伊織、東山奈央）
- 谷本貴義
- 南條愛乃
- petit milady
- 黑崎真音
- 9nine
- 和田光司
- 流田Project
- Project.R（谷本貴義、PSYCHIC LOVER、鎌田章吾）

8月30日
- angela
- 栗林美奈實
- GRANRODEO
- FLOW
- 三澤紗千香
- 三森鈴子
- 桃色幸運草Z
- THE IDOLM@STER（中村繪里子、今井麻美、下田麻美、沼倉愛美）
- THE IDOLM@STER CINDERELLA GIRLS
- THE IDOLM@STER MILLION STARS

- 單色小姐
- 堀江由衣
- 喜多村英梨
- 地獄的沙汰全明星 阿仁尊地獄篇（安元洋貴、長嶝高士、青山桐子、小林由美子、種崎敦美、喜多村英梨、山田榮子、島本須美）
- Kalafina
- 碧琪·瑪姬
- fhána
- 堀江美都子

8月31日
- 小倉唯
- 铃木木乃美
- 田村由香里
- 水樹奈奈
- 宮野真守
- May'n
- 唯夏織
- LiSA
- Afilia Saga
- μ′s

- 光之美少女夏日彩虹！（五條真由美、工藤真由、池田彩、吉田仁美、仲谷明香）
- 伊藤香奈子
- 悠木碧
- OLDCODEX
- 橋本仁

#### 演唱歌曲一覽
8月29日
1. SKILL（PS2遊戲《第2次超級機械人大戰α》片頭曲）／JAM Project
2. Wings of the legend（PS2遊戲《第2次超級機械人大戰OG》片頭曲）／JAM Project
3. 混合曲：Breakthrough～Rocks～（電視動畫《愚者信長》片頭曲2、PS2遊戲《超級機械人大戰OG ORIGINAL GENERATIONS》片頭曲、特攝片《119特警隊救火英雄》片頭曲）／JAM Project
4. FOOL THE WORLD（電視動畫《愚者信長》片頭曲1）／茅原實里
5. （電視動畫《境界的彼方》片頭曲）／茅原實里
6. （電視動畫《RAIL WARS! -日本國有鐵道公安隊-》片頭曲）／茅原實里
7. 混合曲：OVERDRIVER～ZAQNESS（電視動畫《RAIL WARS! -日本國有鐵道公安隊-》片尾曲）／ZAQ
8. Alteration（電視動畫《鎖鎖美小姐@不好好努力》片頭曲）／ZAQ
9. 混合曲：Trust in you～（電視動畫《約會大作戰》片頭曲、電視動畫《約會大作戰Ⅱ》片頭曲）／sweet ARMS
10. 7 Girls War（電視動畫《Wake Up, Girls!》片頭曲2）／Wake Up, Girls!
11. （劇場版及電視動畫《Wake Up, Girls!》主題曲）／Wake Up, Girls!
12. 混合曲：～Signalize!～（電視動畫《星夢學園》插曲、片頭曲1、片頭曲2）／STAR☆ANIS
13. SHINING LINE* （電視動畫《星夢學園》片頭曲4）／STAR☆ANIS
14. With You/With Me（電視動畫《魔奇少年 The kingdom of magic》片尾曲2）／9nine
15. （電視動畫《東京闇鴉》片尾曲1）／南條愛乃
16. 混合曲：Dragon Soul～ Kuu-Zen-Zetsu-Go（電視動畫《龍珠改》片頭曲、電視動畫《龍珠改 魔人布歐篇》片頭曲）／谷本貴義
17. （特攝片《烈車戰隊特急者》片尾曲）／Project.R
18. Fight 4 Real（電視動畫《噬血狂襲》片頭曲2）／ALTIMA
19. Burst The Gravity（電視動畫《加速世界》片頭曲2）／ALTIMA
20. CYBER CYBER／ALTIMA featuring Wake Up, Girls, STAR☆ANIS & 9nine
21. （電視動畫《聖鬥士星矢Ω》片頭曲3）／流田Project
22. （電視動畫《機動戰士GUNDAM ZZ》片頭曲1）／流田Project & Project.R
23. （電視動畫《三坪房間的侵略者！？》片尾曲）／petit milady
24. ♡／petit milady
25. ／艦隊收藏 第一航空戰隊（野水伊織、藤田咲）
26. ／艦隊收藏 金剛型高速戰艦（東山奈央）
27. FANTASTIC TUNE（電視動畫《幻影籃球王 第2期》片尾曲2）／小野賢章　
28. Butter-Fly（電視動畫《數碼暴龍大冒險》片頭曲）／和田光司
29. IGNITE（電視動畫《刀劍神域Ⅱ》片頭曲）／藍井艾露
30. （電視動畫《KILL la KILL》片頭曲）／藍井艾露
31. Believe（電視動畫《機動戰士GUNDAM SEED》片頭曲3）／藍井艾露 & 黑崎真音
32. X-encounter（電視動畫《東京闇鴉》片頭曲1）／黑崎真音
33. sister's noise（電視動畫《科學超電磁砲S》片頭曲1）／fripSide
34. black bullet（電視動畫《黑色子彈》片頭曲）／fripSide
35. only my railgun（電視動畫《科學超電磁砲》片頭曲1）／fripSide
36. WHITE BREATH／T.M.Revolution
37. INVOKE（電視動畫《機動戰士GUNDAM SEED》片頭曲1）／T.M.Revolution
38. ignited --（電視動畫《機動戰士GUNDAM SEED DESTINY》片頭曲1）／T.M.Revolution
39. HEART OF SWORD 〜夜明け前〜（電視動畫《浪客劍心》片尾曲3）／T.M.Revolution
40. EN-1 OUTRIDE（2006年主題曲）
41. EN-2 ONENESS（2014年主題曲）

8月30日
1. GO!!!（電視動畫《火影忍者》片頭曲4）／FLOW & GRANRODEO
2. COLORS（電視動畫《Code Geass反叛的魯路修》片頭曲1）／FLOW
3. （電視動畫《武士弗拉明戈》片頭曲2）／FLOW
4. MOON PRIDE（電視動畫《美少女戰士Crystal》片頭曲）／桃色幸運草Z
5. 月虹（電視動畫《美少女戰士Crystal》片尾曲）／桃色幸運草Z
6. （Emperor Style）（劇場版動畫《猛烈宇宙海賊 亞空的深淵》片頭曲）／桃色幸運草Z
7. （電視動畫《萌萌侵略者 OUTBREAK COMPANY》片頭曲）／三森鈴子
8. （電視動畫《修業魔女璐璐萌》片頭曲）／三森鈴子
9. （電視動畫《白銀的意志 ARGEVOLLEN》片尾曲）／三澤纱千香
10. （電視動畫《加速世界》片尾曲2）／三澤纱千香
11. （電視動畫《我們大家的河合莊》片頭曲）／fhána
12. divine intervention（電視動畫《魔女的使命》片頭曲）／fhána
13. （電視動畫《單色小姐 -The Animation-》主題曲）／單色小姐
14. Stand Up！（手機遊戲《白貓計劃》主題曲）／堀江由衣
15. 混合曲：Golden Time～♡（電視動畫《青春紀行》片頭曲1、片尾曲2）／堀江由衣
16. 混合曲：～～～（電視動畫《小甜甜》片頭曲、電視動畫《小魔鏡 第2作》片頭曲、電視動畫《花仙子》片頭曲、電視動畫《海螺小姐》片頭曲1）／堀江美都子
17. （電視動畫《噴嚏大魔王》片尾曲）／堀江美都子 featuring 桃色幸運草Z
18. moving soul（電視動畫《Fate/kaleid liner 魔法少女☆伊莉雅 2wei》片頭曲）／栗林美奈實
19. Shining☆Days（電視動畫《舞-HiME》片頭曲）／栗林美奈實
20. （電視動畫《機動戰士GUNDAM00 2nd Season》片頭曲1）／栗林美奈實 & angela
21. ／地獄的沙汰全明星 阿仁尊地獄篇（安元洋貴、長嶝高士、青山桐子、小林由美子、種崎敦美、喜多村英梨）
22. （電視動畫《鬼燈的冷徹》片尾曲3）／碧琪·瑪姬
23.  （電視動畫《鬼燈的冷徹》片頭曲）／地獄的沙汰全明星 阿仁尊地獄篇（安元洋貴、長嶝高士、青山桐子、小林由美子、種崎敦美、喜多村英梨、山田榮子、島本須美）
24. READY!!（電視動畫《偶像大師》片頭曲1）／THE IDOLM@STER
25. ／THE IDOLM@STER CINDERELLA GIRLS
26. Thank You!／THE IDOLM@STER MILLION STARS
27. M@STERPIECE／THE IDOLM@STER THREE STARS!!!
28. to the beginning （電視動畫《Fate/Zero 第二季》片頭曲）／Kalafina
29. 君の銀の庭 （劇場版動畫《魔法少女小圓 [新編] 叛逆的物語》片尾曲）／Kalafina
30. heavenly blue（電視動畫《ALDNOAH.ZERO》片頭曲）／Kalafina
31. 掌 -show-（電視動畫《銀河騎士傳》片尾曲）／喜多村英梨
32. Birth（電視動畫《神不在的星期天》片頭曲）／喜多村英梨
33. Different colors（劇場版動畫《K MISSING KINGS》主題曲）／angela
34. Shangri-La（電視動畫《蒼穹之戰神》片頭曲）／angela
35. （電視動畫《銀河騎士傳》片頭曲）／angela
36. （電視動畫《幻影籃球王 第2期》片頭曲2）／GRANRODEO
37. ／GRANRODEO
38. （電視動畫《戀愛天使安琪莉可 輝煌的明日》片頭曲）／GRANRODEO
39. Can Do（電視動畫《幻影籃球王》片頭曲1）／GRANRODEO
40. EN-1 RE:BRIDGE～Return to oneself～（2009年主題曲）
41. EN-2 ONENESS（2014年主題曲）

8月31日
1. Preserved Roses（電視動畫《革命機Valvrave》片頭曲）／T.M.Revolution×水樹奈奈
2. （電視動畫《革命機Valvrave 第2期》片頭曲）／水樹奈奈×T.M.Revolution
3. （電視動畫《香格里拉》片頭曲）／May'n featuring Daichi
4. Re:REMEMBER（電視動畫《M3〜其為黑鋼〜》片頭曲1）／May'n
5. （電視動畫《狐仙的戀愛入門》片頭曲）／May'n
6. （電視動畫《世界征服 謀略之星》片尾曲）／悠木碧
7. （電視動畫《如果折斷她的旗》片頭曲）／悠木碧
8. （電視動畫《我的腦內戀礙選項》片頭曲）／Afilia Saga
9. ／Afilia Saga featuring 
10. 混合曲：Charming Do! ～Tinkling Smile（電視動畫《最近，妹妹的樣子有點怪？》片尾曲、電視動畫《前進吧！登山少女 第二季》片尾曲）／小倉唯
11. 混合曲：PUPPY LOVE!! ～ Intro Situation／唯夏織
12. （電視動畫《T寶的悲慘日常》片頭曲）／田村由香里 & 宮野真守
13. Anisama 10th Special Medley（前半）：This game～CHOIR JAIL～（電視動畫《NO GAME NO LIFE 遊戲人生》片頭曲、電視動畫《黃昏乙女×失憶幽靈》片頭曲、電視動畫《我不受歡迎，怎麼想都是你們的錯！》片頭曲）／鈴木木乃美
14. Anisama 10th Special Medley（後半）：AVENGE WORLD～DAYS of DASH～This game（電視動畫《結界女王 震顫》片頭曲、電視動畫《櫻花莊的寵物女孩》片尾曲、電視動畫《NO GAME NO LIFE 遊戲人生》片頭曲）／鈴木木乃美
15. Another Heaven（遊戲《命運石之門》主題曲）／伊藤香奈子
16. Hacking to the Gate（電視動畫《命運石之門》片頭曲）／伊藤香奈子 & 鈴木木乃美
17. STAND PROUD（電視動畫《JoJo的奇妙冒險 星塵鬥士》片頭曲）／橋本仁
18. Rising Hope（電視動畫《魔法科高中的劣等生》片頭曲1）／LiSA
19. （電視動畫《目隱都市的演繹者》插曲）／LiSA
20. crossing field（電視動畫《刀劍神域》片頭曲）／LiSA
21. （電視動畫《Happiness Charge 光之美少女！》片頭曲）／仲谷明香
22. 混合曲：～（電視動畫《Happiness Charge 光之美少女！》片尾曲1、片尾曲2）／吉田仁美
23. DANZEN! （Ver. Max Heart）（電視動畫《光之美少女Max Heart》片頭曲）／五條真由美＋工藤真由＋池田彩
24. 混合曲：／光之美少女夏日彩虹！　
25. （電視動畫《LoveLive! 第2期》片頭曲）／μ's
26. Snow halation（電視動畫《LoveLive! 第2期》插曲）／μ's
27. No brand girls（電視動畫《LoveLive!》插曲）／μ's
28. WALK（電視動畫《幻影籃球王 第2期》片尾曲1）／OLDCODEX
29. Dried Up Youthful Fame（電視動畫《Free!-Eternal Summer-》片頭曲）／OLDCODEX
30. Rage on（電視動畫《Free!》片頭曲）／OLDCODEX
31. NEW ORDER（電視動畫《T寶的悲慘日常 覺醒篇》片頭曲）／宮野真守
32. （電視動畫《歌之王子殿下2000%》片頭曲）／宮野真守
33. You & Me／田村由香里 featuring motsu
34. Fantastic future（電視動畫《變態王子與不笑貓》片頭曲）／田村由香里
35. （電視動畫《農林》片頭曲）／田村由香里
36.  -type EXCITER-（PSP遊戲《潛龍諜影 和平先驅》插曲）／水樹奈奈
37. METRO BAROQUE（劇場版動畫《BLOOD-C The Last Dark》主題曲）／水樹奈奈
38. BRIGHT STREAM（劇場版動畫《魔法少女奈葉 The MOVIE 2nd A's》片頭曲）／水樹奈奈
39. TRANSMIGRATION／水樹奈奈 & 奥井雅美
40. EN-1 Generation-A（2007年主題曲）
41. EN-2 ONENESS（2014年主題曲）

### ANISAMA WORLD 2014 in Saitama
- 舉辦日：2014年10月12日
- 會場：

#### 出演者
- 奧井雅美
- 北谷洋
- 彩音
- 橋本仁
- Ray
- 春奈露娜
- 上坂堇
- 鈴木木乃美
- Afilia Saga
- 大橋彩香

#### 演唱歌曲一覽
1. Get along（電視動畫《秀逗魔導士》片頭曲）／奧井雅美×鈴木木乃美
2. ～for a yours～（電視動畫《滴骰孖妹聖誕歷奇》片頭曲）／奧井雅美
3. ／奧井雅美
4. Arrival of Tears（電視動畫《11eyes -罪與罰與贖的少女-》片頭曲）／彩音
5. （劇場版動畫《命運石之門 負荷領域的既視感》片尾曲）／彩音
6. lull～～（電視動畫《來自風平浪靜的明天》片頭曲）／Ray
7. （電視動畫《在那個夏天等待 特別編》片頭曲）／Ray
8. （遊戲《To LOVE Darkness 戰鬥絕頂》主題曲）／Ray
9. S・M・L☆（電視動畫《我的腦內戀礙選項》片頭曲）／Afilia Saga
10. ／Afilia Saga feat. 
11. ／Afilia Saga×奧井雅美
12. YES!!（電視動畫《生存遊戲社》片頭曲）／大橋彩香
13. （電視動畫《物語系列 第二季》片尾曲）／春奈露娜
14. Startear（電視動畫《刀劍神域II》片尾曲）／春奈露娜
15. secret base ～君がくれたもの～（10 years after Ver.）（電視動畫《我們仍未知道那天所看見的花名。》片尾曲）／春奈露娜×Ray×彩音
16. （電視動畫《人魚又上鉤》片頭曲）／上坂堇
17. （電視動畫《鬼燈的冷徹》片尾曲）／上坂堇
18. （電視動畫《幻想玩偶》片頭曲）／上坂堇×大橋彩香
19. STAND PROUD（電視動畫《JoJo的奇妙冒险 星塵鬥士》片頭曲）／橋本仁
20. （特攝劇集《假面騎士空我》片尾曲）／橋本仁
21. （電視動畫《洛克人EXE》片頭曲）／橋本仁
22. This game ～ CHOIR JAIL ～ （電視動畫《NO GAME NO LIFE 遊戲人生》片頭曲、《黃昏少女×遺失記憶》片頭曲、《我不受歡迎，怎麼想都是你們的錯》片頭曲）／鈴木木乃美
23. AVENGE WORLD ～ DAYS of DASH ～ This game（電視動畫《結界女王 震顫》片頭曲、《櫻花莊的寵物女孩》片尾曲1、《NO GAME NO LIFE 遊戲人生》片頭曲）／鈴木木乃美
24.  （電視動畫《魔彈之王與戰姬》片頭曲）／鈴木木乃美
25. （電視動畫《ONE PIECE》片頭曲15）／
26. （電視動畫《JoJo的奇妙冒险》片頭曲）／×橋本仁
27. Divine love（電視動畫《Saint Beast～光陰敘事詩天使譚～》片頭曲）／×奧井雅美
28. （電視動畫《ONE PIECE》片頭曲15）／
29. Generation-A（Animelo Summer Live 2007 -Generation-A-主題曲）／All Cast
30. ONENESS（Animelo Summer Live 2014 -ONENESS-主題曲）／All Cast

## 2015年

### Animelo Summer Live 2015 -THE GATE-
- 舉辦日期：2015年8月28日－8月30日
- 會場：埼玉超級競技場
- 主辦：MAGES.、文化放送
- 協力贊助：LIVE DAM STADIUM、Good Smile Company
- 後援：NBC環球娛樂、KADOKAWA、King Records、日本索尼音樂娛樂、DIVE II entertainment、日本哥倫比亞、FRAME、武士道、波麗佳音、Lantis、Warner Home Video
- 企劃：AniSummer Project實行委員會
- 協力：埼玉超級競技場、7-Eleven、淘兒唱片
- 製作協力：Grand Slam

#### 主題曲
「, THE GATE!!」
作詞：畑亜貴，作曲、編曲：渡邊和紀
主唱i☆Ris、angela、井口裕香、今井麻美、内田彩、内田真礼、小野賢章、GRANRODEO、黒崎真音、昆夏美、ZAQ、鈴木KONOMI、TRUSTRICK、西澤幸奏、Pile、春奈露娜、Milky Holmes、唯夏織

#### 出演者
8月28日
- THE IDOLM@STER（中村繪里子、今井麻美、下田麻美、淺倉杏美、原由實、沼倉愛美）
- 井口裕香
- King Cream Soda（特別演出，不收錄於影碟內）
- 鈴木木乃美
- 春奈露娜
- μ′s
- 桃色幸運草Z
- LiSA
- Ray
- AKINO from bless4

- オーイシマサヨシ
- TRUSTRICK（日语：TRUSTRICK）
- 野水伊織
- BACK-ON（日语：BACK-ON）
- 黑崎真音
- 昆夏美
- Melocure（日语：メロキュア）
- 伊藤香奈子
- 西澤幸奏（特別嘉賓）

8月29日
- THE IDOLM@STER CINDERELLA GIRLS
- i☆Ris
- angela
- 川田真美
- GARNiDELiA
- SCREEN mode
- sphere
- 宮野真守
- Milky Holmes
- 分島花音
- 今井麻美

- 内田彩
- Pile
- 藍井艾露（因病辭演）[6]
- 蒼井翔太
- ChouCho
- 七森中☆娛樂部
- カスタマイZ
- 3年E班［渚（淵上舞）＆茅野（洲崎綾）＆業（岡本信彥）＆磯貝（逢坂良太）＆岡野（田中美海）＆杉野（山谷祥生）］
- 南條愛乃
- fripSide（特別嘉賓）

8月30日
- 綾野真白
- 內田真禮
- 小倉唯
- 小野賢章
- GRANRODEO
- ZAQ
- JO☆STARS 〜TOMMY,Coda,JIN〜（富永TOMMY弘明、Coda、橋本仁）
- 茅原實里
- fhána
- 唯夏織

- 大橋彩香
- 新田恵海
- Kalafina
- てさプルん♪
- Wake Up, Girls!
- Rhodanthe*
- 小松未可子
- TrySail
- Mitsuru Matsuoka EARNEST DRIVE（日语：松岡充）

#### 演唱歌曲一覽
8月28日
1. 混合曲：READY!!～（電視動畫《偶像大師》片頭曲、電視動畫《LoveLive!》片頭曲）／THE IDOLM@STER×μ′s
2. 混合曲：Wonderful Rush～～No brand girls～GO MY WAY!!（μ's 5th Single、電視動畫《偶像大師》插曲、電視動畫《LoveLive!》插曲、電視動畫《偶像大師》片尾曲）／THE IDOLM@STER×μ′s
3. （電視動畫《妖怪手錶》片頭曲4）／King Cream Soda
4. （電視動畫《妖怪手錶》片頭曲）／King Cream Soda
5. （電視動畫《GUNDAM創戰者》片頭曲）／BACK-ON
6. （電視動畫《GUNDAM創戰者TRY》片頭曲）／BACK-ON
7. （電視動畫《棺姬嘉依卡 AVENGING BATTLE》片頭曲）／野水伊織
8. D.O.B.（電視動畫《空戰魔導士培訓生的教官》片頭曲）／野水伊織
9. Hey World（電視動畫《在地下城尋求邂逅是否搞錯了什麼》片頭曲）／井口裕香
10. Grow Slowly（電視動畫《科學超電磁砲S》片尾曲）／井口裕香
11. Rolling! Rolling!（電視動畫《蘿球社！SS》片尾曲）／井口裕香×Ray
12. ebb and flow（電視動畫《來自風平浪靜的明天》片頭曲2）／Ray
13. secret arms（電視動畫《出包王女DARKNESS》第2期片頭曲）／Ray
14. （電視動畫《一週的朋友》片頭曲）／昆夏美
15. ISOtone（電視動畫《Chaos Dragon 赤龍戰役》片頭曲）／昆夏美
16. （電視動畫《學園孤島》片尾曲）／黑崎真音
17. （電視動畫《灰色的樂園》片頭曲）／黑崎真音
18. （電視動畫《戰姬絕唱SYMPHOGEAR》插曲）／黑崎真音×TRUSTRICK
19. FLYING FAFNIR（電視動畫《銃皇無盡的法夫納》片頭曲）／TRUSTRICK
20. （電視動畫《偶像大師》插曲）／THE IDOLM@STER
21. M@STERPIECE（劇場版《偶像大師 劇場版 前往光輝的另一端！》主題曲）／THE IDOLM@STER
22. MOON PRIDE（電視動畫《美少女戰士Crystal》片頭曲）／桃色幸運草Z
23. （劇場版《七龍珠Z 復活的F》主題曲）／桃色幸運草Z
24. CHA-LA HEAD-CHA-LA（電視動畫《七龍珠Z》片頭曲）／桃色幸運草Z
25. Hacking to the Gate（電視動畫《命運石之門》片頭曲）／伊藤香奈子
26. （遊戲《STEINS;GATE 0》主題曲）／伊藤香奈子
27. （電視動畫《月刊少女野崎同學》片頭曲）／オーイシマサヨシ
28. （電視動畫《不起眼女主角培育法》片頭曲）／春奈露娜
29. Startear（電視動畫《刀劍神域Ⅱ》片尾曲）／春奈露娜
30. （電視動畫《魔法少女小圓》片頭曲）／春奈露娜×鈴木木乃美
31. ～CHOIR JAIL（電視動畫《魔彈之王與戰姬》片頭曲、電視動畫《黃昏乙女×失憶幽靈》片頭曲）／鈴木木乃美
32. Absolute Soul (THE GATE LIVE ver.）（電視動畫《絕對雙刃》片頭曲）／鈴木木乃美 feat. OxT
33. 1st Priority（電視動畫《STRATOS 4》片頭曲）／Melocure
34. Agapē（電視動畫《圓盤皇女》插曲）／Melocure
35. 海色（電視動畫《艦隊Collection》片頭曲）／AKINO from bless4
36. 吹雪（電視動畫《艦隊Collection》片尾曲）／西澤幸奏
37. （電視動畫《LoveLive!》第2期片頭曲）／μ′s
38. （電視動畫《LoveLive!》第2期插曲）／μ′s
39. KiRa-KiRa Sensation!（電視動畫《LoveLive!》第2期插曲）／μ′s
40. Rally Go Round（電視動畫《偽戀：》片頭曲）／LiSA
41. No More Time Machine（電視動畫《刀劍神域Ⅱ》片尾曲2）／LiSA
42. （電視動畫《刀劍神域Ⅱ》片尾曲3）／LiSA
43. Rising Hope（電視動畫《魔法科高中的劣等生》片頭曲）／LiSA
44. EN「, THE GATE!!」（ASL2015主題曲）

8月29日
1. （電視動畫《魔法老師》片頭曲）／sphere×fripSide
2. Luminize（電視動畫《未來卡片 戰鬥夥伴》第2期片頭曲）／fripSide
3. black bullet（電視動畫《黑色子彈》片頭曲）／fripSide
4. （電視動畫《星光樂園》第2期片頭曲）／i☆Ris
5. 混合曲：Make it！～～Realize!（電視動畫《星光樂園》片頭曲1、2、3）／i☆Ris
6. （電視動畫《偵探歌劇 少女福爾摩斯》片頭曲）／Milky Holmes×i☆Ris
7.  A GO GO（電視動畫《偵探歌劇 少女福爾摩斯》第4期片頭曲）／Milky Holmes
8. （電視動畫《銀河騎士傳》第2期片尾曲）／Z
9. BLESS YoUr NAME（電視動畫《惡魔高校D×D BorN》片頭曲）／ChouCho
10. （電視動畫《冰菓》片頭曲）／ChouCho
11. RIGHT LIGHT RISE（電視動畫《在地下城尋求邂逅是否搞錯了什麼》片尾曲）／分島花音
12. killy killy JOKER（電視動畫《selector infected WIXOSS》片頭曲）／分島花音
13. ／內田彩
14. KISEKI（電視動畫《Duel Masters VSR》片尾曲）／Pile
15. （電視動畫《灰色的樂園》片尾曲2／南條愛乃
16. 極限Dreamer（電視動畫《夜晚的小雙俠》片頭曲）／SCREEN mode
17. （電視動畫《黑子的籃球》第3期片尾曲）／SCREEN mode
18. Ding! Dong! Ding! Dong!／sphere
19. 情熱CONTINUE（電視動畫《夜晚的小雙俠》片尾曲）／sphere
20. vivid brilliant door!（電視動畫《電波教師》片頭曲2）／sphere
21. （電視動畫《暗殺教室》片頭曲）／3年E班（渚＆茅野＆業＆磯貝＆岡野＆杉野）
22. （電視動畫《輕鬆百合》OVA片頭曲）／七森中☆娛樂部
23. （電視動畫《輕鬆百合》特別篇片頭曲）／七森中☆娛樂部
24. （電視動畫《輕鬆百合》片頭曲）／七森中☆娛樂部 feat. 馬蒂·弗里德曼
25. Ring of Fortune（電視動畫《可塑性記憶》片頭曲）／佐佐木惠梨
26. （電視動畫《可塑性記憶》片尾曲）／今井麻美
27. （電視動畫《南家三姊妹》片頭曲）／今井麻美&内田彩＆Pile
28. ambiguous（電視動畫《KILL la KILL》片頭曲2）／GARNiDELiA
29. BLAZING（電視動畫《高達G Reconquista》片頭曲）／GARNiDELiA
30. ／蒼井翔太
31. Gardens（電視動畫《出包王女DARKNESS》第2期片尾曲）／川田真美
32. 混合曲：～Borderland～No buts!（電視動畫《灼眼的夏娜》片頭曲、電視動畫《軍火女王》片頭曲、電視動畫《魔法禁書目錄Ⅱ》片頭曲）／川田真美
33. JOINT（電視動畫《灼眼的夏娜Ⅱ》片頭曲）／川田真美
34. （電視動畫《歌之王子殿下 真愛革命》片頭曲）／宮野真守
35. NEW ORDER（電視動畫《T寶的悲慘日常 覺醒編》片頭曲）／宮野真守
36. BREAK IT!（電視動畫《卡片鬥爭!! 先導者G》片頭曲）／宮野真守
37. （電視動畫《偶像大師 灰姑娘女孩》插曲）／THE IDOLM@STER CINDERELLA GIRLS
38. Star!!（電視動畫《偶像大師 灰姑娘女孩》片頭曲）／THE IDOLM@STER CINDERELLA GIRLS
39. Shine!!（電視動畫《偶像大師 灰姑娘女孩》第2期片頭曲）／THE IDOLM@STER CINDERELLA GIRLS
40. （電視動畫《蒼穹之戰神 EXODUS》片頭曲）／angela
41. brilliant road（電視動畫《宇宙星路》片頭曲）／angela
42. （電視動畫《銀河騎士傳》片頭曲）／angela
43. 騎士行進曲（電視動畫《銀河騎士傳》第2期片頭曲）／angela
44. EN「, THE GATE!!」（ASL2015主題曲）

8月30日
1. （電視動畫《黑子的籃球》第2期片頭曲2）／GRANRODEO×小野賢章
2. Stand Up!!!!!!!!!!（電視動畫《摸索吧！部活劇》片頭曲）／てさプルん♪
3. 色彩crossroad（電視動畫《摸索吧！部活劇》第3期片尾曲）／
4. Youthful Dreamer（電視動畫《電波教師》片頭曲）／TrySail
5. （電視動畫《Classroom☆Crisis》片頭曲）／TrySail
6. Raise (album ver.)（電視動畫《Campione 弒神者！》片尾曲）／小倉唯
7. Honey♥Come!!（電視動畫《城下町的蒲公英》片尾曲）／小倉唯
8. （網路動畫《動畫心療系》片尾曲）／內田真禮
9. （電視動畫《我，要成為雙馬尾》片頭曲）／內田真禮
10. ／新田恵海
11. 探求Dreaming（電視動畫《偵探歌劇 少女福爾摩斯 TD》片尾曲）／新田恵海
12. YES!!（電視動畫《生存遊戲社》片頭曲）／大橋彩香
13. ENERGY☆SMILE／大橋彩香
14. ideal white（電視動畫《Fate/stay night [Unlimited Blade Works]》片頭曲）／綾野真白
15. （電視動畫《天體運行式》片尾曲）／fhána
16. （電視動畫《Fate/kaleid liner 魔法少女☆伊莉雅 2wei Herz！》片頭曲）／fhána
17. divine intervention（電視動畫《魔女的使命》片頭曲）／fhána feat. ZAQ
18. （電視動畫《小長門有希的消失》片尾曲）／茅原實里
19. （電視動畫《境界的彼方》片頭曲）／茅原實里
20. （劇場版《境界的彼方 -I'LL BE HERE- 未來篇》主題曲）／茅原實里
21. Our Steady Boy（電視動畫《Kiss×sis》片尾曲）／唯夏織
22. Ring Ring Rainbow!!（電視動畫《城下町的蒲公英》片頭曲）／唯夏織
23. 少女交響曲（劇場版《Wake Up, Girls! 青春之影》主題曲）／Wake Up, Girls!
24. （劇場版《Wake Up, Girls! 七位偶像》主題曲）／Wake Up, Girls!
25. （電視節目《Anisong Club-i》主題曲）／（新田恵海＆大橋彩香）
26. 混合曲：Your Voice～Jumping!!（電視動畫《黃金拼圖》片尾曲、片頭曲）／Rhodanthe*
27. （電視動畫《你好！！黃金拼圖》片頭曲）／Rhodanthe*
28. （電視動畫《青春×機關槍》片尾曲）／小松未可子
29. （電視動畫《浪客劍心》片頭曲）／小松未可子×內田真禮 feat. 恩田快人
30. ZERO（電視動畫《黑子的籃球》第3期片頭曲2）／小野賢章
31. Blue horizon／小野賢章
32. Philosophy of Dear World（電視動畫《純潔的瑪利亞》片頭曲）／ZAQ
33. Seven Doors（電視動畫《TRINITY SEVEN 魔道書7使者》片頭曲）／ZAQ
34. OVERDRIVER-ANISAMA Remix- feat.motsu／ZAQ feat. motsu
35. SURPRISE-DRIVE（特攝《假面騎士Drive》主題曲）／Mitsuru Matsuoka EARNEST DRIVE
36. re-ray（特攝《劇場版 假面騎士Drive SURPRISE FUTURE》主題曲）／Mitsuru Matsuoka EARNEST DRIVE
37. ～BLOODY STREAM～STAND PROUD（電視動畫《JoJo的奇妙冒險》第1期片頭曲1、2、第2期片頭曲1）／JO☆STARS ～TOMMY, Coda, JIN～
38.  ～end of THE WORLD～（電視動畫《JoJo的奇妙冒險》第2期片頭曲2）／JO☆STARS ～TOMMY, Coda, JIN～
39. believe（電視動畫《Fate/stay night [Unlimited Blade Works]》片尾曲1）／Kalafina
40. ring your bell（電視動畫《Fate/stay night [Unlimited Blade Works]》片尾曲2）／Kalafina
41. One Light（電視動畫《亞爾斯蘭戰記》片尾曲2）／Kalafina
42. DAWN GATE／GRANRODEO
43. Punky Funky Love（電視動畫《黑子的籃球》第3期片頭曲1）／GRANRODEO
44. サマーGT09／GRANRODEO
45. （電視動畫《黑子的籃球》第3期片頭曲3）／GRANRODEO
46. EN「, THE GATE!!」（ASL2015主題曲）

## 2016年

### Animelo Summer Live 2016 刻-TOKI-
- 舉辦日期：2016年8月26日－8月28日
- 會場：埼玉超級競技場
- 主辦：MAGES.、文化放送
- 協力贊助：LIVE DAM STADIUM、Good Smile Company
- 後援：株式會社AT-X、NBC環球娛樂、KADOKAWA、King Records、日本索尼音樂娛樂、DIVE II entertainment、日本哥倫比亞、F.I.X. RECORDS、飛犬、波麗佳音、Lantis、Warner Home Video
- 企劃：AniSummer Project實行委員會
- 協力：埼玉超級競技場、7-Eleven、淘兒唱片、Pia
- 製作協力：Grand Slam

#### 主題曲
「PASSION RIDERS」
作詞：畑亜貴，作曲、編曲：Q-MHz
主唱：相坂優歌、藍井艾露、蒼井翔太、every♥ing！、大橋彩香、黑崎真音、GRANRODEO、SCREEN mode、鈴木木乃美、早見沙織、三森鈴子、LiSA

#### 出演者
8月26日
- 相坂優歌
- i☆Ris
- 藍井艾露（辭演）[8]
- AKINO with bless4
- every♥ing!
- GRANRODEO
- ZAQ
- Suara
- 田所梓
- 村川梨衣
- May'n

- 小暮閣下
- 山本陽介
- 井口裕香
- 玉置成實
- ALTIMA
- IDOLM@STER CINDERELLA GIRLS
- Zwei（日语：Zwei）
- TRUSTRICK（日语：TRUSTRICK）
- KOTOKO
- 春奈露娜[8]

8月27日
- 內田真禮
- A應P（日语：A応P）
- 大橋彩香
- SCREEN mode
- 鈴木木乃美
- 高垣彩陽
- 竹達彩奈
- 早見沙織
- fhána
- Plasmagica
- LiSA

- 北宇治四重奏
- TRUE
- Earphones
- FLOW
- Poppin'Party from BanG Dream!
- OxT
- MICHI
- Lia
- B.B.QUEENS

8月28日
- 蒼井翔太
- ALI PROJECT
- angela
- 小倉唯
- 小野賢章
- 黑崎真音
- 戶松遙
- TrySail
- Minami
- 三森鈴子
- 唯夏織

- Pile
- Petit Milady
- 地球防衛部
- 西澤幸奏
- 飯田穂
- THE DU
- nano
- 筋肉少女帶
- batta
- 沼倉愛美

#### 演唱歌曲一覽
8月26日
1. （電視動畫《北斗神拳》片頭曲）／小暮閣下×GRANRODEO
2. TRASH CANDY（電視動畫《文豪Stray Dogs》片頭曲）／GRANRODEO
3. （電視劇《甜心戰士 THE LIVE》插曲）／GRANRODEO
4. Ripple Effect（電視動畫《高校艦隊》片尾曲）／春奈露娜
5. Overfly（電視動畫《刀劍神域》片尾曲2）／春奈露娜
6. Shining Star-☆-LOVE Letter（劇場版動畫《魔法禁書目錄：恩底彌翁的奇蹟》印象曲）／井口裕香
7. Lostorage（電視動畫《Lostorage incited WIXOSS》片頭曲）／井口裕香
8. （電視動畫《靈感少女》片頭曲）／every♥ing!
9. ／every♥ing!
10. （電視動畫《Active Raid－機動強襲室第八係－ 2nd》片頭曲）／相坂優歌
11. 純真Always（電視動畫《無彩限的幻影世界》片尾曲）／田所梓
12. （電視動畫《冒險少女娜汀亞》片頭曲）／田所梓×i☆Ris
13. Ready Smile!!（電視動畫《星光樂園》片頭曲7）／i☆Ris
14. Re：Call（電視動畫《雙星之陰陽師》片頭曲2）／i☆Ris
15. 混合曲：～OK!～～～（電視動畫《寵物小精靈》片頭曲1、片頭曲3、片頭曲2、片尾曲5、片頭曲1）／松本梨香 with bless4 feat. i☆Ris
16. innocent promise（電視動畫《少年女僕》片頭曲）／TRUSTRICK
17. Recall THE END（電視動畫《槍彈辯駁3 －The End of 希望峰學園－ 未來篇》片尾曲）／TRUSTRICK
18. DEAD OR LIE（電視動畫《槍彈辯駁3 －The End of 希望峰學園－ 未來篇》片頭曲）／黑崎真音 feat. TRUSTRICK
19. Believe（電視動畫《機動戰士GUNDAM SEED》片頭曲3）／玉置成實
20. Belief（電視動畫《TABOO TATTOO－禁忌咒紋－》片頭曲）／May'n
21. （電視動畫《創聖大天使LOGOS》片頭曲）／May'n
22. 混合曲：（電視動畫《超時空要塞Frontier》片尾曲、劇場版動畫《Macross F 虛空歌姬》插曲、電視動畫《超時空要塞Frontier》插曲、片頭曲）／May'n
23. PLANET / THE HELL（電視動畫《火星異種》第2期片頭曲2）／小暮閣下
24. Red Zone（電視動畫《火星異種》第2期片尾曲）／Zwei
25. The Beginning（電視動畫《Concrete Revolutio～超人幻想～》片尾曲）／山本陽介
26. （電視動畫《Concrete Revolutio～超人幻想～》片頭曲）／ZAQ feat. 山本陽介
27. （電視動畫《Concrete Revolutio～超人幻想～The Last Song》片頭曲）／ZAQ feat. 山本陽介
28. hopeness（電視動畫《紅殼的潘朵拉》片頭曲）／ZAQ
29. ALL-WAYS（電視動畫《Concrete Revolutio～超人幻想～The Last Song》片尾曲2）／山本陽介 feat. 玉置成實
30. Sweet Sensation（電視動畫《12歲。～小小胸口的怦然心動～》片頭曲）／村川梨衣
31. INSIDE IDENTITY（電視動畫《中二病也想談戀愛！》片尾曲）／村川梨衣×相坂優歌
32. （電視動畫《傳頌之物 虛偽的假面》片頭曲）／Suara
33. （電視動畫《傳頌之物》片尾曲）／Suara
34. （電視動畫《甘城輝煌樂園救世主》片頭曲）／AKINO with bless4
35. Golden Life（電視動畫《Active Raid－機動強襲室第八係－》片頭曲）／AKINO with bless4
36. 混合曲：Genesis of Aquarion～創聖大天使（電視動畫《創聖大天使》片頭曲）／AKINO with bless4
37. →unfinished→（電視動畫《加速世界》片尾曲）／KOTOKO
38. Plasmic Fire（劇場版動畫《加速世界 INFINITE BURST》主題曲）／KOTOKO×ALTIMA
39. Burst The Gravity（電視動畫《加速世界》片頭曲2）／ALTIMA
40. CYBER CYBER／ALTIMA
41. M@GIC☆（電視動畫《偶像大師 灰姑娘女孩》插曲）／IDOLM@STER CINDERELLA GIRLS
42. 混合曲：～ØωØver!!～Tulip～Trancing Pulse～S(mile)ING!（電視動畫《偶像大師 灰姑娘女孩》插曲）／IDOLM@STER CINDERELLA GIRLS
43. GOIN'!!!（電視動畫《偶像大師 灰姑娘女孩》插曲）／IDOLM@STER CINDERELLA GIRLS
44. （電視動畫《偶像大師 灰姑娘女孩》插曲）／IDOLM@STER CINDERELLA GIRLS
45. EN「PASSION RIDERS」（ASL2016主題曲）

8月27日
1. 混合曲：We Are B.B.～おどるポンポコリン／（－、電視動畫《櫻桃小丸子》片头曲）／B.B.QUEENS with A應P
2. （電視動畫《小松先生》片頭曲1）／A應P
3. （電視動畫《小松先生》片頭曲2）／A應P
4. Yes! BanG_Dream!／Poppin'Party from BanG Dream!
5. ／Poppin'Party from BanG Dream!
6. DREAM SOLISTER（電視動畫《吹響吧！上低音號》片頭曲）／TRUE
7. （電視動畫《吹響吧！上低音號》片尾曲）／北宇治四重奏
8. Bravely You（電視動畫《Charlotte》片頭曲）／Lia
9. 鳥の詩（電視動畫《AIR》片頭曲）／Lia
10. やさしい希望（電視動畫《赤髮白雪姬》片頭曲）／早見沙織
11. ／早見沙織
12. Checkmate!?（電視動畫《粗點心戰爭》片頭曲）／MICHI
13. Hey!Queen（電視動畫《粗點心戰爭》片尾曲）／竹達彩奈
14. ／竹達彩奈
15. （電視動畫《SHOW BY ROCK!!》插曲）／Plasmagica
16. Non-Stop！（電視動畫《SHOW BY ROCK!!》片頭曲）／Plasmagica
17. （電視動畫《那就是聲優！》片頭曲）／Earphones
18. 混合曲：～（電視動畫《那就是聲優！》片尾曲、電視動畫《美少女戰士R》片尾曲）／Earphones with 石田燿子 feat. 永井ルイ
19. Steppin'out（電視動畫《無頭騎士異聞錄 DuRaRaRa!!×2》片頭曲3）／FLOW
20. BURN（遊戲《緋夜傳奇》主題曲）／FLOW
21. （電視動畫《熱情傳奇》片頭曲）／FLOW
22. GO!!!（電視動畫《火影忍者》片頭曲4）／FLOW
23. （電視動畫《春&夏事件簿》片頭曲）／fhána
24. calling（電視動畫《熱情傳奇》片尾曲）／fhána
25. 時を刻む唄（電視動畫《CLANNAD ～AFTER STORY～》片頭曲）／Lia×fhána
26. （電視動畫《彗星·路西法》片尾曲1）／大橋彩香
27. （電視動畫《彗星·路西法》片尾曲3）／大橋彩香
28. Rebirth-day（電視動畫《戰姬絕唱SYMPHOGEAR GX》片尾曲）／高垣彩陽
29. Komm, süsser Tod〜（劇場版動畫《新世紀福音戰士劇場版：Air/真心為你》主題曲）／高垣彩陽×早見沙織 feat. 佐藤純一（fhána）
30. Naked Dive（電視動畫《無彩限的幻影世界》片頭曲）／SCREEN mode
31. ROUGH DIAMONDS（電視動畫《食戟之靈 貳之皿》片頭曲）／SCREEN mode
32. Divine Spell（電視動畫《Regalia 三聖星》片頭曲）／TRUE
33. Clattanoia（電視動畫《Overlord》片頭曲）／OxT
34. STRIDER'S HIGH（電視動畫《疾走王子》片頭曲）／OxT
35. 混合曲：～Resonant Heart（電視動畫《惡魔的謎語》片頭曲、電視動畫《聖戰刻耳柏洛斯》片頭曲）／內田真禮
36. （電視動畫《我，要成為雙馬尾》片頭曲）／內田真禮
37. Beat your Heart（電視動畫《舞武器·舞亂伎》片頭曲）／鈴木木乃美
38. Love is MY RAIL（電視動畫《聖潔天使》片頭曲）／鈴木木乃美
39. Redo（電視動畫《Re:從零開始的異世界生活》片頭曲）／鈴木木乃美
40. Crow Song（電視動畫《Angel Beats!》插曲）／Girls Dead Monster
41. Brave Freak Out（電視動畫《Qualidea Code》片頭曲）／LiSA
42. oath sign（電視動畫《Fate/Zero》片頭曲）／LiSA
43. シルシ（電視動畫《刀劍神域Ⅱ》片尾曲3）／LiSA
44. EN「PASSION RIDERS」（ASL2016主題曲）

8月28日
1. （電視動畫《潮與虎》片頭曲）／筋肉少女帶×angela
2. （電視動畫《潮與虎》片頭曲2）／筋肉少女帶
3. ☆Fallin' LOVE☆（電視動畫《美男高校地球防衛部LOVE！》片頭曲）／地球防衛部
4. ☆LOVE IS POWER☆（電視動畫《美男高校地球防衛部LOVE！LOVE！》片頭曲）／地球防衛部
5. Honey♥Come!!（電視動畫《城下町的蒲公英》片尾曲）／小倉唯
6. （電視動畫《卡片鬥爭!! 先導者G 超越之門篇》片尾曲）／小倉唯
7. courage（電視動畫《刀劍神域Ⅱ》片頭曲2）／戶松遙
8. （電視動畫《鄰座的怪同學》片頭曲）／戶松遙
9. ／飯田穂
10. Melody（電視動畫《境界之輪迴》片頭曲3）／Pile
11. 混合曲：（電視動畫《展開騎士》片尾曲、電視動畫《境界觸發者》主題曲3）／Pile
12. Light for Knight（電視動畫《槍與面具》片頭曲）／三森鈴子
13. ユニバーページ（電視動畫《萌萌侵略者 OUTBREAK COMPANY》片頭曲）／三森鈴子
14. （電視動畫《麵包與和平！》片頭曲）／petit milady
15. azurite（電視動畫《獻給某飛行員的戀歌》片頭曲）／petit milady
16. もってけ!セーラーふく（電視動畫《幸運☆星》片頭曲）／唯夏織×petit milady
17. X-encounter（電視動畫《東京闇鴉》片頭曲）／黑崎真音
18. （電視動畫《灰色的果實》片頭曲）／黑崎真音
19. Z・（電視動畫《機動戰士Z GUNDAM》片頭曲）／鮎川麻彌
20. Patria（電視動畫《Regalia 三聖星》片尾曲）／Minami
21. （電視動畫《刀語》片尾曲）／Minami
22. chase（電視動畫《JoJo的奇妙冒險 不滅鑽石》片頭曲3）／batta
23. Crazy Noisy Bizarre Town（電視動畫《JoJo的奇妙冒險 不滅鑽石》片頭曲1）／THE DU
24. Ring Ring Rainbow!!（電視動畫《城下町的蒲公英》片頭曲）／唯夏織
25. Promise You!!（電視動畫《卡片鬥爭!! 先導者G GIRS危機篇》片尾曲2）／唯夏織
26. whiz（網絡動畫《曆物語》片尾曲）／TrySail
27. High Free Spirits（電視動畫《高校艦隊》片頭曲）／TrySail
28. Brand-new World（電視動畫《學戰都市Asterisk》片頭曲）／西澤幸奏
29. The Asterisk War（電視動畫《學戰都市Asterisk》第二期片頭曲）／西澤幸奏
30. Night Drivin'／小野賢章
31. STORY（電視動畫《幸運邏輯》片頭曲）／小野賢章
32. （電視動畫《魔法少女育成計劃》片頭曲）／沼倉愛美
33. Believe（電視動畫《ONE PIECE》片頭曲2）／沼倉愛美×三森鈴子
34. SAVIOR OF SONG（電視動畫《蒼藍鋼鐵戰艦》片頭曲）／nano
35. Rock on.（劇場版動畫《蒼藍鋼鐵戰艦 -ARS NOVA- DC》主題曲）／nano
36. （電視動畫《夢幻之星Online2》片頭曲）／蒼井翔太
37. （電視動畫《初戀怪獸》片頭曲）／蒼井翔太
38. （電視動畫《落第騎士英雄譚》片尾曲）／ALI PROJECT
39. GEMINI（電視動畫《聖劍使的禁咒詠唱》片頭曲）／ALI PROJECT feat. petit milady
40. （電視動畫《.hack//Roots》片尾曲）／ALI PROJECT
41. DEAD OR ALIVE（電視動畫《蒼穹之戰神 EXODUS》片頭曲2）／angela
42. 混合曲：KINGS～～Peace of mind～Shangri-La～騎士行進曲（電視動畫《K》片頭曲、電視動畫《妄想學生會》片尾曲、電視動畫《蒼穹之戰神－Right of Left》片尾曲、電視動畫《蒼穹之戰神》片頭曲、電視動畫《銀河騎士傳 第九行星戰役》片頭曲）／angela
43. （電視動畫《銀河騎士傳》片頭曲）／angela
44. EN「PASSION RIDERS」（ASL2016主題曲）

## 2017年

### Animelo Summer Live 2017 -THE CARD-
- 舉辦日期：2017年8月25日－8月27日
- 會場：埼玉超級競技場
- 主辦：MAGES.、文化放送
- 協力贊助：ANiUTa、Good Smile Company
- 後援：NBC環球娛樂、KADOKAWA、King Records、GloryHeaven、日本索尼音樂娛樂、DIVE II entertainment、日本哥倫比亞、Flying DOG、武士道、波麗佳音、Lantis、Rokkan Music
- 企劃：AniSummer Project實行委員會
- 協力：埼玉超級競技場、7-Eleven、淘兒唱片、PIA
- 製作協力：Grand Slam

#### 主題曲
「Playing The World」
作詞、作曲：ZAQ，編曲：ZAQ、EFFY
主唱：KISHOW、OxT、DRAMATIC STARS、Minami、三森鈴子、鈴木このみ、春奈るな、Machico、TRUE、茅原實里、南條愛乃、中島愛、Pyxis、羽多野渉、早見沙織

#### 出演者
8月25日
- Aqours
- SOS團
- 大橋彩香
- OxT
- ClariS
- GRANRODEO
- 动物朋友
- 鈴木KONOMI
- 田村由香里
- 茅原實里

- TRUE
- 西澤幸奏
- 早見沙織
- Pyxis
- FLOW
- Machico
- Minami
- motsu
- Roselia from BanG Dream!

8月26日
- IDOLM@STER MILLIONSTARS
（山崎遙、田所梓、Machico、愛美、麻倉桃、雨宮天、伊藤美來、上田麗奈、
木戶衣吹、駒形友梨、諏訪彩花、高橋未奈美、夏川椎菜、村川梨衣、渡部優衣）
- i☆Ris
- 蒼井翔太
- angela
- KiraKira☆光之美少女 A La Mode
（駒形友梨、宮本佳那子、美山加恋、福原遥、村中知、藤田咲、森奈奈子、水瀨祈）
- KING OF PRISM
- 鈴村健一
- sphere
- 茅原實里
- DJ KOO

- 東山奈央
- 中島愛
- 羽多野涉
- 冰川清志
- fhána
- fripSide
- 三森鈴子
- Luce Twinkle Wink☆

8月27日
- IDOLM@STER SideM
- Wake Up, Girls!
- 上坂堇
- 内田真礼
- 奧華子
- 小倉唯
- 黑崎真音
- ZAQ
- SCREEN mode
- TrySail

- 春奈露娜
- B-PROJECT
- 水樹奈奈
- 水瀨祈
- Milky Holmes
- May'n
- LiSA

#### 演唱歌曲一覽
8月25日
1. 晴天愉快（電視動畫《涼宮春日的憂鬱》片尾曲）／SOS團（平野綾、茅原實里、後藤邑子）
2. 歡迎來到加帕利公園（電視動畫《動物朋友》片頭曲）／動物朋友 feat.大石昌良
3. Connect（電視動畫《魔法少女小圓》主題曲）／ClariS
4. （電視動畫《情色漫畫老師》片頭曲）／ClariS
5. FLAWLESS（電視動畫《決鬥大師VSRF》片尾曲）／Pyxis
6. （動畫《庫洛魔法使》第3期片頭曲）／Pyxis
7. （電視動畫《騎士&魔法》片尾曲）／大橋彩香
8. （電視動畫《政宗君的復仇》片頭曲）／大橋彩香
9. fantastic dreamer（電視動畫《為美好的世界獻上祝福！》片頭曲）／Machico
10. TOMORROW（電視動畫《為美好的世界獻上祝福！2》片頭曲）／Machico
11. （電視動畫《吹響吧！上低音號 2》片頭曲）／TRUE
12. BUTTERFLY EFFECTOR（電視動畫《雛邏輯～來自幸運邏輯～》片頭曲）／TRUE
13. DreamRiser（電視動畫《少女與戰車》片頭曲）／Minami×TRUE
14. illuminate（電視動畫《Tales of Zestiria the X》第二季片頭曲）／Minami
15. ZERO!!（電視動畫《打工吧！魔王大人》片頭曲）／Minami
16. （電視動畫《月刊少女野崎君》片頭曲）／OxT
17. Go EXCEED!!（電視動畫《鑽石王牌》片頭曲）／OxT
18. 巴拉萊卡琴（電視動畫《花漾明星》片頭曲2）／田村由香里×OxT
19. （電視動畫《CHAOS;CHILD》片尾曲）／鈴木KONOMI
20. Blow out（電視動畫《不正經的魔術講師與禁忌教典》片頭曲）／鈴木KONOMI
21. This game（電視動畫《NO GAME NO LIFE 遊戲人生》片頭曲）／鈴木KONOMI
22. BLACK SHOUT／Roselia from BanG Dream!
23. LOUDER／Roselia from BanG Dream!
24. Break your fate（遊戲《地下城與勇士》廣告歌曲）／西澤幸奏
25. 歸還（動畫電影《艦隊Collection》主題曲）／西澤幸奏
26. （電視動畫《天元突破 紅蓮螺巖》片頭曲）／西澤幸奏×鈴木KONOMI
27. Installation(Acoustic)／早見沙織
28. （動畫電影《窈窕淑女前編～紅緒，花樣的17歲～》主題曲）／早見沙織
29. （電視動畫《農林》片尾曲）／田村由香里
30. You & Me／田村由香里 feat. motsu & 
31. 青空Jumping Heart（電視動畫《LoveLive! Sunshine!!》片頭曲）／Aqours
32. HAPPY PARTY TRAIN／Aqours
33. 想在AQUARIUM戀愛／Aqours
34. 從訴說夢想到歌唱夢想（電視動畫《LoveLive! Sunshine!!》片尾曲）／Aqours
35. ／茅原實里
36. SELF PRODUCER（電視動畫《就算是哥哥，有愛就沒問題了，對吧》片頭曲）／茅原實里
37. Paradise Lost（電視動畫《食靈-零-》片頭曲）／茅原實里
38. INNOSENSE（電視動畫《Tales of Zestiria the X》第二季片尾曲）／FLOW
39. WORLD END（電視動畫《叛逆的魯魯修 R2》片頭曲2）／FLOW
40. Go!!!（電視動畫《火影忍者》片頭曲4）／FLOW
41. 7 -seven-（電視動畫《七大罪》片尾曲）／FLOW×GRANRODEO
42. Glorious days（動畫電影《黑子的籃球 LAST GAME》主題曲／GRANRODEO
43. move on! （電視動畫《最遊記RELOAD BLAST》片頭曲）／GRANRODEO
44. The Other self（電視動畫《黑子的籃球》第二季片頭曲）／GRANRODEO
45. Playing The World／ASL2017演出者（除平野綾、後藤邑子、ClariS）

8月26日
1. （電視動畫《亞人》第二季片頭曲）／angela×fripSide
2. （電視動畫《蒼穹之戰神 EXODUS》片頭曲）／angela
3. 全力☆Summer!（電視動畫《單蠢女孩》片頭曲）／angela
4. （動畫電影《KING OF PRISM by PrettyRhythm》片尾曲）／KING OF PRISM
5. 混合曲：CRAZY GONNA CRAZY～EZ DO DANCE（動畫電影《KING OF PRISM -PRIDE the HERO-》插曲）／KING OF PRISM feat. DJ KOO
6. go to Romance>>>>>（電視動畫《烏菈菈迷路帖》片尾曲）／Luce Twinkle Wink☆
7. Fight on!（電視動畫《Gamers 電玩咖！》片尾曲）／Luce Twinkle Wink☆
8. §Rainbow（電視動畫《星光少女 彩虹舞台》片尾曲2）／i☆Ris
9. Shining Star（電視動畫《星光樂園》第三季片頭曲3）／i☆Ris
10. （電視動畫《蟲奉行》片尾曲）／i☆Ris
11. You Only Live Once（電視動畫《Yuri!!! on ICE》片尾曲）／YURI!!! on ICE feat. w.hatano
12. （電視動畫《獨佔我的英雄》片頭曲）／羽多野渉
13. （電視動畫《月色真美》片頭曲）／東山奈央
14. （電視動畫《月色真美》片尾曲）／東山奈央
15. TRY UNITE! -extended version-（電視動畫《輪迴的拉格朗日》片頭曲）／中島愛
16. 星間飛行（電視動畫《超時空要塞Frontier》插曲）／中島愛
17. ／三森鈴子
18. （動畫電影《結城友奈是勇者-鷲尾須美之章-》片頭曲）／三森鈴子
19. 混合曲：My Only Place～Super Noisy Nova（電視動畫《神裝少女小纏》片尾曲、《浪漫追星社》片頭曲）／sphere
20. MOON SIGNAL（電視動畫《半妖少女綺麗譚》片頭曲）／sphere
21. HIGH POWERED（電視動畫《侵略！花枝娘》第二季片頭曲）／sphere
22. （電視動畫《KiraKira☆光之美少女 A La Mode》片頭曲）／駒形友梨
23. （電視動畫《KiraKira☆光之美少女 A La Mode》片尾曲2）／宮本佳那子
24. （電視動畫《KiraKira☆光之美少女 A La Mode》片尾曲）／KiraKira☆光之美少女 A La Mode Summer Session
25. HIDE-AND-SEEK（電視動畫《半田君傳說》片尾曲）／鈴村健一
26. SHIPS／鈴村健一
27. 英雄（特攝影集《超人力斯》片頭曲）／鈴村健一×羽多野渉
28. Don't say "lazy"（電視動畫《K-ON！輕音少女》片尾曲）／Minorin×Mimorin（茅原實里×三森鈴子）
29. （電視動畫《初戀怪獸》片尾曲）／蒼井翔太
30. DDD（電視動畫《未來卡片 戰鬥夥伴DDD》片頭曲）／蒼井翔太
31. （電視動畫《有頂天家族2》片尾曲）／fhána
32. Hello!My World!!（電視動畫《騎士&魔法》片頭曲）／fhána
33. （電視動畫《小林家的龍女僕》片頭曲）／fhána
34. （電視動畫《小魔女DoReMi》片頭曲）／sphere×i☆Ris
35. （電視動畫《七龍珠超》片頭曲2）／冰川清志
36. CHA-LA HEAD-CHA-LA（電視動畫《七龍珠Z》片頭曲）／冰川清志
37. Dreaming!／IDOLM@STER MILLIONSTARS
38. 混合曲：PRETTY DREAMER～～Up!10sion♪Pleeeeeeeeease!～Eternal Harmony／IDOLM@STER MILLIONSTARS
39. 混合曲：dear...～～～Shooting Stars／IDOLM@STER MILLIONSTARS
40. Brand New Theater!／IDOLM@STER MILLIONSTARS
41. black bullet（電視動畫《黑色子彈》片頭曲）／fripSide
42. The end of escape（電視動畫《亞人》第二季片頭曲2）／fripSide×angela
43. clockwork planet（電視動畫《時鐘機關之星》片頭曲）／fripSide
44. only my railgun（電視動畫《科學超電磁砲》片頭曲）／fripSide
45. Playing The World／ASL2017演出者

8月27日
1. 混合曲：crossing field～Chase the world（電視動畫《刀劍神域》片頭曲、《加速世界》片頭曲）／LiSA×May'n
2. Inner Urge（電視動畫《下流梗不存在的灰暗世界》片尾曲）／上坂堇
3. （電視動畫《單蠢女孩》片尾曲）／上坂堇
4. Beyond The Dream／IDOLM@STER SideM
5. 混合曲：～HIGH JUMP NO LIMIT～Study Equal Magic!／IDOLM@STER SideM
6. DRIVE A LIVE／IDOLM@STER SideM
7. （電視動畫《不起眼女主角培育法♭》片頭曲）／春奈露娜
8. 混合曲：～（電視動畫《物語系列 第二季》片尾曲、《不起眼女主角培育法》片頭曲）／春奈露娜
9. Starry Wish（電視動畫《ViVid Strike!》片尾曲）／水瀨祈
10. 曖昧模糊（電視動畫《徒然喜歡你》片頭曲）／水瀨祈
11. （電視動畫《清戀》片頭曲）／奧華子
12. （動畫電影《穿越時空的少女》片尾曲）／奧華子
13. Future Strike（電視動畫《ViVid Strike!》片頭曲）／小倉唯
14. 混合曲：～Honey♥Come!!（電視動畫《卡片鬥爭!! 先導者G 超越之門篇》片尾曲、《城下町的蒲公英》片尾曲）／小倉唯
15. Magic∞world（電視動畫《魔法禁書目錄Ⅱ》片尾曲）／黑崎真音
16. VERMILLION（電視動畫《漂流武士》片尾曲）／黑崎真音
17. 混合曲：～～～Pleasure Stride～（電視動畫《未來卡片 戰鬥夥伴100》片尾曲2、《卡片鬥爭!! 先導者》片尾曲4、不適用、《卡片鬥爭!! 先導者G NEXT》片尾曲3、《卡片鬥爭!! 先導者》片尾曲4）／Milky Holmes
18. （電視動畫《偵探歌劇 少女福爾摩斯》片頭曲）／Milky Holmes
19. Last Proof（動畫電影《TRINITY SEVEN -悠久圖書館與鍊金術少女-》主題曲）／ZAQ
20. Alteration（電視動畫《鎖鎖美小姐@不好好努力》片頭曲）／ZAQ
21. Sparkling Daydream（電視動畫《中二病也想談戀愛！》片頭曲）／ZAQ feat. 內田真禮＆上坂堇
22. （遊戲《B-PROJECT 無敵＊危險》主題曲）／B-PROJECT
23. 混合曲：Hungry Wolf～dreaming time／B-PROJECT
24. ／B-PROJECT
25. One In A Billion（電視動畫《異世界食堂》片頭曲）／Wake Up, May'n（Wake Up, Girls!×May'n）
26. （電視動畫《戀愛暴君》片頭曲）／Wake Up, Girls!
27. Beyond the Bottom（動畫電影《Wake Up, Girls！Beyond the Bottom》主題曲／Wake Up, Girls!
28. Reason Living（電視動畫《文豪Stray Dogs》片頭曲2）／SCREEN mode
29. MYSTERIUM（電視動畫《梵諦岡奇蹟調查官》片頭曲）／SCREEN mode
30. （電視動畫《大~集合！小魔女DoReMi》片頭曲）／MILKY mode（Milky Holmes×SCREEN mode）
31. （電視動畫《我，要成為雙馬尾》片頭曲）／內田真禮
32. +INTERSECT+／內田真禮
33. （電視動畫《亞人醬有話要說》片頭曲）／TrySail
34. adrenaline!!!（電視動畫《情色漫畫老師》片尾曲）／TrySail
35. oath sign（電視動畫《Fate/Zero》片頭曲）／LiSA
36. （電視動畫《我的英雄學院》片尾曲3）／LiSA
37. Catch the Moment（動畫電影《刀劍神域劇場版 -序列爭戰-》主題曲）／LiSA
38. Rising Hope（電視動畫《魔法科高中的劣等生》片頭曲）／LiSA
39. TESTAMENT -Aufwachen Form-（電視動畫《戰姬絕唱SYMPHOGEAR AXZ》片頭曲）／水樹奈奈
40. Destiny's Prelude（動畫電影《魔法少女奈葉Reflection》主題曲）／水樹奈奈
41. Invisible Heat（動畫電影《魔法少女奈葉Reflection》插曲）／水樹奈奈
42. UNLIMITED BEAT（遊戲《戰姬絕唱Symphogear XD UNLIMITED》主題曲）／水樹奈奈
43. Playing The World／ASL2017演出者

## 2018年

### Animelo Summer Live 2018 OK!
- 舉辦日期：2018年8月24日－8月26日
- 會場：埼玉超級競技場
- 主辦：MAGES.、文化放送、BS富士
- 協力贊助：ANiUTa、Good Smile Company、LIVE DAM STADIUM
- 後援：愛貝克思娛樂、NBC環球娛樂、KADOKAWA、King Records、ZERO-A、日本索尼音樂娛樂、DIVE II entertainment、東寶映像事業部、日本古倫美亞、萬代南夢宮遊戲、5pb.、Flying DOG、武士道、波麗佳音、Lantis、日本華納家庭娛樂
- 企劃：AniSummer Project實行委員會
- 協力：埼玉超級競技場、7-Eleven、淘兒唱片、PIA
- 製作協力：Grand Slam

#### 主題曲
「Stand by...MUSIC!!!」
作詞：唐澤美帆，作曲、編曲：神前曉
主唱：偶像大師SideM、偶像大師 百萬人演唱會！、亞咲花、伊藤美来、内田彩、內田真禮、大石昌良、GRANRODEO、鈴木KONOMI、鈴木實里、竹達彩奈、TRUE、fhána、悠木碧

#### 出演者
8月24日
- Aqours
- 亞咲花
- 伊藤美来
- 內田彩
- OLDCODEX
- GARNiDELiA
- DearDream
- 春奈露娜
- Poppin'Party
- MYTH & ROID

- 三森鈴子
- 黑崎真音
- 大無限樂團
- 中島愛
- 伊藤香奈子
- Zwei（日语：Zwei）
- 蓮（楠木灯）
- 山崎惠理
- Wake Up, Girls!
- 藍井艾露（神秘嘉賓）

8月25日
- 偶像大師SideM
- 內田真禮
- 大橋彩香
- GRANRODEO
- 竹達彩奈
- 茅原實里
- TRUE
- TrySail
- fhána
- 水瀨祈

- 悠木碧
- 賽馬娘Pretty Derby
- 宮野真守
- Starlight九九組
- Minami
- 山崎遙
- petit milady

8月26日
- 偶像大師 百萬人演唱會！
- I☆Ris
- 蒼井翔太
- 上坂堇
- 大石昌良
- ORESAMA
- ZAQ
- 妹S
- JAM Project
- 鈴木KONOMI

- 鈴木實里
- 早見沙織
- Milky Holmes
- 東山奈央
- 小倉唯
- YURiKA（日语：YURiKA (歌手)）
- OxT
- 麻倉桃
- 雨宮天
- 夏川椎菜

#### 演唱歌曲一覽
8月24日
1. DISCOTHEQUE（電視動畫《十字架與吸血鬼 CAPU2》片頭曲）／三森鈴子×内田彩
2. 流星（電視動畫《刀劍神域外傳Gun Gale Online》片頭曲）／藍井艾露
3. （電視動畫《亞爾斯蘭戰記》片尾曲 ）／藍井艾露
4. SPEED STAR（《劇場版 魔法科高中的劣等生 呼喚繁星的少女》主題曲）／GARNiDELiA
5. Error（電視動畫《沒有心跳的少女 BEATLESS》片頭曲）／GARNiDELiA
6. 你不知道的故事（電視動畫《化物語》片尾曲）／GARNiDELiA×中島愛
7. To see the future（電視動畫《刀劍神域外傳Gun Gale Online》片尾曲）／蓮（楠木灯）
8. Shocking Blue（電視動畫《武裝少女Machiavellianism》片頭曲）／伊藤美來
9. （電視動畫《龍王的工作！》片尾曲）／伊藤美來
10. PLEASURE FLAG（電視動畫《夢幻慶典》片頭曲）／DearDream
11. （電視動畫《夢幻慶典R》片頭曲）／DearDream
12. Open your eyes（電視動畫《超自然9人組》片尾曲）／亞咲花
13. SHINY DAYS（電視動畫《搖曳露營△》片頭曲）／亞咲花
14. Bright way（電視動畫《百鍊霸王與聖約女武神》片頭曲）／内田彩
15. So Happy（電視動畫《你還是不懂群馬》片尾曲）／内田彩、群馬寶寶
16. Starlight（電視動畫《昴宿七星》片尾曲）／山崎惠理
17. （電視動畫《橘子醬男孩》片頭曲）／伊藤美來×山崎惠理
18. ／Poppin'Party
19. （電視動畫《BanG Dream!》片尾曲）／Poppin'Party
20. God knows…（電視動畫《涼宮春日的憂鬱》插曲）／Poppin'Party
21. （電視動畫《命運石之門0》片頭曲）／伊藤香奈子
22. LAST GAME（電視動畫《命運石之門0》片尾曲）／Zwei
23. （電視動畫《命運石之門》片尾曲）／伊藤香奈子×Zwei
24. （劇場版《Macross F 戀離飛翼》主題曲）／中島愛
25. （電視動畫《網路勝利組》片頭曲）／中島愛
26. （電視動畫《搖曳莊的幽奈小姐》片頭曲）／春奈露娜
27. Startear（電視動畫《刀劍神域Ⅱ》片尾曲）／春奈露娜
28. 多愁善感的瞬間（電視動畫《鋼之鍊金術師FA》片尾曲）／黑崎真音×春奈露娜 feat. 大塚紗英&西本梨美 from Poppin'Party
29. décadence --（電視動畫《罪人與龍共舞》片尾曲）／黑崎真音
30. Gravitation（電視動畫《魔法禁書目錄Ⅲ》片頭曲）／黑崎真音
31. （電視動畫《Wake Up, Girls!》插曲）／Wake Up, Girls!
32. Polaris（電視動畫《Wake Up, Girls! 新章》插曲）／Wake Up, Girls!
33. （電視動畫《萌萌侵略者 OUTBREAK COMPANY》片頭曲）／三森鈴子
34. （動作遊戲《無雙OROCHI 蛇魔 3》主題曲）／三森鈴子
35. VORACITY（電視動畫《OVERLORD Ⅲ》片頭曲）／MYTH & ROID
36. HYDRA（電視動畫《OVERLORD Ⅱ》片尾曲）／MYTH & ROID
37. （電視動畫《十二大戰》片尾曲）／大無限樂團
38. （電視動畫《犬夜叉》片尾曲2）／大無限樂團
39. （電視動畫《犬夜叉 完結篇》片頭曲）／大無限樂團
40. 未來的我們早已知曉（電視動畫《LoveLive! Sunshine!!》第二季片頭曲）／Aqours
41. ／Aqours
42. 混合曲：WONDERFUL STORIES～勇氣在哪？在你的內心！（電視動畫《LoveLive! Sunshine!!》第二季插曲、片尾曲）／Aqours
43. Growth Arrow（電視動畫《Butlers～千年百年物語～》片頭曲）／OLDCODEX
44. One Side（劇場版《吸血鬼僕人-Alice in the Garden-》主題曲）／OLDCODEX
45. Heading to Over（電視動畫《Free!-Dive to the Future-》片頭曲）／OLDCODEX
46. WALK（電視動畫《黑子的籃球》第二季片尾曲）／OLDCODEX
47. Stand by...MUSIC!!!／ASL2018演出者

8月25日
1. 混合曲：～曖昧模糊（電視動畫《我，要成為雙馬尾》片頭曲、電視動畫《徒然喜歡你》片頭曲）／內田真禮×水瀨祈
2. 混合曲：～Make Debut！（電視動畫《賽馬娘 Pretty Derby (動畫)》片尾曲、片頭曲）／賽馬娘 Pretty Derby
3. （電視動畫《賽馬娘 Pretty Derby》片尾曲）／賽馬娘 Pretty Derby
4. （電視動畫《粗點心戰爭2》片頭曲）／竹達彩奈
5. （電視動畫《粗點心戰爭》片尾曲）／竹達彩奈
6. （電視動畫《琴之森》片尾曲）／悠木碧
7. （電視動畫《我的女友是個過度認真的處女bitch》片頭曲）／悠木碧
8. （電視動畫《魔法少女網站》片尾曲）／山崎遙
9. Star Divine／Starlight九九組
10. （電視動畫《少女☆歌劇Revue Starlight》片頭曲）／Starlight九九組
11. （電視動畫《櫻花大戰》片頭曲）／Starlight九九組
12. Million Futures（遊戲《乖離性百萬亞瑟王》主題曲）／水瀨祈
13. Starry Wish（電視動畫《ViVid Strike!》片尾曲）／水瀨祈
14. NOISY LOVE POWER☆（電視動畫《魔法少女 我》片頭曲）／大橋彩香
15. YES!!（電視動畫《生存遊戲社》片頭曲）／大橋彩香
16.  ～My Uncompleted Story～（電視動畫《童話魔法使》片頭曲）／fhána
17. Que Sera, Sera（電視動畫《有頂天家族》片尾曲）／fhána
18. 青空のラプソディ（電視動畫《小林家的龍女僕》片頭曲）／fhána
19. WANTED GIRL（電視動畫《時間飛船24 惡黨反擊》片頭曲）／TrySail
20. Truth.（電視動畫《沒有心跳的少女 BEATLESS》片頭曲）／TrySail
21. adrenaline!!!（電視動畫《情色漫畫老師》片尾曲）／TrySail
22. Los! Los! Los!（電視動畫《幼女戰記》片尾曲）／悠木碧（譚雅·提古雷查夫）
23. aventure bleu（電視動畫《酒鬼妹子》片頭曲）／內田真禮
24. Smiling Spiral／內田真禮
25. One Unit（電視動畫《行星與共》片頭曲）／Minami
26. Precious Memories（電視動畫《你所期望的永遠》片頭曲）／Minami
27. Remained dream（電視動畫《驚爆危機！Invisible Victory》片尾曲）／茅原實里
28. （電視動畫《紫羅蘭永恆花園》片尾曲）／茅原實里
29. Sincerely（電視動畫《紫羅蘭永恆花園》片頭曲）／TRUE
30. UNISONIA（電視動畫《BUDDY COMPLEX》片頭曲）／TRUE
31. DREAM SOLISTER（電視動畫《吹響吧！上低音號》片頭曲）／TRUE
32. （電視動畫《昴宿七星》片頭曲）／petit milady
33. （電視動畫《百鍊霸王與聖約女武神》片尾曲）／petit milady
34. （電視動畫《POP TEAM EPIC》插曲）／petit milady
35. JOINT（電視動畫《灼眼的夏娜Ⅱ》片頭曲）／Mimorin×Minorin（三森鈴子×茅原實里）
36. Reason!!（電視動畫《偶像大師SideM》片頭曲）／偶像大師SideM
37. GLORIOUS RO@D（電視動畫《偶像大師SideM》插曲）／偶像大師SideM
38. DRIVE A LIVE（電視動畫《偶像大師SideM》片尾曲）／偶像大師SideM
39. The Birth（劇場版《亞人 -衝戟-》主題曲）／宮野真守
40. SHOUT!（電視動畫《卡片鬥爭!! 先導者G 超越之門篇》片頭曲）／宮野真守
41. （電視動畫《歌之王子殿下 真愛革命》片頭曲）／宮野真守
42. BEASTFUL（電視動畫《刃牙》片尾曲）／GRANRODEO
43. Deadly Drive（劇場版《文豪Stray Dogs DEAD APPLE》片頭曲）／GRANRODEO
44. （電視動畫《機動戰士高達 鐵血的孤兒》第二季片尾曲）／GRANRODEO
45. Punky Funky Love（電視動畫《黑子的籃球》第三季片尾曲）／GRANRODEO
46. Stand by...MUSIC!!!／ASL2018演出者

8月26日
1. ANISAM A GO GO／Milky Holmes×i☆Ris×上坂堇×東山奈央
2. （電視動畫《干物妹！小埋R》片尾曲）／妹S
3. （電視動畫《干物妹！小埋》片頭曲）／妹S
4. （電視動畫《魔法律事務所》片尾曲）／ORESAMA
5. （電視動畫《咕嚕咕嚕魔法陣》片頭曲）／ORESAMA
6. Snow halation／THE MONSTERS
7. Hell Yeah!!／HellShake矢野
8. POP TEAM EPIC（電視動畫《POP TEAM EPIC》片頭曲）／上坂堇
9. （電視動畫《寶石之國》片頭曲）／YURiKA
10. 混合曲：Shiny Ray～MIND CONDUCTOR（電視動畫《小魔女學園》片頭曲）／YURiKA
11. （電視動畫《多田君不戀愛》片頭曲）／大石昌良
12. Jewelry（電視動畫《庫洛魔法使 透明牌篇》片尾曲）／早見沙織
13. （劇場版《窈窕淑女 後篇 ～花之東京大浪漫～》主題曲）／早見沙織
14. True Destiny（電視動畫《鎖鏈戰記 ～赫克瑟塔斯之光～》片尾曲）／東山奈央
15. （電視動畫《妖怪旅館營業中》片頭曲）／東山奈央
16. FEELING AROUND（電視動畫《愛吃拉麵的小泉同學》片頭曲）／鈴木實里
17. （電視動畫《百變小櫻Clear咭》片尾曲）／鈴木實里
18. Catch You Catch Me（電視動畫《百變小櫻Magic咭》片頭曲）／早見沙織×鈴木實里
19. （遊戲《Summer Pockets》主題曲）／鈴木KONOMI
20. （電視動畫《LOST SONG》片頭曲）／鈴木KONOMI
21. （電視動畫《我不受歡迎，怎麼想都是你們的錯！》片頭曲）／鈴木KONOMI
22. （電視動畫《水嫩小嘰!!》片頭曲）／麻倉桃
23. （電視動畫《七大罪 戒律的復活》片尾曲）／雨宮天
24. （電視動畫《水嫩小嘰!!》片尾曲）／夏川椎菜
25. Changing point（電視動畫《魔法少女網站》片頭曲）／i☆Ris
26. 混合曲：Make it!～～Realize!～～～Goin'on～Ready Smile!!～Shining Star～Memorial（電視動畫《星光樂園》第一季片頭曲1—3、第二季片頭曲1—3、第三季片頭曲1及片頭曲3；電視動畫《偶像時間星光樂園》片頭曲3）／i☆Ris
27. Baby Sweet Berry Love（電視動畫《變態王子與不笑貓》片尾曲）／小倉唯
28. 永遠少年（電視動畫《音樂少女》片頭曲）／小倉唯
29. 零／蒼井翔太
30. Eclipse（電視動畫《DEVILSLINE 惡魔戰線》片頭曲）／蒼井翔太
31. （電視動畫《歡迎來到實力至上主義的教室》片頭曲）／ZAQ
32. JOURNEY（劇場版《中二病也想談戀愛！-Take On Me-》片頭曲）／ZAQ
33. （電視動畫《血界戰線》片尾曲）／ZAQ×OxT
34. GO CRY GO（電視動畫《OVERLORDⅡ》片頭曲）／OxT
35. Silent Solitude（電視動畫《OVERLORDⅢ》片尾曲）／OxT
36. Brand New Theater!（遊戲《偶像大師 百萬人演唱會！劇場時光》主題曲）／偶像大師 百萬人演唱會！ MILLION STARS
37. 混合曲：Princess Be Ambitious!!～Angelic Parade♪～FairyTale／偶像大師 百萬人演唱會！ MILLION STARS
38. UNION!!／偶像大師 百萬人演唱會！ MILLION STARS
39. （電視動畫《偵探歌劇 少女福爾摩斯》片頭曲）／Milky Holmes
40. 混合曲：～（遊戲《偵探歌劇 少女福爾摩斯》片頭曲、片尾曲）／Milky Holmes
41. Shining Storm ～～（遊戲《超級機械人大戰OG THE MOON DWELLERS》主題曲）／JAM Project
42. THE HERO !! ～～（電視動畫《一拳超人》片頭曲）／JAM Project
43. 混合曲：VICTORY～GONG～Warriors（遊戲《超級機械人大戰MX》、《第3次超級機械人大戰α 終焉之銀河》、《超級機械人大戰X》主題曲）／JAM Project
44. SKILL（遊戲《第2次超級機械人大戰α》主題曲）
45. Stand by...MUSIC!!!／ASL2018演出者

## 2019年

### Animelo Summer Live 2019 -STORY-
- 舉辦日期：2019年8月30日－9月1日
- 會場：埼玉超級競技場
- 主辦：MAGES.
- 協力贊助：ANiUTa、Good Smile Company、LIVE DAM STADIUM
- 後援：A-Sketch、國王唱片、GloryHeaven、日本索尼音樂娛樂、愛貝克思影業、DMM music、日本古倫美亞、萬代南夢宮遊戲、5pb.Records、Flying DOG、Bushiroad Music、波麗佳音、Lantis
- 企劃：AniSummer Project實行委員會
- 協力：埼玉超級競技場、安利美特、GAMERS Ltd.、LINE門票
- 製作協力：Grand Slam

#### 主題曲
「CROSSING STORIES」
作詞：林英樹，作曲、編曲：佐藤純一（fhána）
主唱：亞咲花、石原夏織、オーイシマサヨシ、ZAQ、鈴木KONOMI、sphere、TRUE、towana（fhána）、幹葉（Spira Spica）、三森鈴子

#### 出演者
8月30日
- i☆Ris
- 石原夏織
- オーイシマサヨシ
- 鈴木KONOMI
- sphere
- fhána
- 三森鈴子
- ReoNa
- Roselia
- 伊藤美來

- 佐咲紗花
- 淵上舞
- 逢田梨香子
- 中島愛
- 公主連結 Re:Dive
（伊藤美來、立花理香、東山奈央、木戶衣吹、小倉唯、大橋彩香、大坪由佳、芹澤優、佳村遙）
- 鈴木雅之
- 動物朋友
- 冰川清志
- 如月千早（今井麻美）（神秘嘉賓）

8月31日
- 偶像大師SideM
- 亞咲花
- 鈴木實里
- 茅原實里
- 寺島拓篤
- TRUE
- TrySail
- 水瀨祈
- Minami
- Aqours

- 大橋彩香
- Starlight九九組
- 畠中祐
- angela
- 北宇治四重奏
（黑澤朋世、朝井彩加、豐田萌繪、安濟知佳）
- RAISE A SUILEN
- 大原由衣子
- 奧井雅美（神秘嘉賓）
- 高木同學 (高橋李依)（神秘嘉賓）
- 弦卷心&米歇爾 form Hello, Happy World![[[Wikipedia:格式手册/链接#章節|錨點失效]]]（神秘嘉賓）
- 結城愛良（神秘嘉賓）

9月1日
- 藍井艾露
- 蒼井翔太
- 內田真禮
- 内田雄馬
- ZAQ
- JAM Project
- Spira Spica
- buzz★Vibes（日语：buzz★Vibes）
- Poppin'Party
- 小倉唯

- OxT
- JUNNA
- 虹咲學園學園偶像同好會
- 上坂堇
- 黑崎真音
- 今井麻美
- ClariS
- 放學後TEA TIME（神秘嘉賓）

#### 演唱歌曲一覽
8月30日
1. Prologue Ⅰ／kevin from fhána feat. MOTSU
2. 歡迎來到加帕利公園（電視動畫《動物朋友》片頭曲）／動物朋友×i☆RiSphere
3. 混合曲：（電視動畫《動物朋友2》片頭曲、遊戲《動物朋友3》主題曲）／動物朋友 with オーイシマサヨシ
4. Shocking Blue（電視動畫《武裝少女Machiavellianism》片頭曲）／伊藤美來
5. （電視動畫《笨拙之極的上野》片頭曲）／伊藤美來 feat. 佐藤純一（fhána）
6. Ray Rule／石原夏織
7. TEMPEST（電視動畫《魔王陛下RETRY！》片頭曲）／石原夏織
8. Grand symphony（劇埸版動畫《少女與戰車－最終章》第1～3話主題曲）／佐咲紗花
9. 混合曲：～High-Flying Future!!（電視動畫《少女與戰車》插曲、印象曲）／佐咲紗花
10. Enter Enter MISSION！（電視動畫《少女與戰車》片尾曲）／佐咲紗花×淵上舞
11. BLACK CAT／淵上舞
12. Lost Princess（遊戲《超異域公主連結 Re:Dive》片頭曲）／Animelo Summer Princess from 超異域公主連結 Re:Dive
13. Connecting Happy!!（遊戲《超異域公主連結 Re:Dive》片尾曲）／Animelo Summer Princess from 超異域公主連結 Re:Dive
14. （電視動畫《龍珠超》片頭曲）／冰川清志
15. TOUGH BOY（電視動畫《北斗神拳》片頭曲）／冰川清志
16. TRY UNITE!（電視動畫《輪迴的拉格朗日》片頭曲）／中島愛×石原夏織
17. ORDINARY LOVE（電視動畫《川柳少女》片尾曲）／逢田梨香子
18.  (M@STER VERSION)／如月千早（今井麻美） feat. 公爵
19. （電視動畫《鑽石王牌》片尾曲）／三森鈴子×オーイシマサヨシ
20. （電視動畫《庭球社》第4期主題曲）／三森鈴子×石原夏織
21. ／芹澤優♡→三森鈴子←♡大坪由佳
22. （電視動畫《萌萌侵略者 OUTBREAK COMPANY》片頭曲）／三森鈴子×淵上舞
23. ／三森鈴子
24. （電視動畫《COP CRAFT》片頭曲）／
25. （電視動畫《多田君不戀愛》片頭曲）／（大橋彩香）
26. forget-me-not（電視動畫《刀劍神域 Alicization》片尾曲）／ReoNa
27. （電視動畫《刀劍神域 Alicization》插曲）／ReoNa
28. 幻想曲WONDERLAND（電視節目《Rank王國》片尾曲）／i☆Ris
29. Endless Notes（電視動畫《格林筆記The Animation》片尾曲）／i☆Ris
30. ☆MAGIC（電視動畫《賢者之孫》片頭曲）／i☆Ris
31. （電視動畫《風夏》片尾曲）／中島愛
32. Bitter Sweet Harmony（電視動畫《春原莊的管理員小姐》片頭曲）／中島愛
33. Love Dramatic（電視動畫《輝夜姬想讓人告白~天才們的戀愛頭腦戰~》片頭曲）／鈴木雅之 feat. sphere
34. 混合曲：／鈴木雅之 feat. sphere
35. 混合曲：LOUDER～BLACK SHOUT／Roselia
36. BRAVE JEWEL（電視動畫《BanG Dream!》第2季片頭曲）／Roselia
37. This game（電視動畫《遊戲人生》片頭曲）／Roselia feat. Konomi Suzuki
38. （電視動畫《YU-NO 在這世界盡頭詠唱愛的少女》片尾曲）／鈴木KONOMI
39. （電視動畫《天空與海洋之間》片尾曲）／鈴木KONOMI
40. DAYS of DASH（電視動畫《櫻花莊的寵物女孩》片尾曲）／鈴木KONOMI
41. divine intervention（電視動畫《魔女的使命》片頭曲）／fhána
42. （電視動畫《小林家的龍女僕》片頭曲）／fhána with anisama friends（逢田梨香子、佐咲紗花、淵上舞、石原夏織、伊藤美来、Animelo Summer Princess from 超異域公主連結 Re:Dive、Roselia、動物朋友、T寶）
43. （電視動畫《動物朋友2》片尾曲）／fhána feat. Gothic×Luck
44. （電視動畫《實況主的逃脫遊戲【直播中】》片尾曲）／fhána
45. MOON SIGNAL（電視動畫片頭曲）／sphere
46. Music Power→!!!!／sphere
47. Now loading...SKY!!（電視動畫《玩伴貓耳娘》片頭曲）／sphere
48. LET・ME・DO!!（電視節目《Sphere Club》主題曲）／sphere
49. CROSSING STORIES／ASL2019演出者

8月31日
1. Prologue Ⅱ／kevin from fhána feat. MOTSU
2. Paradise Lost（電視動畫《食靈-零-》片頭曲）／茅原實里×TRUE
3. 純白Sanctuary（電視動畫《Kiddy Grade 2》主題曲）／茅原實里
4. TERMINATED / （電視動畫《境界線上的地平線》主題曲）／茅原實里
5. not GAM（電視動畫《實況主的逃脫遊戲【直播中】》片頭曲）／畠中祐
6. （電視動畫《魔法小神童加旋》片頭曲）／畠中祐
7. FEELING AROUND（電視動畫《愛吃拉麵的小泉同學》片頭曲）／鈴木實里
8. （電視動畫《魔術學姐》片尾曲）／鈴木實里
9. Nameless Story（電視動畫《關於我轉生變成史萊姆這檔事》片頭曲）／寺島拓篤
10. Buddy, steady, go!（特攝電視劇《超人TAIGA》片頭曲）／寺島拓篤×超人TAIGA
11. UNSTOPPABLE（電視動畫《BanG Dream!》第2季插曲）／RAISE A SUILEN
12. （電視動畫《BanG Dream!》第2季插曲）／弦卷心（伊藤美來）&米歇爾（黑澤朋世）+RAISE A SUILEN
13. （電視動畫《擅長捉弄人的高木同學2》片尾曲）／大原由衣子
14. 搖擺不定的羅曼蒂克（電視動畫《擅長捉弄人的高木同學》插曲）／高木同學（高橋李依） feat. 大原由衣子
15. Next Season（電視動畫《你所期望的永遠～Next Season～》片頭曲）／Minami
16. Crystal Energy（電視動畫《舞-乙HiME》片頭曲2）／Minami
17. 輪舞-revolution（電視動畫《少女革命》片頭曲）／奥井雅美×Minami
18. DRIVE A LIVE／偶像大師SideM
19. 混合曲：LET'S GO!!～RAY OF LIGHT～Legacy of Spirit／偶像大師SideM
20. PRIDE STAR／偶像大師SideM
21. 混合曲：～舞台少女心得／Starlight九九組
22. The Galaxy Express 999（劇場版動畫《銀河鐵道999》主題曲）／Starlight九九組
23. Star Divine／Starlight九九組
24. （電視動畫《YU-NO 在這世界盡頭詠唱愛的少女》片頭曲）／亞咲花
25. SHINY DAYS（電視動畫《搖曳露營△》片頭曲）／亞咲花 feat. 鈴木實里
26. Get Wild（電視動畫《城市獵人》片尾曲）／亞咲花×鈴木實里
27. （電視動畫《只要長得可愛，即使是變態你也喜歡嗎？》片頭曲）／大橋彩香
28. MIRROR HEART（電視動畫《政宗君的復仇》片頭曲）／大橋彩香
29. Another colony（電視動畫《關於我轉生變成史萊姆這檔事》片尾曲）／TRUE
30. Blast!（劇場版動畫《吹響吧！上低音號 ～誓言的終章～》主題曲）／TRUE
31. DREAM SOLISTER（電視動畫《吹響吧！上低音號》片頭曲）／TRUE×北宇治四重奏
32. （電視動畫《吹響吧！上低音號》片尾曲）／北宇治四重奏
33. Violet Snow（電視動畫《紫羅蘭永恆花園》印象曲）／結城愛良
34. （劇場版動畫《紫羅蘭永恆花園 外傳—永遠與自動手記人偶—》片尾曲）／茅原實里
35. Wonder Caravan！（電視動畫《Endro～！》片尾曲）／水瀨祈
36. Ready Steady Go!／水瀨祈
37. TRUST IN ETERNITY（遊戲《Gestalt Odin》主題曲）／水瀨祈
38. THE BEYOND（電視動畫《蒼穹之戰神 THE BEYOND》片頭曲）／angela
39. 混合曲：全力☆Shangri-La～全力☆（全力☆Summer!～Shangri-La～全力☆Summer!～）（電視動畫《單蠢女孩》、《蒼穹之戰神》、《銀河騎士傳》片頭曲）／angela
40. SURVIVE!（劇場版動畫《K SEVEN STORIES》主題曲）／angela
41. High Free Spirits（電視動畫《高校艦隊》片頭曲）／TrySail
42. Sunset カンフー／TrySail
43. adrenaline!!!（電視動畫《情色漫畫老師》片尾曲）／TrySail
44. 我們奔跑而來的道路…（劇場版動畫《Love Live! Sunshine!! 學園偶像電影～彩虹彼端～》片頭曲）／Aqours
45. 青空Jumping Heart（電視動畫《LoveLive! Sunshine!!》片頭曲）／Aqours
46. 思念合而為一吧（電視動畫《LoveLive! Sunshine!!》插曲）／Aqours
47. 勇氣在哪？在你的內心！（電視動畫《LoveLive! Sunshine!!》第2季片尾曲）／Aqours
48. CROSSING STORIES／ASL2019演出者

9月1日
1. Prologue Ⅲ／kevin from fhána feat. MOTSU
2. Preserved Roses（電視動畫《革命機Valvrave》片頭曲）／藍井艾露×蒼井翔太
3. （電視動畫《高達創戰潛行者》片尾曲）／Spira Spica
4. （電視動畫《普通攻擊是全體二連擊，這樣的媽媽你喜歡嗎？》片頭曲）／Spira Spica
5. TOKIMEKI Runners／虹咲學園學園偶像同好會
6. （電視動畫《為什麼老師會在這裡！？》片頭曲）／上坂堇
7. last sparkle（電視動畫《POP TEAM EPIC》片頭曲）／上坂堇
8. 混合曲：SHIORI～CheerS（電視動畫《終物語》第2季片尾曲、《工作細胞》片尾曲）／ClariS
9. secret base ～你給我的東西～（10 years after Ver.）（電視動畫《我們仍未知道那天所看見的花名。》片尾曲）／ClariS
10. （電視動畫《狂賭之淵××》片頭曲）／JUNNA
11. （電視動畫《BEM》片尾曲）／JUNNA
12. Believe in Sky（電視動畫《粉彩回憶》片頭曲）／今井麻美
13. ／今井麻美
14. Speechless（電視動畫《一弦定音！》片尾曲）／内田雄馬
15. Hands（特攝電視劇《超人力霸王R / B》片頭曲）／内田雄馬×OxT
16. （電視動畫《鑽石王牌 actII》片尾曲）／內田真禮
17. youthful beautiful（電視動畫《SSSS.GRIDMAN》片尾曲）／內田真禮
18. ／內田真禮 feat. 上坂堇
19. BRAVER（電視動畫《食戟之靈 餐之皿》片頭曲）／ZAQ
20. （電視動畫《荒野的壽飛行隊》片頭曲）／ZAQ
21. 混合曲：buzz★Parade～／buzz★Vibes
22. 混合曲：EZ DO DANCE～buzz★Parade／buzz★Vibes feat. MOTSU
23. Don't say "lazy"（電視動畫《K-ON!》片尾曲）／放學後TEA TIME
24. GO! GO! MANIAC（電視動畫《K-ON!》片頭曲）／放學後TEA TIME
25. Tread on the Tiger’s Tail（遊戲《超級機器人大戰T》主題曲）／JAM Project
26. （電視動畫《一拳超人》第2季片頭曲）／JAM Project
27. HERO／JAM Project
28. SKILL（遊戲《第2次超級機械人大戰α》主題曲）／JAM Project with MOTSU、ZAQ、今井麻美、buzz★Vibes、OxT、Poppin'Party、Spira Spica、虹咲學園學園偶像同好會、上坂堇、内田雄馬
29. （電視動畫《哈姆太郎》片頭曲）／小倉唯×內田真禮
30. （電視動畫《卡片鬥爭!! 先導者G 超越之門篇》片尾曲）／小倉唯
31. Raise（電視動畫《Campione 弒神者！》片尾曲）／小倉唯
32. ROAR（電視動畫《魔法禁書目錄Ⅲ》片頭曲）／黑崎真音
33. （劇場版動畫《灰色：幻影扳機》片頭曲）／黑崎真音
34. Tone（電視動畫《一弦定音！》片頭曲）／蒼井翔太
35. UNLIMITED／蒼井翔太
36. Clattanoia（電視動畫《OVERLORD》片頭曲）／OxT
37. （電視動畫《鑽石王牌 actII》片尾曲）／OxT
38. UNION（電視動畫《SSSS.GRIDMAN》片頭曲）／OxTxSSSS.GRIDMAN
39. ／Poppin'Party feat. Anisama Band
40. STAR BEAT!～～／Poppin'Party
41. ／Poppin'Party
42. （電視動畫《KILL la KILL》片頭曲）／藍井艾露
43. INNOCENCE（電視動畫《刀劍神域》片頭曲）／藍井艾露
44. （電視動畫《滿月之戰》片頭曲）／藍井艾露
45. IGNITE（電視動畫《刀劍神域II》片頭曲）藍井艾露
46. CROSSING STORIES／ASL2019演出者

## 2020-21年

### Animelo Summer Live 2020-21 -COLORS-
- 舉辦日期：2021年8月27日-29日
- 會場：埼玉超級競技場
- 主辦：多玩國、文化放送
- 協力贊助：DOCOMO動畫商城、ANiUTa、Good Smile Company、MAGES.、金冠堂
- 後援：愛貝克思影業、KADOKAWA、國王唱片、日本索尼音樂娛樂、日本古倫美亞、Flying DOG、Bushiroad Music、波麗佳音、MAGES.、環球音樂集團、Lantis、日本華納家庭娛樂
- 企劃：AniSummer Project實行委員會
- 協力：埼玉超級競技場、安利美特、GAMERS Ltd.、LINE門票
- 製作協力：Grand Slam

#### 主題曲
「なんてカラフルな世界！」
作詞、作曲：大石昌良，編曲：オーイシマサヨシ、Canvas
主唱：オーイシマサヨシ、KISHOW（GRANRODEO）、I☆Ris、亞咲花、雨宮天、東山奈央、幹葉（Spira Spica）、鈴木愛奈、仲村宗悟、伊藤昌弘（Argonavis）

#### 出演者
8月27日
- THE IDOLM@STER 765（中村繪里子、今井麻美、長谷川明子、平田宏美、仁後真耶子、原由實、釘宮理惠)
- I☆Ris
- 藍井艾露
- ASCA
- 石原夏織
- 大橋彩香
- 岡崎體育
- 岸田教團&THE明星Rockets
- 無限開關
- Spira Spica
- 高橋洋子
- DIALOGUE+
- 富田美憂
- 西川貴教
- Happy Around! from D4DJ
- Peaky P-key from D4DJ
- Photon Maiden from D4DJ
- WANDS
- MOTSU（特別嘉賓）
- 佐藤純一（fhána）（特別嘉賓）
- ピアニート公爵（特別嘉賓）

8月28日
- 亞咲花
- Argonavis from BanG Dream!
- GYROAXIA
- angela
- 井口裕香
- オーイシマサヨシ
- 大黑摩季
- 鬼頭明里
- GRANRODEO
- 栗林美奈實
- 鈴木愛奈
- 鈴木雅之
- 鈴木愛理
- Starlight九九組
- 東山奈央
- TrySail
- halca
- 富永TOMMY弘明（特別嘉賓）

8月29日
- Assault Lily 【一柳隊】（赤尾光、夏吉優子、井澤美香子、西本里美、紡木吏佐、岩田陽葵、星守紗凪、遠野光、高橋花林）
- 雨宮天
- 伊藤美來
- 內田真禮
- 楠木燈
- SHOW BY ROCK!!
- 鈴木KONOMI
- 鈴木實里
- TRUE
- 仲村宗悟
- 早見沙織
- 森口博子
- RAISE A SUILEN
- ReoNa
- fhána
- スーパーちょろゴンず（桑原由氣、長繩麻理亞 、高田憂希、髙橋ミナミ、嶺内智美）（特別嘉賓）
- NAOTO（特別嘉賓）
- 酒井ミキオ（特別嘉賓）
- Healer Girls（礒部花凜、熊田茜音、堀内まり菜、吉武千颯）（特別嘉賓）
- オーイシマサヨシ（特別嘉賓）

#### 演唱歌曲一覽
8月27日
1. 魂のルフラン（《新世紀福音戰士劇場版：死與新生》主題曲）/ 高橋洋子
2. 残酷な天使のテーゼ（電視動畫《新世紀福音戰士》片頭曲）/ 高橋洋子
3. Photon Melodies / Photon Maiden（D4DJ　イメージソング）
4. 電乱★カウントダウン / Peaky P-key（D4DJ　イメージソング）
5. ぐるぐるDJ TURN!!  / Happy Around!（D4DJ First Mix OP）
6. CYBER CYBER / D4DJ feat. MOTSU
7. Broken Sky（電視動畫《無能力者娜娜》片頭曲）/ 富田美憂
8. COLORS / 富田美憂＆大橋彩香
9. 混合曲：はじめてのかくめい！・人生イージー？（電視動畫《超人高中生們即便在異世界也能從容生存！》片頭曲、電視動畫《弱角友崎同學》片頭曲）/ DIALOGUE＋
10. おもいでしりとり（電視動畫《刮掉鬍子的我與撿到的女高中生》片頭曲）/ DIALOGUE＋
11. Plastic Smile（電視動畫《刮掉鬍子的我與撿到的女高中生》片尾曲）/ 石原夏織 feat. 佐藤純一(fhána)
12. Against.（電視動畫《這是妳與我的最後戰場，或是開創世界的聖戰》片頭曲）/ 石原夏織
13. リライズ（電視動畫《鋼彈創鬥者 潛網大戰Re:RISE》片頭曲）/ Spira Spica
14. ピラミッド大逆転（電視動畫《只有我能進入的隱藏迷宮》片頭曲）/ Spira Spica
15. RESISTER（電視動畫《刀劍神域》片頭曲）/ ASCA
16. Howling（電視動畫《魔法科高中的劣等生 來訪者篇》片頭曲） / ASCA
17. ゴールデンタイムラバー（電視動畫《鋼之鍊金術師 BROTHERHOOD》片頭曲）/ 無限開關
18. ボクノート（《大雄的恐龍2006》主題曲）/ 無限開關
19. 全力少年 / 無限開關
20. 約束（電視動畫《偶像大師》插入曲）/ THE IDOLM@STER 765 feat. ピアニート公爵
21. キラメキラリ / THE IDOLM@STER 765 feat. 山崎淳
22. Colorful Days (M@STER VERSION 12 Colors) / THE IDOLM@STER 765 feat. ヒロムーチョ
23. M@STERPIECE / 765プロオールスターズ feat. ANISAMA BAND
24. nameless story（電視動畫《科學超電磁砲T》片尾曲）/ 岸田教團&THE明星Rockets
25. GATE〜それは暁のように〜（電視動畫《GATE 奇幻自衛隊》片頭曲）/ 岸田教團&THE明星Rockets
26. HIGHSCHOOL OF THE DEAD（電視動畫《學園默示錄》片頭曲）/ 岸田教團&THE明星Rockets
27. FANTASTIC ILLUSION（電視動畫《魔術學姐》片頭曲）/ i☆Ris
28. ウルトラリラックス（電視動畫《玩偶遊戲》片頭曲）/ i☆Ris×幹葉 feat. 犬寄しのぶ（高木美佑）
29. アルティメット☆MAGIC / i☆Ris
30. START DASH / 大橋彩香
31. にゃんだーわんだーデイズ / 大橋彩香
32. ワガママMIRROR HEART / 大橋彩香
33. 感情のピクセル / 岡崎体育
34. ポーズ（電視動畫《精靈寶可夢 太陽&月亮》片尾曲）/ 岡崎體育
35. キミの冒険（電視動畫《精靈寶可夢 太陽&月亮》片頭曲）/ 岡崎體育
36. Bright Burning Shout（電視動畫《Fate/EXTRA Last Encore》片頭曲）/ 西川貴教
37. Eden through the rough（電視動畫《EDENS ZERO》片頭曲）/ 西川貴教
38. 天秤-Libra-（電視動畫《白貓 Project ZERO CHRONICLE》片頭曲）/ 西川貴教＆ASCA
39. 鼓動（電視動畫《BACK ARROW》片頭曲）/ 藍井艾露
40. アトック（電視動畫《BLUE REFLECTION：澪》片頭曲）/ 藍井艾露
41. 星が降るユメ（電視動畫《Fate/Grand Order -絕對魔獸戰線巴比倫尼亞-》片尾曲）/ 藍井艾露
42. 流星（電視動畫《刀劍神域外傳 Gun Gale Online》片頭曲）/ 藍井艾露
43. なんてカラフルな世界！ / ASL2021演出者（高橋洋子、無限開關 除外）

8月28日
1. 紅蓮華（電視動畫《鬼滅之刃》片頭曲）/ GRANRODEO＆栗林美奈實
2. 情熱は覚えている（電視動畫《刃牙》片頭曲）/ GRANRODEO
3. セツナの愛（電視動畫《文豪Stray Dogs》片頭曲）/ GRANRODEO
4. MANIFESTO  / GYROAXIA
5. LIAR  / GYROAXIA
6. 渡月橋 ～君想ふ～（《名偵探柯南：唐紅的戀歌》主題曲）/ 鈴木愛奈
7. ヒカリイロの歌（電視動畫《奇幻☆怪盜？》片尾曲）/ 鈴木愛奈
8. No Continue（電視動畫《急戰5秒殊死鬥》片頭曲）// 鬼頭明里
9. Tiny Light（電視動畫《地縛少年花子君》片尾曲）/ 鬼頭明里
10. over and over（電視動畫《在地下城尋求邂逅是否搞錯了什麼Ⅲ》片頭曲）/ 井口裕香
11. 白金ディスコ（電視動畫《偽物語》片頭曲）/ 井口裕香
12. キミがいたしるし（電視動畫《BORUTO-火影新世代-NARUTO NEXT GENERATIONS-》片尾曲）/ halca
13. 時としてバイオレンス（電視動畫《小邪神飛踢》片頭曲）/ halca feat. 邪神ちゃん（鈴木愛奈）
14. 星がはじまる（電視動畫《ARGONAVIS from BanG Dream!》片頭曲）/ Argonavis
15. STARTING OVER（電視動畫《ARGONAVIS from BanG Dream!》插入曲）/ Argonavis feat. 旭 那由多（小笠原仁） from GYROAXIA
16. I believe what you said（電視動畫《暮蟬悲鳴時業》片頭曲）/ 亜咲花
17. Seize The Day（電視動畫《搖曳露營△ 第二季》片頭曲）/ 亞咲花
18. SHINY DAYS（電視動畫《搖曳露營△ 第一季》片頭曲）/ 亜咲花△東山奈央
19. 恋愛♡ライダー（電視動畫《守護甜心！》片尾曲）/ 鈴木愛理
20. DADDY ! DADDY ! DO !（電視動畫《輝夜姬想讓人告白～天才們的戀愛頭腦戰～》片頭曲）/ 鈴木雅之 feat. 鈴木愛理
21. ロンリー・チャップリン/ 鈴木雅之 feat. 鈴木愛理
22. 歩いていこう！（電視動畫《戀愛中的小行星》片頭曲）/ 東山奈央
23. エブリデイワールド（電視動畫《果然我的青春戀愛喜劇搞錯了。續》片尾曲）/ 由比濱結衣（東山奈央）
24. ZERO!!/ 栗林美奈實＆佐佐木千穂（東山奈央）
25. お願いマッスル（電視動畫《流汗吧！健身少女》片頭曲）/ 吉娜·波特（東山奈央）&奏流院朱美（雨宮天） feat. 鈴木愛理
26. 再生讃美曲（《少女☆歌劇 Revue Starlight Rondo Rondo Rondo》主題曲）/ Starlight九九組
27. 私たちはもう舞台の上（《少女☆歌劇 Revue Starlight》主題曲）/ Starlight九九組
28. 薔薇は美しく散る（電視動畫《凡爾賽玫瑰》片頭曲）/ Starlight九九組
29. Anything Goes!（電視動畫《假面騎士OOO》片頭曲）/ 大黒摩季 feat. 富永TOMMY弘明
30. あなただけ見つめてる（電視動畫《灌籃高手》片尾曲）/ 大黒摩季＆GRANRODEO
31. ら・ら・ら（《味いちもんめ》主題曲）/ 大黒摩季 with 鈴木雅之 feat. Starlight九九組
32. 残酷な夢と眠れ（電視動畫《回復術士的重啟人生》片頭曲）/ 栗林美奈實
33. Just the truth（劇場版《Fate/kaleid liner 魔法少女☆伊莉雅 Licht 無名的少女》主題曲）/ 栗林美奈實
34. 誰が為に愛は鳴る（電視動畫《SD Gundam World Heroes》片頭曲）/ TrySail
35. Free Turn（《劇場版 高校艦隊》主題曲）/ TrySail
36. adrenaline!!! / TrySail
37. インパーフェクト（電視動畫《SSSS.DYNAZENON》片頭曲）/ オーイシマサヨシ
38. ロールプレイング（電視動畫《龍先生，想要買個家。》片頭曲）/ オーイシマサヨシ
39. 英雄の歌（劇場版《モンスターストライク THE MOVIE ルシファー 絶望の夜明け》主題曲）/ オーイシマサヨシ
40. シドニア / angela
41. 叫べ（電視動畫《蒼穹之戰神 THE BEYOND》片頭曲）/ angela
42. アンダンテに恋をして！（電視動畫《轉生成女性向遊戲只有毀滅END的壞人大小姐X》片頭曲）/ angela
43. 乙女のルートはひとつじゃない！（電視動畫《轉生成女性向遊戲只有毀滅END的壞人大小姐》片頭曲）/ angela
44. なんてカラフルな世界！ / ASL2021演出者（鈴木雅之 除外）

8月29日
1. あんなに一緒だったのに / 森口博子＆TRUE＆鈴木KONOMI feat. NAOTO
2. Here comes The SUN（電視動畫《廚病激發BOY》片尾曲）/ 仲村宗悟
3. 壊れた世界の秒針は（電視動畫《RE-MAIN》片尾曲）/ 仲村宗悟
4. 移動手段はバイクです（電視動畫《SHOW BY ROCK!!活力棉花糖!!》插入曲）/ DOKONJOFINGER
5. キミのラプソディー（電視動畫《SHOW BY ROCK!!活力棉花糖!!》片尾曲）/ Mashumairesh!!
6. エールアンドレスポンス（電視動畫《SHOW BY ROCK!!SHOW BY ROCK!! STARS!!》片尾曲）/ Mashumairesh!!
7. アノカナタリウム（電視動畫《SHOW BY ROCK!!SHOW BY ROCK!! STARS!!》插入曲）/ SHOW BY ROCK!!
8. Plunderer（電視動畫《掠奪者》片頭曲）/ 伊藤美来
9. No.6（電視動畫《戰鬥員派遣中！》片頭曲）/ 伊藤美来
10. ハミダシモノ（電視動畫《魔王學院的不適任者～史上最強的魔王始祖，轉生就讀子孫們的學校～》片尾曲）/ 楠木燈
11. 航海の唄（電視動畫《我的英雄學院》片尾曲）/ 楠木燈
12. 星をあつめて（《劇場版 SHIROBAKO》主題曲）/ fhána
13. 愛のシュプリーム！（電視動畫《小林家的龍女僕S》片頭曲）/ fhána feat. スーパーちょろゴンず
14. 青空のラプソディ / fhána feat. スーパーちょろゴンず
15. 君を見つめて -The time I'm seeing you- / 森口博子 feat. ヒロムーチョ
16. 一千万年銀河（電視動畫《機動戰士鋼彈ZZ》片尾曲）/ 森口博子 feat. 今井隼
17. ETERNAL WIND ～ほほえみは光る風の中～ / 森口博子 feat. NAOTO&酒井ミキオ with Healer Girls
18. 君の手を離さない（電視動畫《突擊莉莉 Bouquet》插入曲）/ Assault Lily ［一柳隊］
19. GROWING*（電視動畫《突擊莉莉 Bouquet》片尾曲）/ Assault Lily ［一柳隊with 一柳結梨（伊藤美来）］
20. Edel Lilie（電視動畫《突擊莉莉 Bouquet》片尾曲）/ Assault Lily ［一柳隊］
21. Sacred world（電視動畫《突擊莉莉 Bouquet》片頭曲）/ RAISE A SUILEN
22. R·I·O·T（電視動畫《BanG Dream! 2nd Season》插入曲）/ RAISE A SUILEN
23. EXPOSE ‘Burn out!!!’（電視動畫《BanG Dream! 3rd Season》插入曲）/ RAISE A SUILEN
24. 永遠のAria（電視動畫《七大罪 憤怒的審判》片頭曲）/ 雨宮天
25. PARADOX（電視動畫《理科生墜入情網，故嘗試證明。》片頭曲）/ 雨宮天
26. エフェメラをあつめて（電視動畫《小書痴的下剋上》片尾曲）/ 鈴木實里
27. サイハテ（電視動畫《海賊王女》片尾曲）/ 鈴木實里
28. やさしい希望 / 早見沙織
29. Awake / 早見沙織
30. youthful beautiful / 內田真禮
31. ストロボメモリー（電視動畫《SSSS.DYNAZENON》片尾曲）/ 內田真禮
32. 君のせい（電視動畫《青春豬頭少年不會夢到懷夢美少女》片頭曲）/ 內田真禮＆雨宮天
33. ないない（電視動畫《影宅》片尾曲）/ ReoNa
34. 生命線（遊戲《月姫 -A piece of blue glass moon-》主題曲）/ ReoNa
35. ANIMA（電視動畫《刀劍神域 Alicization War of Underworld》片頭曲）/ ReoNa
36. Absolute Soul / 鈴木KONOMI＆Raychell
37. Realize（電視動畫《Re:從零開始的異世界生活》片頭曲）/ 鈴木KONOMI
38. Missing Promise（電視動畫《暮蟬悲鳴時卒》片頭曲）/ 鈴木KONOMI
39. Bursty Greedy Spider（電視動畫《轉生成蜘蛛又怎樣！》片頭曲）/ 鈴木KONOMI
40. Storyteller（電視動畫《關於我轉生變成史萊姆這檔事》片頭曲）/ TRUE
41. WILL（《紫羅蘭永恆花園電影版》主題曲）/ TRUE
42. Another colony（電視動畫《關於我轉生變成史萊姆這檔事》片尾曲）/ TRUE
43. サウンドスケープ（電視動畫《吹響吧！上低音號 2期》片頭曲）/ TRUE
44. なんてカラフルな世界！feat. オーイシマサヨシ / ASL2021演出者

## 2022年

### Animelo Summer Live 2022 -Sparkle-
- 舉辦日期：2022年8月26日－8月28日
- 會場：埼玉超級競技場
- 主辦：多玩國.、文化放送、BS11
- 協力贊助：DOCOMO動畫商城、Lumica、MAGES.（日语：MAGES.）、D4DJ、merchan.jp、マンガート ビームス、LIVE DAM Ai、日清咖哩飯
- 後援：UP-FRONT WORKS、愛貝克思影業、NBC環球娛樂、KADOKAWA、國王唱片、Cygames、日本索尼音樂娛樂、DONUTS、日本古倫美亞、Being、Flying DOG、Bushiroad Music、Project IDOLY PRIDE、波麗佳音、MAGES.、環球音樂集團、Lantis
- 企劃：AniSummer Project實行委員會
- 協力：埼玉超級競技場、安利美特、SEVEN-ELEVEN JAPAN、pia（日语：ぴあ）

#### 主題曲
「Sparkle」
作詞：中村彼方
主唱：愛美、伊藤美来、小笠原仁(GYROAXIA)、梶原岳人、鈴木愛理、DIALOGUE+、TrySail、仲村宗悟、花澤香菜、halca

#### 出演者
8月26日
- 愛美
- 亞咲花
- ASCA
- オーイシマサヨシ
- 大西亞玖璃
- 齊藤朱夏
- 鈴木愛理
- 鈴木KONOMI
- CHiCO with HoneyWorks
- 月のテンペスト
- サニーピース

- 東山奈央
- TRUE
- 中島由貴
- 仲村宗悟
- Merm4id
- RAISE A SUILEN
- 燐舞曲
- m.c.A・T（神秘嘉賓）
- ましろ（進藤天音）＆瑠唯（Ayasa） from Morfonica（神秘嘉賓）
- Ayasa（神秘嘉賓）

8月27日
- 藍井艾露
- 雨宮天
- angela
- 石原夏織
- 伊藤美来
- 賽馬娘 Pretty Derby
（Lynn、大橋彩香、德井青空、咲咲木瞳、遠野光、のぐちゆり、
山根綺、花井美春、立花日菜、矢野妃菜喜、中村カンナ、小倉唯）
- 大橋彩香
- 梶原岳人
- GRANRODEO

- ZAQ
- Spira Spica
- DIALOGUE+
- FLOW
- MADKID
- ReoNa
- RAB（REAL AKIBA BOYZ（日语：リアルアキバボーイズ））
- 豐田萌繪（神秘嘉賓）
- 馬蒂·弗里德曼（神秘嘉賓）
- 明坂聰美（神秘嘉賓）

8月28日
- i☆Ris
- ARCANA PROJECT（日语：ARCANA PROJECT）
- 内田真礼
- 内田雄馬
- 大黒摩季
- saji
- GYROAXIA
- 鈴木愛奈
- 鈴木實里
- 777☆SISTERS
（篠田南、高田憂希、加隈亜衣、中島唯、井澤詩織、清水彩香、
道井悠、今井麻夏、大西沙織、中村櫻、高井舞香、桑原由氣）

- 4U（長繩麻理亞、吉岡茉祐、山下麻美）
- KARAKURI（秋奈）
- TrySail
- 花澤香菜
- halca
- やなぎなぎ
- WANDS
- 松平健（神秘嘉賓）

### 演唱歌曲一覽
8月26日
1. Now or Never!（特攝網路劇《超級銀河格鬥》主題曲）/ 鈴木KONOMI×オーイシマサヨシ×仲村宗悟
2. SUNNY PEACE HARMONY（電視動畫《IDOLY PRIDE》插曲）/ サニーピース
3. 月下儚美（電視動畫《IDOLY PRIDE》插曲）/ 月のテンペスト
4. song for you（電視動畫《IDOLY PRIDE》片尾曲）/ 長瀬琴乃(橘美來)
5. サヨナラから始まる物語（電視動畫《IDOLY PRIDE》插曲）/ IDOLY PRIDE feat. オーイシマサヨシ
6. BLACK LOTUS（電視動畫《D_CIDE TRAUMEREI THE ANIMATION》片尾曲）/ 燐舞曲
7. unravel（電視動畫《東京喰種》片頭曲）/ 燐舞曲
8. Elder flower（電視動畫《精靈幻想記》片尾曲）/ 大西亞玖璃
9. ジェリーフィッシュな君へ（電視動畫《這個僧侶有夠煩》片頭曲）/ 大西亞玖璃
10. Route BLUE（電視動畫《式守同學不只可愛而已》片尾曲）/ 中島由貴
11. 混合曲：Floor Killer～Bomb A Head! Anisama Remix（電視動畫《D4DJ First Mix》插曲、電視劇《天上天下》片頭曲）/ Merm4id feat. m.c.A・T
12. FAKE OFF 電視動畫《D4DJ Double Mix》主題曲）/ Merm4id×燐舞曲
13. 流転（電視動畫《最遊記RELOAD -ZEROIN-》片尾曲）/ 仲村宗悟
14. JUMP（電視動畫《花樣滑冰Stars》片尾曲）/ 仲村宗悟
15. 群青インフィニティ / 東山奈央
16. Growing（電視動畫《勇者辭職不幹了～下個職場是魔王城～》片尾曲）/ 東山奈央
17. パパパ（電視動畫《喜歡本大爺的竟然就妳一個？》片頭曲）/ 齊藤朱夏
18. 大きな愛でもてなして（電視動畫《花漾明星KIRARIN》片尾曲）/ 鈴木愛理
19. ハートはお手上げ（電視動畫《輝夜姬想讓人告白～天才們的戀愛頭腦戰～ 》第3季片尾曲）/ 鈴木愛理
20. MY BOY（電視動畫《守護甜心》片尾曲）/ 鈴木愛理×愛美×中島由貴
21. DRIVE US CRAZY（劇場版動畫《BanG Dream! Poppin'Dream!》插曲）/ RAISE A SUILEN
22. Repaint（遊戲《NJPW Strong Spirits》合作曲）/ RAISE A SUILEN
23. UNSTOPPABLE（電視動畫《卡片戰鬥先導者（2018）》片尾曲、電視動畫《BanG Dream! 2nd Season》插曲）/ RAISE A SUILEN feat. ましろ(進藤天音)&瑠唯(Ayasa) from Morfonica
24. ヒミツ恋ゴコロ（電視動畫《出租女友》第2季片頭曲）/ CHiCO with HoneyWorks
25. 世界は恋に落ちている（電視動畫《閃爍的青春》片頭曲）/ CHiCO with HoneyWorks
26. プライド革命（電視動畫《銀魂》片頭曲）/ CHiCO with HoneyWorks×亞咲花
27. カザニア（電視動畫《現實主義勇者的王國重建記》片尾曲）/ 愛美
28. LIGHTS（電視動畫《現實主義勇者的王國重建記》片尾曲）/ 愛美
29. de messiah（電視動畫《勇者辭職不幹了～下個職場是魔王城～》片尾曲）/ 東山奈央
30. CHAIN（電視動畫《達爾文遊戲》片頭曲）/ ASCA
31. 君が見た夢の物語（電視動畫《艾梅洛閣下II世事件簿-魔眼蒐集列車 Grace note-》特別篇片尾曲）/ ASCA
32. 僕たちの行方（電視動畫《機動戰士鋼彈SEED DESTINY》第3季片頭曲）/ ASCA×鈴木KONOMI
33. 夏夢ノイジー（電視動畫《夏日時光》片頭曲）/ 亞咲花
34. Ready Set Go!!（電視動畫《自稱賢者弟子的賢者》片頭曲）/ 亞咲花
35. Sun Is Coming Up（劇場版動畫《電影版 搖曳露營△》片頭曲）/ 亞咲花
36. 君じゃなきゃダメみたい（電視動畫《月刊少女野崎同學》片頭曲）/ オーイシマサヨシ
37. 打上花火（劇場版動畫《煙花》主題曲）/ オーイシマサヨシ×鈴木愛理
38. UNION（電視動畫《SSSS.GRIDMAN》片頭曲）/  OxTRUE( OxT、TRUE)
39. Happy encount（電視動畫《里亞德錄大地》片頭曲）/ TRUE feat. Ayasa
40. 飛竜の騎士（電視動畫《最弱無敗神裝機龍》片頭曲/ TRUE
41. Divine Spell（電視動畫《雷加利亞三聖星》片頭曲/ TRUE
42. UNISONIA（電視動畫《BUDDY COMPLEX》片頭曲/ TRUE
43. Theater of Life（電視動畫《DECA-DENCE》片頭曲）/ 鈴木このみ
44. 命の灯火（電視動畫《狂熱深淵》片頭曲）/ 鈴木KONOMI
45. This game（電視動畫《NO GAME NO LIFE 遊戲人生》片頭曲）/ 鈴木KONOMI
46. DAYS of DASH（電視動畫《櫻花莊的寵物女孩》片尾曲）/ 鈴木KONOMI
47. Sparkle / ASL2022演出者

8月27日
1. SKILL（遊戲《第2次超級機器人大戰α》主題曲）/ FLOW×GRANRODEO×angela
2. RISE（電視動畫《盾之勇者成名錄》片頭曲）/ MADKID
3. Bring Back（電視動畫《盾之勇者成名錄》第2季片頭曲）/ MADKID
4. 混合曲：恋は世界定理と共に ～ 僕らが愚かだなんて誰が言った（電視動畫《愛在征服世界後》片尾曲、電視動畫《骸骨騎士大人異世界冒險中》片尾曲）/ DIALOGUE+
5. デネブとスピカ（電視動畫《繼母的拖油瓶是我的前女友》片頭曲）/ DIALOGUE+
6. A Walk（電視動畫《黑色五葉草》片尾曲）/ 梶原岳人
7. 色違いの糸束（電視動畫《ORIENT 東方少年淡路島激闘編》片尾曲）/ 梶原岳人
8. サヨナラナミダ -piano ver.-（電視動畫《戰翼的希格德莉法》片尾曲）/ 幹葉(Spira Spica) feat. 重永亮介
9. 燦々デイズ（電視動畫《戀上換裝娃娃》片頭曲）/ Spira Spica
10. STUDY×STUDY（電視動畫《惡魔高校D×D》片尾曲）/ StylipS(小倉唯×石原夏織×豊田萌繪×伊藤美来)
11. 混合曲：MIRACLE RUSH ～ Choose me♡ダーリン（電視動畫《天才麻將少女 阿知賀篇 episode of side-A》片頭曲、電視動畫《其中1個是妹妹！》片頭曲）/ StylipS
12. 奏(かなで)（電視動畫《一週的朋友。》片尾曲）/ 雨宮天
13. フリイジア（電視動畫《天官賜福》日本版片尾曲）/ 雨宮天
14. Love-Evidence（電視動畫《理科生墜入情網，故嘗試證明。r=1-sinθ》片頭曲）/ 雨宮天
15. 花ハ踊レヤいろはにほ（電視動畫《花舞少女》片頭曲）/ DIALOGUE+
16. ダイスキ。（電視動畫《只要長得可愛，即使是變態你也喜歡嗎？》片頭曲）/ 大橋彩香
17. HOWL / 大橋彩香
18. Be My Friend!!!（電視動畫《史上最強大魔王轉生為村民A》片頭曲）/ 大橋彩香 feat. マーティ・フリードマン
19. JUST COMMUNICATION（電視動畫《新機動戰記鋼彈W》片頭曲）/ angela
20. 混合曲：蒼い春 ～ 全力☆Summer! ～ キラキラ-go-round（電視動畫《妄想學生會》片尾曲、電視動畫《單蠢女孩》片頭曲、動畫電影《迷你裙宇宙海賊ABYSS OF HYPERSPACE-亞空の深淵-》主題曲）/ angela
21. KINGS（電視動畫《K》片頭曲）/ angela
22. GIRLS' LEGEND U（遊戲《賽馬娘 Pretty Derby》主題曲）/ 賽馬娘 Pretty Derby
23. We are DREAMERS!!（遊戲《賽馬娘 Pretty Derby》一周年紀念曲）/ 賽馬娘 Pretty Derby
24. うまぴょい伝説（電視動畫《賽馬娘 Pretty Derby》片尾曲）/ 賽馬娘 Pretty Derby
25. Cherish（電視動畫《社畜想被幼女幽靈療癒。》片尾曲）/ 石原夏織
26. 夢想的クロニクル（電視動畫《異世界藥局》片尾曲）/ 石原夏織
27. Abracada-Boo（電視動畫《金裝的維爾梅～瀕臨留級的學生與最強災害掉入魔法世界～》片尾曲）/ 石原夏織
28. 青100色（電視動畫《古見同學是溝通魯蛇。》片尾曲）/ 伊藤美来
29. all yours / 伊藤美来
30. PHOENIX PRAYER（電視動畫《Code Geass 反叛的魯路修》15周年重播版片頭曲）/ 藍井艾露
31. HELLO HELLO HELLO（電視動畫《杜鵑婚約》片尾曲）/ 藍井艾露
32. MEMORIA（電視動畫《Fate/Zero》片尾曲）/ 藍井艾露
33. ANIMA（電視動畫《刀劍神域 Alicization War of Underworld》片頭曲）/ ReoNa
34. Rea(s)oN（電視動畫《刀劍神域外傳 Gun Gale Online》插曲）/ ReoNa
35. シャル・ウィ・ダンス？（電視動畫《SHADOWS HOUSE-影宅-》第2季片尾曲）/ ReoNa feat. RAB
36. ASEED（電視動畫《BLACK★ROCK SHOOTER》片頭曲）/ ZAQ
37. Dance In The Game（電視動畫《歡迎來到實力至上主義的教室》第2季片頭曲）/ ZAQ
38. Sparkling Daydream（電視動畫《中二病也想談戀愛！》片頭曲）/ ZAQ feat. スピラ・スピカ
39. カミモホトケモ電視動畫《最遊記RELOAD -ZEROIN-》片頭曲）/ GRANRODEO
40. Treasure Pleasure（電視動畫《範馬刃牙》片頭曲）/ GRANRODEO feat. FIRE HORNS
41. Can Do（電視動畫《影子籃球員》片頭曲）/ GRANRODEO
42. COLORS（電視動畫《Code Geass 反叛的魯路修》片頭曲）/ FLOW
43. DICE（電視動畫《Code Geass 反叛的魯路修》15周年重播版片頭曲）/ FLOW
44. GO!!!（電視動畫《火影忍者》片頭曲）/ FLOW feat. MADKID&RAB
45. GOLD（電視動畫《BORUTO-火影新世代-NARUTO NEXT GENERATIONS-》片頭曲）/ FLOW with アニサマフレンズ
46. Sparkle / ASL2022演出者

8月28日
1. 太陽曰く燃えよカオス（電視動畫《襲來！美少女邪神》主題曲）/ Nyai☆Ris(鈴木愛奈×i☆Ris)
2. とめどない潮騒に僕たちは何を歌うだろうか（電視動畫《白沙的Aquatope》片頭曲）/ ARCANA PROJECT
3. たゆたえ、七色（電視動畫《白沙的Aquatope》片頭曲）/ ARCANA PROJECT
4. AMATERRAS（遊戲《東京 7th Sisters》樂曲）/ KARAKURI
5. 混合曲：メロディーフラッグ ～ LOVE AND DEVIL（遊戲《東京 7th Sisters》樂曲）/ 4U
6. FUNBARE☆RUNNER（遊戲《東京 7th Sisters》樂曲）/ 777☆SISTERS
7. Departures -あしたの歌-（遊戲《東京 7th Sisters》樂曲）/ 東京 7th Sisters
8. Reverse-Rebirth（電視動畫《逆轉世界的電池少女》片尾曲）/ 鈴木愛奈
9. Endless Pain（遊戲《N-INNOCENCE- (エヌ・イノセンス)》主題曲）/ 鈴木愛奈
10. あれこれドラスティック（電視動畫《邪神與廚二病少女X》片頭曲）/ halca&鈴木愛奈
11. センチメンタルクライシス（電視動畫《輝夜姬想讓人告白～天才們的戀愛頭腦戰～》片尾曲）/ halca
12. 告白バンジージャンプ（電視動畫《出租女友》片尾曲）/ halca
13. 明日の空へ -Album ver.-（電視動畫《籃球少年王》插曲）/ saji
14. 星のオーケストラ（電視動畫《歌劇少女！！》片頭曲）/ saji
15. Wherever（電視動畫《黑之召喚士》片尾曲）/ 鈴木みのり
16. BROKEN IDENTITY（電視動畫《勇者辭職不幹了～下個職場是魔王城～》片頭曲）/ 鈴木みのり
17. エフェメラをあつめて（電視動畫《小書痴的下剋上：為了成為圖書管理員不擇手段！》片尾曲）/ 鈴木みのり×やなぎなぎ
18. Summer Dude/ i☆Ris
19. ドリームパレード（電視動畫《星光樂園》第2季片頭曲）/ i☆Ris
20. チキチキバンバン（電視動畫《派對咖孔明》片頭曲）/ i☆Ris feat. PROPS
21. Queens Bluff（電視動畫《狂賭之淵雙》片尾曲）/ i☆Ris
22. マツケンサンバⅡ(Summer Sparkle ver.)/ 松平健&まあや姫 feat. i☆Ris with 腰元ダンサーズ&アニサマフレンズ
23. 火花散ル（劇場版動畫《劇場版ARGONAVIS 流星的伴奏》片尾曲）/ GYROAXIA
24. 慟哭ノ雨（電視動畫《戀愛天使安琪莉可》片頭曲）/ GYROAXIA
25. DANCING PARANOIA / GYROAXIA
26. 駆け引きはポーカーフェイス（電視動畫《即使如此依舊步步進逼》片頭曲）/ 花澤香菜
27. 恋愛サーキュレーション（電視動畫《化物語》片頭曲）/ 花澤香菜
28. SHINOBI-NAI（電視節目《Love music》片頭曲）/ 花澤香菜
29. Before I Rise（遊戲《緋染天空 Heaven Burns Red》主題曲）/ やなぎなぎ
30. 春擬き（電視動畫《果然我的青春戀愛喜劇搞錯了。續》片頭曲）/ やなぎなぎ
31. メルト 10th ANNIVERSARY MIX / やなぎなぎ
32. SPARKLE（電視動畫《名偵探柯南》片頭曲）/ 大黒摩季
33. SHAKE！SHAKE！SHAKE！（電視動畫《怪病醫拉姆尼》片頭曲）/ 内田雄馬
34. Comin' Back（電視動畫《灼熱卡巴迪》片頭曲）/ 内田雄馬
35. Over（電視動畫《籃球少年王》片尾曲）/ 内田雄馬&saji
36. 聴こえる？（電視動畫《社畜想被幼女幽靈療癒。》片尾曲）/ 内田真礼
37. ギミー！レボリューション（電視動畫《我，要成為雙馬尾》片頭曲）/ 内田真礼
38. 真っ赤なLip電視動畫《名偵探柯南》片頭曲）/ WANDS
39. 錆びついたマシンガンで今を撃ち抜こう（電視動畫《七龍珠GT》片尾曲）/ WANDS
40. 世界が終るまでは…（電視動畫《灌篮高手》片尾曲）/ WANDS feat. 大黒摩季
41. High Free Spirits（電視動畫《高校艦隊》片頭曲）/ TrySail
42. はなれない距離（電視動畫《不會拿捏距離的阿波連同學》片頭曲）/ TrySail
43. Youthful Dreamer（電視動畫《電波教師》片頭曲）/ TrySail
44. adrenaline!!!（電視動畫《情色漫畫老師》片尾曲）/ TrySail
45. Sparkle / ASL2022演出者

## 2023年

### Animelo Summer Live 2023 AXEL
- 舉辦日期：2023年8月25日－8月27日
- 會場：埼玉超級競技場
- 主辦：多玩國.、文化放送、BS11
- 協力贊助：DOCOMO動畫商城、Lumica、MAGES.（日语：MAGES.）、VANTAN、LIVE DAM AiR、新日本プロテイン
- 後援：愛貝克思影業、NBC環球娛樂、KADOKAWA、國王唱片、日本索尼音樂娛樂、日本古倫美亞、Flying DOG、Bushiroad Music、波麗佳音、Marvelous、Lantis
- 企劃：AniSummer Project實行委員會
- 協力：埼玉超級競技場、安利美特、SEVEN-ELEVEN JAPAN、pia（日语：ぴあ）

#### 主題曲
「heartbeat-axelator」
作詞、作曲：草野華余子，編曲：堀江晶太
主唱：相羽愛奈（Roselia）、愛美、雨宮天、オーイシマサヨシ、梶原岳人（Paradox Live）、鈴木KONOMI、TRUE、三森鈴子、勇-YOU-(SCREEN mode)、YOU-TA(MADKID)、ReoNa

#### 出演者
8月25日
- 蒼井翔太
- 麻倉桃
- 遠藤正明
- 大橋彩香
- OxT
- GRANRODEO
- Cö shu Nie
- 島津亞矢
- SCREEN mode
- TRUE

- なすお☆
- harmoe
- Who-ya Extended
- 三森鈴子
- Liyuu
- Liella!（伊達小百合、Liyuu、岬奈子、Payton尚未、青山渚、鈴原希實、藪島朱音、大熊和奏、繪森彩）
- ReoNa
- Roselia
- 神秘之吻（三森鈴子、小泉萌香、村上真夏）（神秘嘉賓）

8月26日
- 愛美
- angela
- 石原夏織
- 上坂堇
- 岡咲美保
- ClariS
- 鈴木愛奈
- Starlight九九組
- ChouCho
- TrySail
- 中島由貴

- 仲村宗悟
- Hero Girls！“夏季”天空！光之美少女（石井亞實、吉武千颯（日语：吉武千颯）、關根明良、加隈亞衣、北川理恵（日语：北川理恵）、Machico）
- Machico
- MADKID
- 松本梨香
- Morfonica
- Lyrical Lily
- Rainy。
- グレート-O-カーン（神秘嘉賓）
- TM NETWORK（神秘嘉賓）

8月27日
- ASCA
- 雨宮天
- 伊藤美來
- 內田真禮
- 内田雄馬
- オーイシマサヨシ
- 小倉唯
- GARNiDELiA
- saji
- 鈴木KONOMI

- 芹澤優
- DIALOGUE+
- 東山奈央
- 虹咲學園學園偶像同好會（大西亞玖璃、相良茉優、鬼頭明里、指出毬亞、田中千惠美、法元明菜）
- 花澤香菜
- halca
- Paradox Live（梶原岳人、96猫、竹内良太、寺島惇太、小林裕介、豊永利行、近藤孝行、矢野獎吾）
- MyGO!!!!!
- スペシャルユニット・マサヨシがめがねを忘れた(小村くんと三重さんとオーイシマサヨシ)
- MOTSU
- RO-KYU-BU!（花澤香菜、井口裕香、日笠陽子、日高里菜、小倉唯）（神秘嘉賓）
- 蠟梅學園中等部1年3組（村上真夏、雨宮天、鬼頭明里、若山詩音）（神秘嘉賓）

### 演唱歌曲一覽
8月25日
1. Independence（電視動畫《刀劍神域外傳 Gun Gale Online插曲》）/ ReoNa×TRUE
2. Love is a potion（電視動畫《靠著魔法藥水在異世界活下去！》片尾曲）/ harmoe
3. ふたりピノキオ（電視動畫《繼母的拖油瓶是我的前女友》片尾曲）/ harmoe
4. bloomin'（電視動畫《打工吧！魔王大人》第二季片尾曲）/ Liyuu
5. ピンキーフック（電視動畫《女朋友 and 女朋友》片尾曲）/ 麻倉桃
6. 花に赤い糸（劇場版動畫《喜歡上你的那瞬間。～告白實行委員會～》插曲）/ 麻倉桃
7. バグちゃん（電視動畫《聖者無雙～上班族的異世界生存之道～》片頭曲）/ なすお☆
8. ハニージェットコースター（電視動畫《式守同學不只可愛而已》片頭曲）/ なすお☆
9. 新時代（東映系劇場版動畫《ONE PIECE FILM RED》片頭主題曲・劇中歌）/ 島津亜矢×湊友希那
10. I CAN'T DO ANYTHING -宇宙よ-（《動畫機動戰士鋼彈 THE ORIGIN V》主題曲）/ AYA
11. 勇者王誕生!（電視動畫《勇者王》片頭曲）/ 遠藤正明×島津亞矢
12. ご唱和ください 我の名を！（特攝電視劇《超人力霸王Z》片頭曲）/ 遠藤正明
13. TRUE STORY（電視動畫《文豪Stray Dogs》第四季片頭曲）/ SCREEN mode
14. Wake up Decker!（特攝電視劇《超人力霸王德卡》片頭曲）/ SCREEN mode feat. ウルトラマンデッカー
15. Second Sparkle（編號專輯《Second Sparkle》收錄曲）/ Liella!
16. ビタミンSUMMER！（電視動畫《Love Live! Superstar!!》第二季第六話插曲）/ Liella!
17. bullet（電視動畫《PSYCHO-PASS心靈判官3》片尾曲）/ Cö shu Nie
18. asphyxia（電視動畫《東京喰種:re》第二季片頭曲）/ Cö shu Nie
19. give it back（電視動畫《咒術迴戰》第二季片尾曲）/ Cö shu Nie
20. Weaker（刀劍神域活動主題曲）/ ReoNa
21. VITA（遊戲《SWORD ART ONLINE Last Recollection》主題曲）/ ReoNa
22. ANIMA（電視動畫《刀劍神域 Alicization War of Underworld》後半片尾曲）/ ReoNa
23. CHAINSAW BLOOD（電視動畫《鏈鋸人》第一話片尾曲）/ GRANRODEO×蒼井翔太
24. ゼロステップ（電視動畫《黑子的籃球》十周年紀念曲）/ GRANRODEO
25. 鉄の檻（電視動畫《文豪野犬》第五季片頭曲）/ GRANRODEO
26. modern strange cowboy（電視動畫《超能力大戰》片頭曲）/ GRANRODEO
27. Q-vism（電視動畫《PSYCHO-PASS心靈判官 3》片頭曲）/ Who-ya Extended
28. VIVID VICE（電視動畫《咒術迴戰》第一季後半片頭曲）/ Who-ya Extended
29. ドキドキトキドキトキメキス♡（3rd專輯「Toyful Basket」收錄曲）/ 三森鈴子×麻倉桃
30. 会いたいよ...会いたいよ！（1st單曲）/ 三森鈴子 feat. 大橋彩香＆太田雅友
31. シュガーレス・キッス ミステリーキッス～超常恋現象（電視動畫《奇巧計程車》片尾曲、電視動畫《奇巧計程車》插曲）/ 神秘之吻
32. HIGHEST（電視動畫《我想成為影之強者！》片頭曲）/ OxT
33. HOLLOW HUNGER（電視動畫《OVERLORD IV》片頭曲）/ OxT
34. Cry Baby（電視動畫《東京卍復仇者》第一季片頭曲）/ SCREEN mode
35. PSYCHO:LOGY（電視動畫《POP TEAM EPIC》第二季片頭曲）/ 蒼井翔太
36. give me ♡ me（電視動畫《轉生成女性向遊戲只有毀滅 END 的壞人大小姐 X》片尾曲）/ 蒼井翔太
37. Please, please!（電視動畫《政宗君的復仇R》片頭曲）/ 大橋彩香
38. MASK 大橋彩香（3rd專輯「WINGS」收錄曲）/ feat. 飯塚昌明
39. ワガママMIRROR HEART（電視動畫《政宗君的復仇》片頭曲）/ 大橋彩香
40. BUTTERFLY EFFECTOR（電視動畫《幸運邏輯》片頭曲）/ TRUE
41. Divine Spell（電視動畫《雷加利亞三聖星》片頭曲）/ TRUE
42. アンサンブル（特別篇動畫《吹響吧！上低音號 合奏團競賽篇》主題曲）/ TRUE
43. ROZEN HORIZON（迷你專輯「ROZEN HORIZON」收錄曲）/ Roselia
44. R（劇場版動畫《BanG Dream! FILM LIVE 2nd Stage》插入曲）/ Roselia
45. ZEAL of proud（電視動畫《卡片戰鬥!! 先導者 overDress》片頭曲）/ Roselia
46. FIRE BIRD（電視動畫《BanG Dream! 2nd Season》片頭曲）/ Roselia
47. heartbeat-axelator / ASL2023出演者

8月26日
1. 全力☆adrenaline!!!!!（電視動畫《單蠢女孩》片頭曲、電視動畫《情色漫畫老師》片尾曲）/ angela×TrySail
2. Maihime（電視動畫《D4DJ All Mix》片頭曲）/ Lyrical Lily
3. 混合曲　/ Lyrical Lily
  1. ギミー！レボリューション（電視動畫《我，要成為雙馬尾》片頭曲）
  2. ぼなぺてぃーと♡Ｓ（電視動畫《調教咖啡廳》片頭曲）
  3. ふ・れ・ん・ど・し・た・い（電視動畫《學園孤島》片頭曲）
  4. タッチ（電視動畫《TOUCH 鄰家女孩》片頭曲）
  5. 人間合格!!!!（專輯「Lyrical Anthology」收錄曲）

4. A NEW DAY（電視動畫《聖者無雙～上班族的異世界生存之道～》片尾曲）/ 中島由貴
5. 霞の向こうへ（電視動畫《哥布林殺手》第二期片尾曲）/ 中島由貴
6. オトメロディー（電視動畫《我愛美樂蒂》片頭曲）/ 中島由貴×岡咲美保
7. インフィニット（電視動畫《Extreme Hearts》片頭曲）/ 岡咲美保
8. ひろがるスカイ！プリキュア ～Hero Girls～（電視動畫《開闊天空！光之美少女》片頭曲）/ 石井あみ
9. Dear Shine Sky（電視動畫《開闊天空！光之美少女》片尾曲）/ 吉武千颯
10. 混合曲
  1. ヒーリングっど♥プリキュア Touch!!（電視動畫《元氣魔法♥光之美少女》片頭曲）/ 北川理恵
  2. Viva! Spark!トロピカル（電視動畫《熱情閃耀！光之美少女》片頭曲）/ Machico with 北川理恵
  3. ジュ！プリキュア～Cheers！デリシャスパーティ♡プリキュア（電視動畫《美味Party♡光之美少女》片頭曲）/ Machico

11. ヒロガリズム（電視動畫《開闊天空！光之美少女》片尾曲）/ Hero Girls！“サマー”スカイ！プリキュア
12. ...and Rescue Me（電視動畫《名偵探柯南》片尾曲）/ Rainy。
13. Never Say Goodbye（劇場版動畫《少女與戰車最終章》第4話—第6話片頭曲）/ ChouCho
14. 優しさの理由（電視動畫《冰菓》片頭曲）/ ChouCho
15. Paraglider（電視動畫《滿懷美夢的少年是現實主義者》片頭曲）/ 石原夏織
16. Blooming Flower（1st單曲）/ 石原夏織
17. RISE（電視動畫《盾之勇者成名錄》片頭曲）/ MADKID
18. SIN（電視動畫《盾之勇者成名錄 Season 3》片頭曲）/ MADKID
19. Daylight -デイライト-（電視動畫《BanG Dream! FILM LIVE 2nd Stage》片頭曲）/ Morfonica
20. flame of hope～誓いのWingbeat（2nd單曲「ブルームブルーム」C/W曲、1st專輯「QUINTET」C/W曲收錄曲）/ Morfonica
21. ごまかし（電視動畫《魔法紀錄 魔法少女小圓外傳》片頭曲）/ TrySail
22. Follow You！（電視動畫《異世界一擊殺姊姊 ～姊姊同伴的異世界生活開始了～》片頭曲）/ TrySail
23. 華麗ワンターン（電視動畫《異世界一擊殺姊姊 ～姊姊同伴的異世界生活開始了～》片頭曲）/ TrySail
24. Get Wild（電視動畫《城市獵人》片尾曲）/ TM NETWORK
25. Whatever Comes（劇場版動畫《劇場版城市獵人 天使之淚》片頭曲）/ TM NETWORK
26. 七つの海よりキミの海（電視動畫《人魚又上鉤》片頭曲）/ 上坂堇
27. Inner Urge（電視動畫《下流梗不存在的灰暗世界》片尾曲）/ 上坂堇
28. EASY LOVE（電視動畫《不要欺負我，長瀞同學》片頭曲）/ 上坂堇
29. コイセカイ（電視動畫《白聖女與黑牧師》片頭曲）/ ClariS
30. ALIVE（電視動畫《Lycoris Recoil 莉可麗絲》片頭曲）/ ClariS
31. MAGICAL DESTROYER（電視動畫《魔法少女毀滅者》片頭曲）/ 愛美 with MADKID vs. グレート-O-カーン
32. 煩悩☆パラダイス（電視動畫《妙廟美少女》片頭曲）/ 愛美
33. STAY FREE（電視動畫《為美好的世界獻上爆焰！》片頭曲）/ Machico
34. WINNER（電視動畫《藍色監獄》片尾曲）/ 仲村宗悟
35. fist of hope（特攝劇《超人力霸王雷古洛斯》主題曲）/ 仲村宗悟
36. imitation（2nd單曲「カラフル」收錄曲）/ 仲村宗悟
37. Dash and Go!（電視動畫《機戰少女Alice Expansion》片頭曲）/ 鈴木愛奈
38. ヒカリイロの歌（電視動畫《奇幻☆怪盜？》片尾曲）/ 鈴木愛奈
39. めざせポケモンマスター -20th Anniversary-（劇場版動畫《劇場版 精靈寶可夢 就決定是你了！》片頭曲）/ 松本梨香
40. タイプ:ワイルド（電視動畫《精靈寶可夢 太陽&月亮》片頭曲）/ 松本梨香 with アニサマフレンズ
41. Star Divine（電視動畫《少女☆歌劇 Revue Starlight 》劇中曲）/ Starlight九九組
42. Polestar（「少女☆歌劇 レヴュースタァライト」best專輯收錄曲）/ Starlight九九組
43. Moon Revenge（劇場版動畫《劇場版美少女戰士R》片尾曲）/ Starlight九九組
44. AYAKASHI（電視動畫《AYAKA -綾島奇譚-》片頭曲）/ angela
45. 混合曲 / angela
  1. ECONNECTION（電視動畫《最強陰陽師的異世界轉生記》片頭曲）
  2. ANGEL（電視動畫《核爆末世錄》片頭曲）
  3. 僕じゃない（電視動畫《革命機Valvrave》片尾曲）

46. 明日へのbrilliant road（電視動畫《宇宙學園》片頭曲）/ angela
47. Shangri-La（電視動畫《蒼穹之戰神》片頭曲）/ angela
48. heartbeat-axelator / アニサマ2023出演アーティスト DAY2

8月27日
1. SHOOT!（電視動畫《蘿球社！》片頭曲）/ RO-KYU-BU!
2. Rolling! Rolling!（電視動畫《蘿球社！SS》片尾曲）/ RO-KYU-BU!
3. 最悪な日でもあなたが好き。（電視動畫《異世界魔王與召喚少女的奴隸魔術》片尾曲）/ 芹澤優
4. JUNGLE FIRE（電視動畫《MF GHOST 燃油車鬥魂》片頭曲）/ 芹澤優 feat. MOTSU
5. ダイアローグ＋インビテーション！（1st單曲「はじめてのかくめい！」C/W曲）/ DIALOGUE＋
6. にゃんぼりーdeモッフィー!!（電視動畫《可愛過頭大危機》片尾曲）/ DIALOGUE＋
7. 僕らが愚かだなんて誰が言った（電視動畫《骸骨騎士大人異世界冒險中》片尾曲）/ DIALOGUE＋
8. Shocking Blue（電視動畫《武裝少女Machiavellianism》片頭曲）/ 伊藤美來
9. 点と線（電視動畫《星靈感應》片頭曲）/ 伊藤美來
10. door（電視動畫《銀砂糖師與黑妖精》片尾曲）/ 東山奈央
11. センチメートル（電視動畫《出租女友》片頭曲）/ 東山奈央×halca
12. Error（電視動畫《BEATLESS》片頭曲）/ GARNiDELiA feat. 東山奈央
13. 幻愛遊戯（電視動畫《我家師傅沒有尾巴》片頭曲）/ GARNiDELiA
14. Get it（Paradox Live Stage Battle "DESIRE"）/ cozmez
15. G△L△XY∞（Paradox Live Road to Legend Round2 "WILL"）/ BAE
16. 混合曲
  1. ROWDIEZ -悪漢奴等 Wanted Vibes-（Paradox Live Stage Battle "VIBES"）/ 惡漢奴等
  2. Hit em up（Paradox Live Road to Legend Round1 "RAGE"）/ cozmez
  3. Shooting Arrows（Paradox Live Road to Legend Round1 "FATE"）/ The Cat's Whiskers
  4. BaNG!!!（Paradox Live Opening Show）/ BAE

17. メガネゴーラウンド（電視動畫《我喜歡的女孩忘記戴眼鏡》片尾曲）/ マサヨシがめがねを忘れた(小村くんと三重さんとオーイシマサヨシ)
18. 灯日（電視動畫《朋友遊戲》片尾曲）/ saji
19. フラッシュバック（電視動畫《AYAKA -綾島奇譚-》片尾曲）/ saji
20. 創傷イノセンス（電視動畫《惡魔的謎語》片頭曲）/ 内田真禮
21. youthful beautiful（電視動畫《SSSS.GRIDMAN》片尾曲）/ 内田真禮 feat. オーイシマサヨシ
22. ラウドヘイラー（電視動畫《冰劍的魔術師將要統一世界》片尾曲）/ 内田真禮
23. わちゅごなどぅー（電視動畫《Love Live！虹咲學園 學園偶像同好會 短篇動畫》片尾曲）/ 虹咲學園學園偶像同好會
24. Just Believe!!!（3rd專輯『Just Believe!!!』收錄曲）/ 虹咲學園學園偶像同好會
25. 誰彼スクランブル（電視動畫《契約之吻》片頭曲）/ halca
26. 恋愛ミリフィルム（電視動畫《出租女友》第三期片頭曲）/ halca feat. 雨宮天＆東山奈央＆芹澤優
27. 混合曲 / MyGO!!!!!
  1. 無路矢（數位單曲）
  2. 影色舞（數位單曲）

28. 潜在表明（數位單曲）
29. 壱雫空（3rd單曲「壱雫空」收錄曲）
30. Raise（電視動畫《弒神者！》片尾曲）/ 小倉唯
31. 秘密♡Melody（電視動畫《百合是我的工作！》片頭曲）/ 小倉唯
32. はじまりのセツナ（電視動畫《明日同學的水手服》片頭曲）/ 蠟梅學園中等部1年3組
33. ドラマチックじゃなくても（電視動畫《久保同學不放過我》片頭曲）/ 花澤香菜
34. 灰色（電視動畫《黑暗集會》片尾曲）/ 花澤香菜
35. リンネ（電視動畫《EDENS ZERO》第二期片尾曲）/ ASCA
36. Howling（電視動畫《魔法科高中的劣等生來訪者篇》片頭曲）/ ASCA
37. 混合曲 / 内田雄馬
  1. SHAKE！SHAKE！SHAKE！（電視動畫《怪病醫拉姆尼》片頭曲）
  2. Happy-go-Journey（電視動畫《擁有超常技能的異世界流浪美食家》片尾曲）

38. Over（電視動畫《籃球少年王》片尾曲）/ 内田雄馬
39. TRIGGER（EP單曲「雨宮天作品集１-導火線-」收錄曲）/ 雨宮天
40. Skyreach（電視動畫《斬！赤紅之瞳》片頭曲）/ 雨宮天
41. Love? Reason why!!（電視動畫《戀愛Flops》片頭曲）/ 鈴木KONOMI
42. Bursty Greedy Spider（電視動畫《轉生成蜘蛛又怎樣！》片頭曲）/ 鈴木KONOMI
43. Redo（電視動畫《Re:從零開始的異世界生活》片頭曲）/ 鈴木KONOMI
44. ギフト（電視動畫《關於我在無意間被隔壁的天使變成廢柴這件事》片頭曲）/ オーイシマサヨシ feat. ウーリャ
45. 君じゃなきゃダメみたい（電視動畫《月刊少女野崎同學》片頭曲）/ オーイシマサヨシ
46. サインはB -アイ Solo Ver.-（オーイシ仮歌）（電視動畫《【我推的孩子】》劇中歌）/ オーイシマサヨシ
47. uni-verse（劇場版動畫《GRIDMAN UNIVERSE》片頭曲）/ オーイシマサヨシ
48. なんてカラフルな世界！（Animelo Summer Live2021 -COLORS-主題曲）/ オーイシマサヨシ with アニサマフレンズ
49. heartbeat-axelator　/ アニサマ2023出演アーティスト DAY3

## 2024年

### Animelo Summer Live 2024 -Stargazer-
- 舉辦日期：2024年8月30日－9月1日
- 會場：埼玉超級競技場
- 主辦：多玩國、文化放送
- 協力贊助：DOCOMO動畫商城、エルフィン、VANTAN、ABEMA、MAGES.、Lumica
- 後援：A-Sketch、愛貝克思影業 、NBC環球娛樂、KADOKAWA、Key Sounds Label、GLEAN、Cygames RECORDS、三麗鷗、日本索尼音樂娛樂、日本古倫美亞、Bushiroad、Flying DOG、波麗佳音、HoriPro International、MAGES.、MENT RECORDING、Lantis、日本華納兄弟
- 企劃：AniSummer Project實行委員會
- 協力：埼玉超級競技場、安利美特、SEVEN-ELEVEN JAPAN、pia

#### 主題曲
「Stargazer」
作詞：織田あすか（Elements Garden）
作曲・編曲：藤田淳平（Elements Garden）／菊田大介（Elements Garden）
主唱：ASCA、伊東健人、上杉真央・阿部壽世（fripSide），内田真禮、大橋彩香、梶原岳人・島﨑信長・武内駿輔（FRAGARIA MEMORIES）、楠木燈、She is Legend（XAI・鈴木このみ）、芹澤優、茅原實里、早見沙織、Who-ya（Who-ya Extended）、羊宮妃那（MyGO!!!!!）

#### 出演者
8月30日
- i☆Ris
- Ave Mujica
- ASCA
- 伊東健人
- Aimer
- 大石昌良
- 大橋彩香
- 北谷洋
- 楠木燈

- She is Legend
- 電波組.inc
- TOGENASHI TOGEARI
- FIELD OF VIEW
- Who-ya Extended
- MindaRyn
- Machico
- 宮田俊哉
- UniteUp!
（戶谷菊之介、山口諒太郎、平井亞門，助川真蔵、森蔭晨之介、
坂田隆一郎，masa、下前祐貴、馬越琢己）

8月31日
- 愛美
- 伊藤美來
- 內田真禮
- 岡咲美保
- 小倉唯
- カノエラナ
- GRANRODEO
- 鈴木KONOMI
- 芹澤優 feat. MOTSU
- 太陽と踊れ月夜に唄え

- 土岐隼一
- TrySail
- 蓮之空女學院學園偶像俱樂部
- 早見沙織
- 早見沙織feat. HoneyWorks
- 平野綾
- FRAGARIA MEMORIES
（梶原岳人、林勇、寺島拓篤、土岐隼一、日向朔公、仲村宗悟、島﨑信長、坂田将吾、千葉翔也、
三上瑛士、榊原優希、徳留慎乃佑、武內駿輔、小笠原仁、畠中祐、松岡洋平、町本成史）
- MyGO!!!!!
- MASOCHISTIC ONO BAND

9月1日
- 偶像大師 閃耀色彩
（関根瞳、峯田茉優、黑木穗乃香、前川涼子、芝崎典子、
和久井優、土屋李央、田嶌紗蘭、岡咲美保）
- 蒼井翔太
- 亞咲花
- 内田雄馬
- 北宇治四重奏（黑澤朋世、朝井彩加、豐田萌繪、安濟知佳）
- ZAQ
- 邪神★ガールズ生贄SUMMER
（鈴木愛奈、大森日雅、久保田未夢、小見川千明、
小坂井祐莉繪、佐佐木李子、飯田里穂、花井美春）
- 鈴木愛奈
- 茅原實里

- 東山奈央
- TRUE
- 南條愛乃
- 花澤香菜
- B小町（伊駒百合繪、潘惠美、大久保瑠美）
- fripSide
- Bravern（鈴村健一）
- 勇·碧＆路易斯·史密斯（鈴木崚汰、阿座上洋平）
- ReoNa

### 演唱歌曲一覽
8月30日
1. 勇気100％（電視動畫《忍者亂太郎》片頭曲）/ 宮田俊哉×大石昌良×伊東健人 with UniteUp!
2. Unite up!（電視動畫《UniteUp! 眾星齊聚》片頭曲）/ UniteUp!
3. ユメノトビラ（電視動畫《UniteUp! 眾星齊聚》第十一話片尾頭曲）/ UniteUp!
4. 名もなき何もかも（電視動畫《Girls Band Cry》第七話插入歌）/ TOGENASHI TOGEARI
5. 雑踏、僕らの街（電視動畫《Girls Band Cry》片頭曲）/ TOGENASHI TOGEARI
6. My Factor（電視動畫《月光下的異世界之旅》片尾曲）/ 伊東健人
7. Miracle soup（電視動畫《關於我轉生變成史萊姆這檔事》第三期後半片頭曲）/ MindaRyn
8. Like Flames（電視動畫《關於我轉生變成史萊姆這檔事》第二期後半片頭曲）/ MindaRyn
9. Synthetic Sympathy（劇場版動畫《PSYCHO-PASS心靈判官3：First Inspector》片頭曲）/ Who-ya Extended
10. Prayer（電視動畫《破滅的王國》片尾曲）/ Who-ya Extended
11. Greensleeves/ Doloris
12. Ave Mujica（1st迷你專輯『Alea jacta est』收錄曲）/ Ave Mujica
13. Mas?uerade Rhapsody Re?uest（1st迷你專輯『Alea jacta est』收錄曲）/ Ave Mujica
14. 眠れない（電視動畫《家裡蹲吸血姬的鬱悶》片尾曲）/ 楠木燈
15. シンゲツ（電視動畫《魔王學院的不適任者 II～史上最強的魔王始祖，轉生就讀子孫們的學校～》後半片頭曲）/ 楠木燈
16. Growing Up（電視動畫《為美好的世界獻上祝福！》第三期片頭曲）/ Machico
17. 混合曲/ Machico
  1. TOMORROW（電視動畫《為美好的世界獻上祝福！》第二期片頭曲）
  2. fantastic dreamer/ Machico（電視動畫《為美好的世界獻上祝福！》第一期片頭曲）

18. 最Ψ最好調！（電視動畫《齊木楠雄的災難》第二期前半片頭曲）/ でんぱ組.inc
19. メモリーズ・ラスト（電視動畫《魔法禁書目錄》第二期後半片尾曲）/ でんぱ組.inc with 成瀬瑛美
20. あした地球がこなごなになっても（廣播《相沢梨紗（でんぱ組.inc）のラジオ活動》片尾曲）/ でんぱ組.inc with 成瀬瑛美
21. 渇いた叫び（電視動畫《遊戲王》片頭曲）/ FIELD OF VIEW
22. DAN DAN 心魅かれてく（電視動畫《七龍珠GT》片頭曲）/ FIELD OF VIEW
23. ウィーゴー！（電視動畫《ONE PIECE》片頭曲）/ 北谷洋
24. あーーっす！（電視動畫《ONE PIECE》片頭曲）/ 北谷洋
25. ウィーアー！（電視動畫《ONE PIECE》片頭曲）/ 北谷洋 with ANISAMA FRIENDZ
26. StarRingChild（OVA《機動戰士鋼彈UC》ep.7主題曲）/ Aimer
27. Brave Shine（電視動畫《Fate/stay night [Unlimited Blade Works]》第二期片頭曲）/ Aimer
28. Sign（電視動畫《狼與辛香料 MERCHANT MEETS THE WISE WOLF》片頭曲）/ Aimer
29. 残響散歌（電視動畫《鬼滅之刃 遊郭篇》片頭曲）/ Aimer
30. Burn My Soul（遊戲《緋染天空 Heaven Burns Red》劇中曲）/ She is Legend
31. Thank you for playing～あなたに出会えてよかった～（遊戲《緋染天空 Heaven Burns Red》劇中曲）/ She is Legend
32. 死にゆく季節でぼくは（遊戲《緋染天空 Heaven Burns Red》劇中曲）/ She is Legend
33. Nemophila（偶像團體《Kis-My-Ft2》solo曲） feat. 一ノ瀬トキヤ(ST☆RISH)/ 宮田俊哉
34. Butter-Fly（電視動畫《數碼寶貝》片頭曲）/ 宮田俊哉×伊東健人
35. 私が笑う理由は（電視動畫《豬肝記得煮熟再吃》片頭曲）/ ASCA×楠木燈
36. 紫苑の花束を（電視動畫《魔法科高中的劣等生 古都內亂篇》片尾曲）/ ASCA feat. 柳澤良音
37. FACELESS（電視動畫《再見，地球》片頭曲）/ ASCA
38. YES!!（電視動畫《生存遊戲社》片頭曲）/ 大橋彩香
39. シンガロン進化論（2nd專輯『PROGRESS』收錄曲）/ 大橋彩香×大石昌良
40. ワガママMIRROR HEART（電視動畫《政宗君的復仇》片頭曲）/ 大橋彩香
41. なまらめんこいギャル（電視動畫《北海道辣妹金古錐》片頭曲）/ 大石昌良 feat. REAL AKIBA BOYZ
42. 死んだ！（電視動畫《勇者死了！》片頭曲）/ 大石昌良 feat. REAL AKIBA BOYZ
43. uni-verse（劇場版動畫《GRIDMAN UNIVERSE》片頭曲）/ 大石昌良
44. 混合曲/ i☆Ris
  1. Realize!（電視動畫《星光樂園》第一期第三部分片頭曲）
  2. ドリームパレード（電視動畫《星光樂園》第二期第一部分片頭曲）
  3. Make it!（電視動畫《星光樂園》第一期第一部分片頭曲片頭曲）

45. アルティメット☆MAGIC（電視動畫《賢者之孫》片頭曲）/ i☆Ris
46. 希望の花を（劇場版動畫《i☆Ris the Movie –Full Energy!!-》片頭曲）/ i☆Ris
47. 愛 for you！（劇場版動畫《政宗君的復仇》片頭曲）/ i☆Ris feat. 大石昌良
48. Stargazer/ ASL2024出演者 DAY1

8月31日
1. 1. INSIDE IDENTITY（電視動畫《中二病也想談戀愛！_(動畫)》片尾曲）/ 内田真禮×平野綾
  2. Lost my music（電視動畫《涼宮春日的憂鬱》插入曲）/ 平野綾×内田真禮
2. God knows...（電視動畫《涼宮春日的憂鬱》插入曲）/ 平野綾
3. オトワ（電視動畫《愚蠢天使與惡魔共舞》片頭曲）/ 太陽と踊れ月夜に唄え
4. 1. EVER RED（FRAGARIA MEMORIES「RED BOUQUET」陣營曲）/ RED BOUQUET
  2. 青空のメモリー（FRAGARIA MEMORIES「BLUE BOUQUET」陣營曲）/ BLUE BOUQUET
  3. ALL SO BAD（FRAGARIA MEMORIES「NOIR BOUQUET」陣營曲）/ NOIR BOUQUET
5. Bouquet of Wishes（FRAGARIA MEMORIES「ALL BOUQUET」陣營曲）/ FRAGARIA MEMORIES
6. すきっちゅーの！（HoneyWorks企劃『告白實行委員會 ～戀愛系列～』樂曲）/ ちゅーたん(CV.早見沙織) feat. HoneyWorks
7. 可愛くてごめん（HoneyWorks企劃『告白實行委員會 ～戀愛系列～』樂曲）/ ちゅーたん(CV.早見沙織) feat. HoneyWorks
8. Queen of the Night（電視動畫《堤亞穆帝國物語～從斷頭台開始，公主重生後的逆轉人生～》片尾曲）/ カノエラナ
9. イロドリ（電視動畫《夜晚的水母不會游泳》片頭曲）/ カノエラナ
10. ココロトラベル（動畫《關於我轉生變成史萊姆這檔事 柯⾥烏斯之夢》片尾曲）/ 岡咲美保
11. ペタルズ（電視動畫《賈希大人不氣餒！》後半片尾曲）/ 岡咲美保
12. Now On Air（電視動畫《聲優廣播的幕前幕後》片頭曲）/ 伊藤美来
13. Plunderer（電視動畫《掠奪者》片頭曲）/ 伊藤美来
14. Another Birthday（電視動畫《輪迴第7次的惡役令孃，在前敵國享受自由自在的新娘生活》片頭曲）/ 土岐隼一
15. 君色のキセキ（電視動畫《單人房、日照一般、附天使。》片頭曲）/ 小倉唯
16. Empty//Princess.（17th單曲收錄曲）/ 小倉唯
17. 1. みらくりえーしょん（手機遊戲『Link！Like！LoveLive！』樂曲）/ みらくらぱーく！
  2. レディバグ（手機遊戲『Link！Like！LoveLive！』樂曲）/ DOLLCHESTRA
  3. アオクハルカ（手機遊戲『Link！Like！LoveLive！』樂曲）/ スリーズブーケ
18. Dream Believers（手機遊戲『Link！Like！LoveLive！』片頭曲）/ 蓮之空女學院學園偶像俱樂部
19. おジャ魔女カーニバル!!（電視動畫《小魔女DoReMi》片頭曲）/ 伊藤美来×TrySail
20. HELP（電視動畫《勇者赫魯庫》後半片頭曲）/ 愛美
21. メリトクラシー（電視動畫《被稱為廢物的原英雄，被家裡流放後隨心所欲地活下去》片尾曲）/ 愛美
22. 無路矢（1st專輯『迷跡波』收錄曲）/ MyGO!!!!!
23. 1. 砂寸奏（4th單曲『砂寸奏／回層浮』收錄曲）/ MyGO!!!!!
  2. 歌いましょう鳴らしましょう（1st專輯『迷跡波』收錄曲）/ MyGO!!!!!
24. 迷星叫（1st單曲『迷星叫』收錄曲）/ MyGO!!!!!
25. ROCK ME KISS ME（電視動畫《MF GHOST 燃油車鬥魂》第二期片頭曲）/ 芹澤優 feat. MOTSU
26. JUNGLE FIRE（電視動畫《MF GHOST 燃油車鬥魂》片頭曲）/ 芹澤優 feat. MOTSU
27. ぼのぼのロックンロール（電視動畫《暖暖日記》主題曲）/ MASOCHISTIC BONO BAND
28. Ace of Asia（劇場版動畫《Dear Girl~Stories~THE MOVIE 2 ACE OF ASIA》主題曲）/ MASOCHISTIC ONO BAND
29. Guide（電視動畫《在地下城尋求邂逅是否搞錯了什麼Ⅳ 新章 迷宮篇》片尾曲）/ 早見沙織
30. Abyss（3rd原創專輯『白と花束』收錄曲）/ 早見沙織
31. Reweave（電視動畫《Re:從零開始的異世界生活》第三期前半片頭曲）/ 鈴木KONOMI
32. 白花（電視動畫《異修羅》片頭曲）/ 鈴木KONOMI
33. 1. デビきゅー（電視動畫《入間同學入魔了！》片尾曲）/ 芹澤優×鈴木KONOMI
  2. 私がモテないのはどう考えてもお前らが悪い（電視動畫《我不受歡迎，怎麼想都是你們的錯！》片頭曲）/ 鈴木KONOMI×芹澤優
34. This game（電視動畫《NO GAME NO LIFE 遊戲人生》片頭曲）/ 鈴木KONOMI
35. うつろい（遊戲《魔法紀錄 魔法少女小圓外傳》第二部主題曲）/ TrySail
36. マイクロレボリューション（電視動畫《地下城中的人》片頭曲）/ TrySail
37. 華麗ワンターン（電視動畫《異世界一擊殺姊姊～姊姊同伴的異世界生活開始了～》片頭曲）/ TrySail
38. 偏愛の輪舞曲(Special ver.)（電視動畫《黑色嘉年華》片頭曲）/ GRANRODEO
39. ROSE HIP-BULLET（電視動畫《咎狗之血》片頭曲）/ GRANRODEO
40. BEASTFUL（電視動畫《刃牙》片頭曲）/ GRANRODEO
41. Can Do（電視動畫《影子籃球員》第一期前半片頭曲）/ GRANRODEO with ANISAMA BOYZ
42. パラレルなハート（電視動畫《雙生戀情密不可分》片頭曲）/ 内田真禮
43. CHA∞IN（電視動畫《魔都精兵的奴隸》片尾曲）/ 内田真禮
44. 創傷イノセンス（電視動畫《惡魔的謎語》片頭曲）/ 内田真禮
45. ギミー! レボリューション Special!!（電視動畫《我，要成為雙馬尾》片頭曲）/ 内田真禮 with ANISAMA FRIENDZ
46. Stargazer/ ASL2024出演者 DAY2

9月1日
1. STAR☆T☆RAIN -New Arrange Ver.-（電視動畫《【我推的孩子】》劇中曲）／ B小町
2. サインはB -New Arrange Ver.-（電視動畫《【我推的孩子】》劇中曲）／ B小町
3. 1. ヒカリのdestination（電視動畫《偶像大師 閃耀色彩》第五話片尾曲）／ illumination STARS
  2. アルストロメリア（電視動畫《偶像大師 閃耀色彩》第三話片尾曲）／ ALSTROEMERIA
4. いつだって僕らは（『THE IDOLM@STER SHINY COLORS GR@DATE WING 07』收錄曲）／ noctchill
5. ツバサグラビティ（電視動畫《偶像大師 閃耀色彩》片頭曲）／ illumination STARS＆ALSTROEMERIA
6. Spread the Wings!!（遊戲《偶像大師 閃耀色彩》主題曲）／ 偶像大師 閃耀色彩
7. あの娘にドロップキック（電視動畫《邪神與廚二病少女》第一期片頭曲）／ 邪神★girls 生贄SUMMER with 小邪神インパクト
8. CHI☆TO☆SE愛歌（電視動畫《邪神與廚二病少女》第二期千歲篇片尾曲）／ 小邪神×莉薇露
9. 太陽曰く燃えよカオス（電視動畫《襲來！美少女邪神》片頭曲）／ 邪神★girls 生贄SUMMER
10. 絶世スターゲイト（電視動畫《夢幻之星Online2 The Animation》片頭曲）／ 蒼井翔太
11. EVOLVE（電視動畫《被稱為廢物的原英雄，被家裡流放後隨心所欲地活下去》片頭曲）／ 蒼井翔太
12. So Precious（電視動畫《搖曳露營△ SEASON3》片尾曲）／ 亞咲花
13. Eternal Star（電視動畫《ISLAND》片尾曲）／ 亞咲花
14. わやわやわー！（電視動畫《北海道辣妹金古錐》片尾曲）／ 亞咲花
15. Hope（電視動畫《屍體如山的死亡遊戲》第二部分片尾曲）／ 内田雄馬
16. Over（電視動畫《籃球少年王》片尾曲）／ 内田雄馬
17. Apocalypse Day（電視動畫《邪神與廚二病少女 【世紀末編】》片頭曲）／ 鈴木愛奈
18. 果てのない旅（電視動畫《最弱魔物使開始了撿垃圾之旅。》片頭曲）／ 鈴木愛奈
19. カーストルーム（電視動畫《歡迎來到實力至上主義的教室》第一期片頭曲）／ ZAQ
20. マイナーピース（電視動畫《歡迎來到實力至上主義的教室》第三期片頭曲）／ ZAQ feat. 東山奈央＆SHIN(MADKID)
21. トゥッティ！（電視動畫《吹響吧！上低音號》第一期片尾曲）／ 北宇治四重奏
22. 音色の彼方（電視動畫《吹響吧！上低音號》第三期片尾曲）／ 北宇治四重奏 feat. ZAQ
23. DREAM SOLISTER（電視動畫《吹響吧！上低音號》第一期片頭曲）／ TRUE×北宇治四重奏
24. ReCoda（電視動畫《吹響吧！上低音號》第三期片頭曲）／ TRUE feat. 北宇治四重奏
25. ババーンと推参！バーンブレイバーン（電視動畫《勇氣爆發Bang Bravern》片頭曲）／ Bravern(CV.鈴村健一)
26. 双炎の肖像（電視動畫《勇氣爆發Bang Bravern》片尾曲）／ 勇·碧(CV.鈴木崚汰)＆路易斯·史密斯(CV.阿座上洋平)
27. ドラマチックじゃなくても（電視動畫《久保同學不放過我》片頭曲）／ 花澤香菜
28. 本命アンサー（電視動畫《偽戀》角色曲）／ 桐崎千棘(CV.東山奈央)＆小野寺小咲(CV.花澤香菜)
29. 星空☆ディスティネーション（1st單曲）／ 花澤香菜
30. イマココ（電視動畫《月色真美》片頭曲）／ 東山奈央
31. 星の伝言（電視動畫《星辰墜落之國的妮娜》片尾曲）／ 東山奈央
32. プラチナ（電視動畫《庫洛魔法使》第三期片頭曲）／ 東山奈央 feat. うたごえはミルフィーユ
33. dawn of infinity（電視動畫《魔法使黎明期》片頭曲）／ fripSide
34. Red Liberation（電視動畫《家裡蹲吸血姬的鬱悶》片頭曲）／ fripSide
35. Secret Operation（電視動畫《夜櫻家大作戰》第二部分片頭曲）／ fripSide feat. Yoshino Nanjo
36. 1. サヨナラの惑星(グリザイアメドレー)（OVA《灰色：幻影扳機 THE ANIMATION》片尾曲）／ 南條愛乃
  2. 涙流るるまま(グリザイアメドレー)（OVA《灰色：幻影扳機 THE ANIMATION 觀星者》片尾曲）／ 南條愛乃
37. 閃 -Sen-（電視動畫《想當冒險者前往都市的女兒成為S級》片頭曲）／ 南條愛乃
38. フローズン（電視動畫《杖與劍的魔劍譚》片尾曲）／ TRUE
39. ブルーデイズ（電視動畫《轉生貴族憑鑑定技能扭轉人生》片頭曲）／ TRUE
40. 純白サンクチュアリィ(Reincarnation ver.)（電視動畫《天使特警》片頭曲）／ 茅原實里
41. 境界の彼方（電視動畫《境界的彼方》片頭曲）／ 茅原實里
42. Paradise Lost（電視動畫《食靈》片頭曲）／ 茅原實里
43. ピルグリム（電視動畫《刀劍神域外傳 Gun Gale Online》劇中曲）／ ReoNa
44. ガジュマル ～Heaven in the Rain～（電視動畫《香格里拉·開拓異境》第二部分片尾曲）／ ReoNa
45. ANIMA（電視動畫《刀劍神域 Alicization War of Underworld》片頭曲）／ ReoNa
46. Till the End（原作小說《刀劍神域》發行十周年主題曲）／ ReoNa
47. Stargazer/ ASL2024出演者 DAY3

## 2025年

### Animelo Summer Live 2025 ThanXX!
- 舉辦日期：2025年8月29日－8月31日
- 會場：埼玉超級競技場
- 主辦：多玩國、文化放送
- 協力贊助：DOCOMO動畫商城、日總工產、エルフィン、JR東海旅遊、U-NEXT
- 後援：KADOKAWA、國王唱片、日本索尼音樂娛樂、DIVE II entertainment、日本古倫美亞、HIGHWAY STAR、FIREWORKS、武士道音樂、波麗佳音、MONSTER design Inc.、Lantis、日本華納音樂
- 協力：埼玉超級競技場、安利美特、SEVEN-ELEVEN JAPAN、pia

#### 主題曲
「ONENESS」
作詞、作曲：奥井雅美
編曲：鈴木Daichi秀行

#### 出演者[23]
8月29日
- i☆Ris
- 藍井艾露
- 大石昌良
- 奥井雅美
- 小倉唯
- KOTOKO
- TRUE
- 西川貴教
- 冰川清志
- fripSide
- MyGO!!!!!
- 三森鈴子
- May'n
- ReoNa
- Roselia

8月30日
- 偶像大師 百萬人演唱會！（Machico、伊藤美来、愛美、田所あずさ、諏訪彩花、渡部優衣）
- Ave Mujica
- angela
- Guilty Kiss from LoveLive! Sunshine!!
- Saint Snow from LoveLive! Sunshine!!
- GRANRODEO
- ZAQ
- JAM Project
- sphere
- TrySail
- FLOW
- 宮野真守
- Milky Holmes
- 森口博子
- Lia

8月31日
- 偶像大師 SideM（仲村宗悟、寺島拓篤、益山武明、深町寿成、伊瀬結陸、宮﨑雅也、大塚剛央）
- 蒼井翔太
- ALI PROJECT
- 石田燿子
- 内田真禮
- 栗林美奈實
- 鈴木KONOMI
- SPYAIR
- 茅原實里
- fhána
- Poppin'Party
- 水樹奈奈
- 米倉千尋
- LiSA

### ANISAMA WORLD 2025 in TAOYUAN
- 舉辦日期：2025年5月24日
- 會場：桃園會展中心
- 主辦：新想股份有限公司
- 製作：KANA-L AGENT、FIREWORKS、Bandai Namco Music Live
- 製作監修：Animelo Summer Live

#### 出演者[24]
- 西川貴教
- T.M.Revolution
- ASCA
- GARNiDELiA
- 森口博子
- nonoc
- 佐藤純一
- sajou no hana
- RAISE A SUILEN
- ReoNa
- Ayasa
- REAL AKIBA BOYZ

### ANISAMA WORLD 2025 in MANILA

#### 出演者[25]
- FLOW
- ASH DA HERO
- Ave Mujica
- nobodyknows+
- 北谷洋
- 宮田俊哉
- MindaRyn
- 前島麻由

## 外部連結
- Animelo Summer Live官方YT （页面存档备份，存于）
- Animelo Summer Live官方網站（日語） （页面存档备份，存于）
  - （日語）Animelo Summer Live 2005 -THE BRIDGE- 官方網站 （页面存档备份，存于）
  - （日語）Animelo Summer Live 2006 -OUTRIDE- 官方網站 （页面存档备份，存于）
  - （日語）Animelo Summer Live 2007 Generation-A 官方網站 （页面存档备份，存于）
  - （日語）Animelo Summer Live 2008 -CHALLENGE- 官方網站 （页面存档备份，存于）
  - （日語）Animelo Summer Live 2009 -RE:BRIDGE- 官方網站 （页面存档备份，存于）
  - （日語）Animelo Summer Live 2010 -EVOLUTION- 官方網站 （页面存档备份，存于）
  - （日語）Animelo Summer Live 2011 -Only One- 官方網站 （页面存档备份，存于）
  - （日語）Animelo Summer Live 2011 -rainbow- 官方網站 （页面存档备份，存于）
  - （日語）Animelo Summer Live 2012 -infinity∞- 官方網站 （页面存档备份，存于）
  - （日語）Animelo Summer Live 2013 -FLAG NINE- 官方網站 （页面存档备份，存于）
  - （日語）Animelo Summer Live 2014 -ONENESS- 官方網站 （页面存档备份，存于）
  - （日語）Animelo Summer Live 2015 -THE GATE- 官方網站 （页面存档备份，存于）
  - （日語）Animelo Summer Live 2016 刻-TOKI- 官方網站 （页面存档备份，存于）
  - （日語）Animelo Summer Live 2017 THE CARD 官方網站 （页面存档备份，存于）
  - （日語）Animelo Summer Live 2018 OK! 官方網站 （页面存档备份，存于）
  - （日語）Animelo Summer Live 2019 -STORY- 官方網站 （页面存档备份，存于）
  - （日語）Animelo Summer Live 2020 -COLORS- 官方網站 （页面存档备份，存于）
  - （日語）Animelo Summer Live 2021 -COLORS- 官方網站 （页面存档备份，存于）
  - （日語）Animelo Summer Live 2022 -Sparkle- 官方網站 （页面存档备份，存于）
  - （日語）Animelo Summer Live 2023 AXEL 官方網站（页面存档备份，存于）
  - （日語）Animelo Summer Live 2024 -Stargazer- 官方網站 （页面存档备份，存于）
  - （日語）Animelo Summer Live 2025 ThanXX! 官方網站